# المتحف الوطني للفن القديم
المتحف الوطني للفن القديم (بالبرتغالية: Museu Nacional de Arte Antiga‏) هو متحف فني وطني برتغالي يقع في لشبونة. مع أكثر من 40000 عنصر تغطي مجموعة واسعة من اللوحات والنحت والأواني الذهبية والأثاث والمنسوجات والسيراميك والمطبوعات، يعد المتحف الوطني للفن القديم أحد أكثر المتاحف زيارة في البرتغال.
تأسست المتحف الوطني للفن القديم في عام 1884 لعرض مجموعات العائلة المالكة البرتغالية والأكاديمية الوطنية للفنون الجميلة. يقع في بالاسيو ألفور-بومبال، وهو سكن سابق لماركيز بومبال الأول الذي تم توسيعه عندما تم تحويله إلى متحف. تمتد مجموعة المتحف لأكثر من ألف عام من الفن من أوروبا وآسيا وإفريقيا والأمريكتين وتتضمن أعمال فنية بارزة لهيرونيموس بوش ورافائيل وهانز هولبين الأكبر وفرانشيسكو دي زورباران وألبريشت دورر ودومينغوس سيكويرا وجيامباتيستا تيبولو، من بين العديد من الآخرين.

## التاريخ

### الأصول

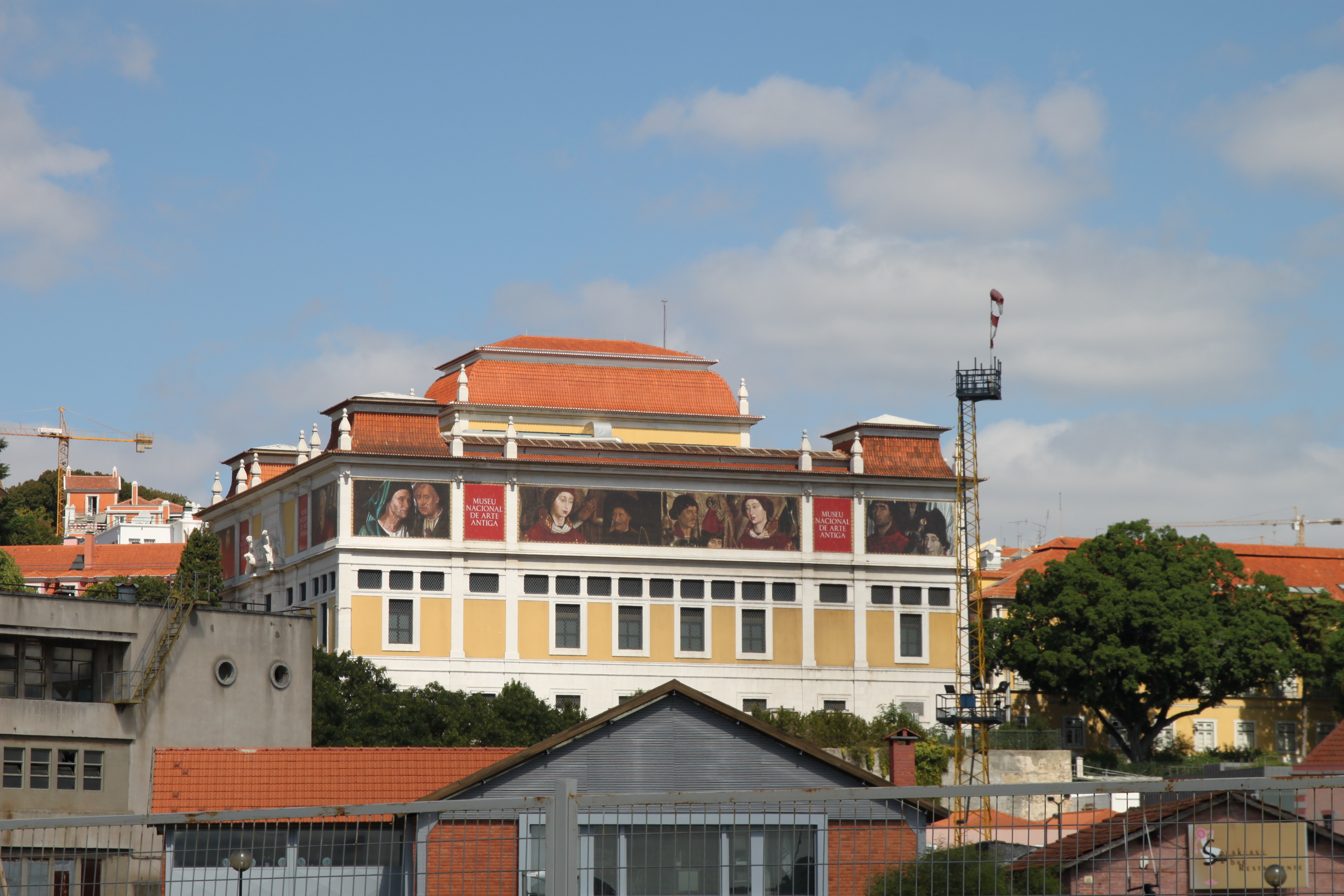
مرفق المتحف الوطني للفن القديم من نهر تاجوس.

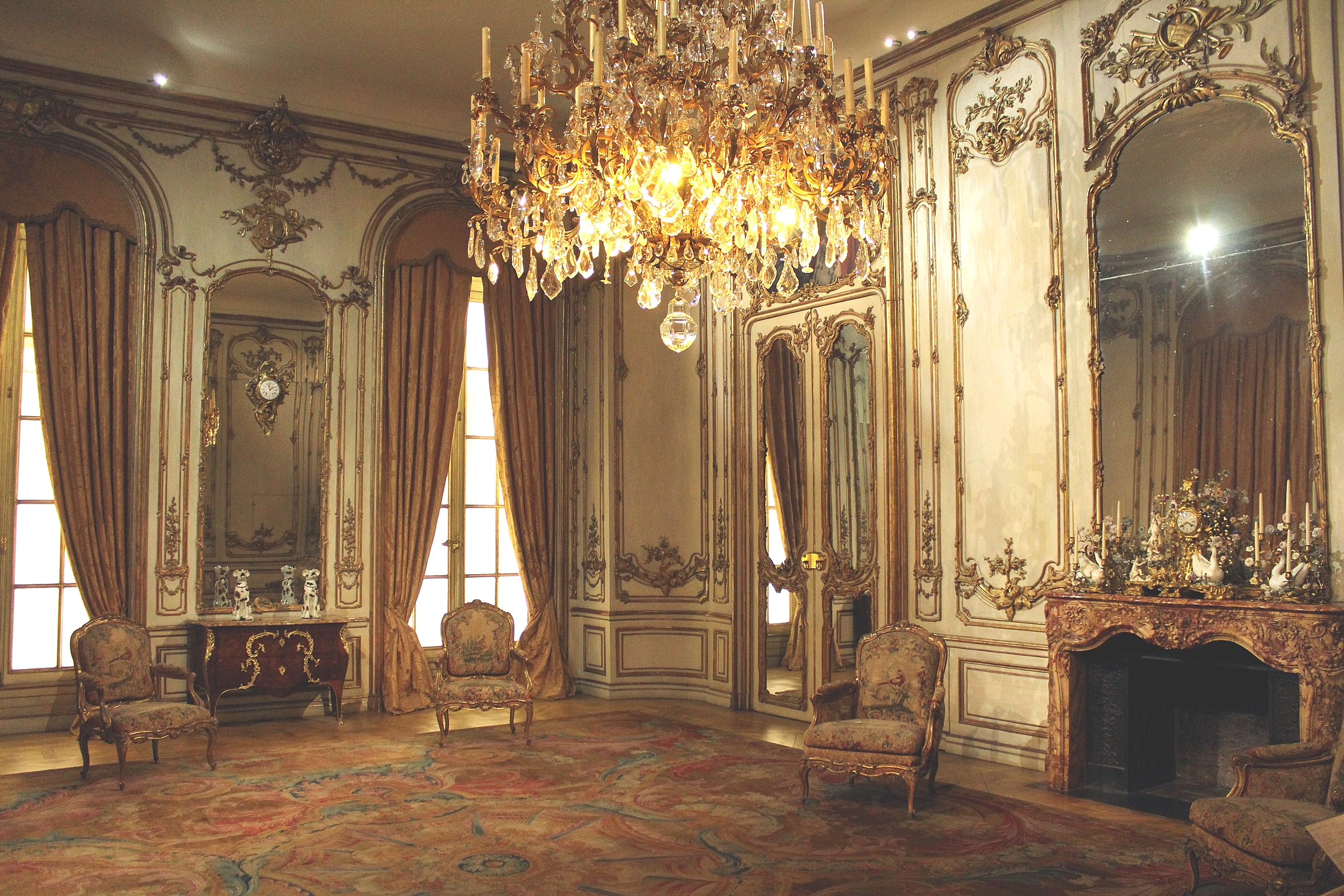
لوحة The Sala Patiño (غرفة باتينو).

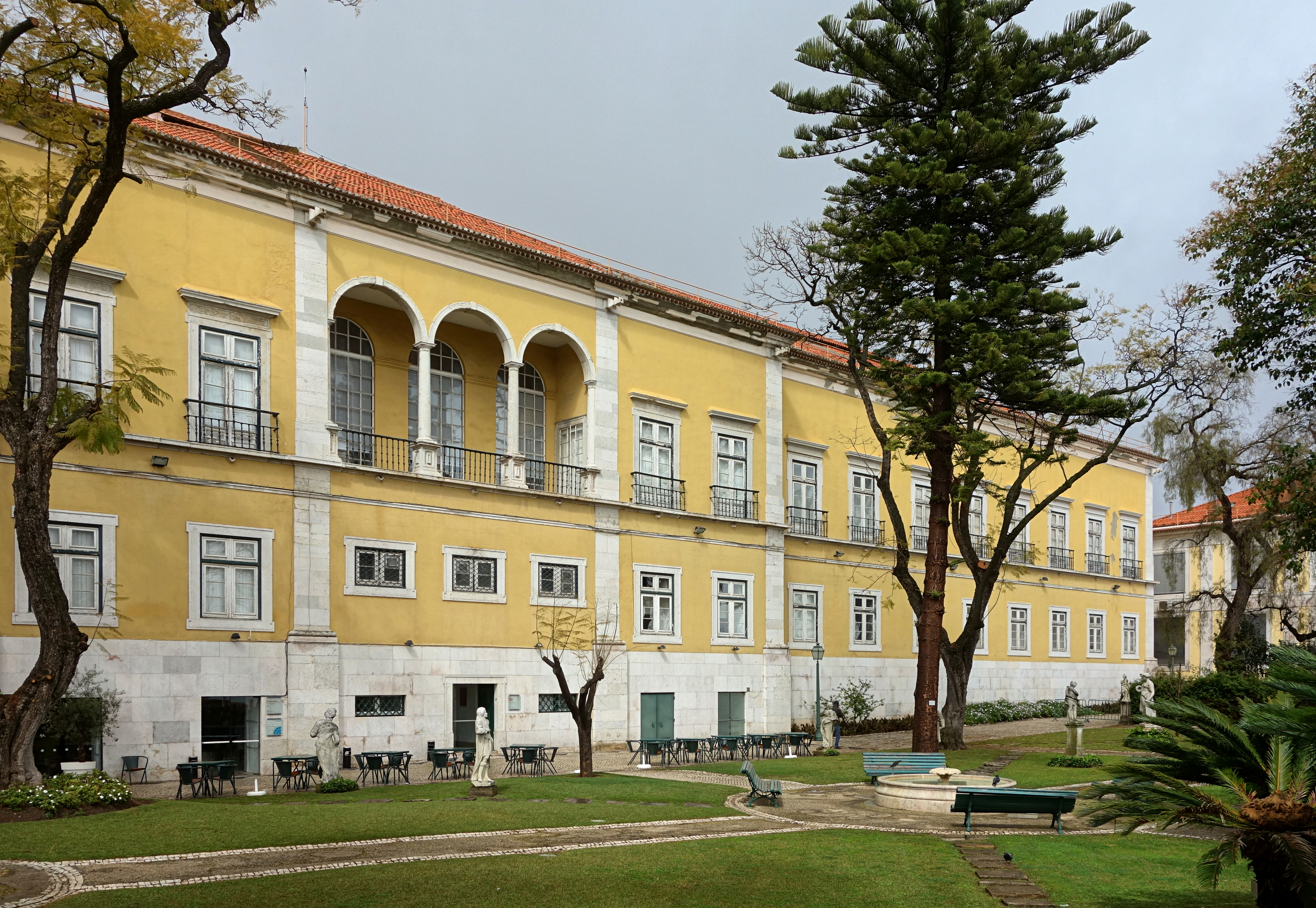
حدائق جناح ألفور بومبال في المتحف الوطني للفن القديم، مقابل نهر تاجوس.

تعود جذور المتحف إلى عام 1833 بإلغاء الأوامر الدينية ومصادرة الأديرة في البرتغال، والتي جلبت مجموعة من الفنون والزخارف الدينية إلى المجال العام. بتحريض من السياسي الليبرالي باسوس مانويل، تأسست Academia de Bellas Artes (بالعربيّة: أكاديمية الفنون الجميلة) في عام 1836، وأنشأت مقرها في دير ساو فرانسيسكو دا سيداد السابق (بالقرب من كيدو). على الرغم من أنها مكرسة في المقام الأول لرعاية فنانين جدد، إلا أن الأكاديمية أسست في نفس العام معرض جاليريا ناسيونال دي بينتورا («المعرض الوطني للرسم») في المستويات الدنيا من نفس المبنى، كقسم فرعي لاختيار ورعاية وعرض بعض أفضل قطع الفن الرهباني المصادرة ثم في المخزن الحكومي. اختارت لجنة الأكاديميّة حوالي 540 لوحة لغاليريا. كما هو متوقع، كانت معظم هذه القطع ذات التوجه الديني من أصل برتغالي.
في خضم الفوضى وعواقب الحروب الليبرالية البرتغالية، تمت مصادرة بعض المجموعات الفنية الخاصة للعائلات النبيلة المدمرة أو وجدت طريقها إلى السوق. كانت مجموعة اللوحات للملكة السابقة المشينة، الراحلة كارلوتا جواكينا، ذات أهمية خاصة، والتي حصلت عليها الحكومة البرتغالية وأعطيت للأكاديمية في عام 1859. اهتم الملك السابق للبرتغال فرديناند الثاني، والمتذوق للفنون الجميلة، بالمنظمة الناشئة، وحصل على رعايتها الملكية (أعيدت تسميتها بـ Academia Real de Belas Artes في عام 1862)، وفي 1865-1867، قدم فرديناند الثاني سلسلة من التبرعات النقدية الكبيرة، مما يمنح جاليريا ميزانية اقتناء مستقلة، مما يمكنه من شراء القطع في سوق الفن.
بمبادرة من فرانسيسكو دي سوزا هولشتاين (ابن دوق بالميلا الأول، نائب مفتش الأكاديمية الحقيقية، في عام 1868، أعيد تصميم غرف غاليريا لتصبح مساحة عرض أفضل لمجموعتها الموسعة وفتحت للجمهور العام. ومع ذلك، ظلت المرافق غير كافية - فقد كانت رطبة بشكل رهيب وضيقة ولا يزال يجتازها زوار غير مرتبطين بالأكاديمية (التي أصبحت، الآن، مكانًا اجتماعيًا للفنانين والطلاب البوهيميين المنكوبين). في عام 1875، أوصت لجنة برئاسة سوزا هولشتاين بتأسيس متحف أكبر وأكثر ديمومة بعيدًا عن مبنى كيادو الأكاديمي.
في عام 1881، تم تقسيم القسم التعليمي الأكاديمي وتحويله إلى Escola Real de Belas-Artes (بالعربيّة: المدرسة الملكية للفنون الجميلة) التي أصبحت الآن جزءًا من جامعة لشبونة، حيث اقتصرت أكاديمية المدرسة الملكية للفنون الجميلة على الثقافة.
في عام 1881، استأجر الضابط الأكاديمي دلفيم غويديس قصر جانيلاس فيرديس الذي يعود تاريخه إلى القرن السابع عشر («النوافذ الخضراء»)، وهو المقر السابق لكونتات ألفور في لشبونة والذي استولى عليه ماركيز بومبال بعد 1759 وبيعه لأخيه، الكاردينال المحقق باولو أنطونيو دي كارفالهو إي ميندونكا (ومن ثم يُعرف أيضًا باسم قصر بومبال ألفور). تم بيع القصر لاحقًا إلى دير سانتو ألبرتو الكرملي المجاور، وعاد القصر إلى أيادي خاصة بعد حل عام 1833. كان Guedes يعتزم استخدامه كمساحة مؤقتة لمعرض دولي عن فن الزينة الأيبيرية في بورتوغيزا إسبانهولا (بالبرتغالية: Exposição Retrospectiva de Arte Ornamental‏) الذي نظمه متحف ساوث كينسينغتون (الآن فيكتوريا وألبرت) في لندن، والذي كان من المقرر أن يزوره لشبونة عام 1882.

### المؤسسة

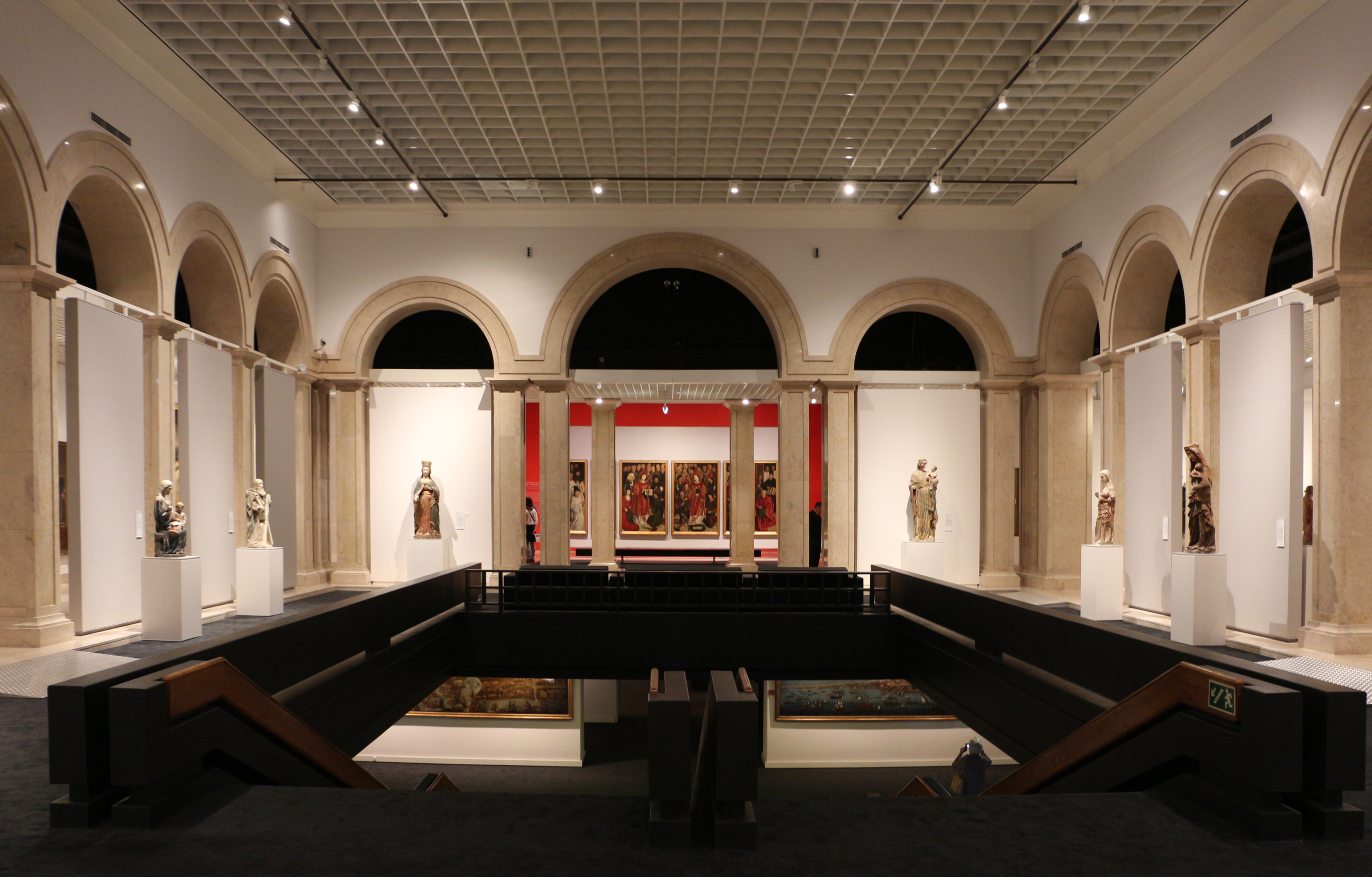
ردهة قاعة ملحق المتحف الوطني للفن القديم.

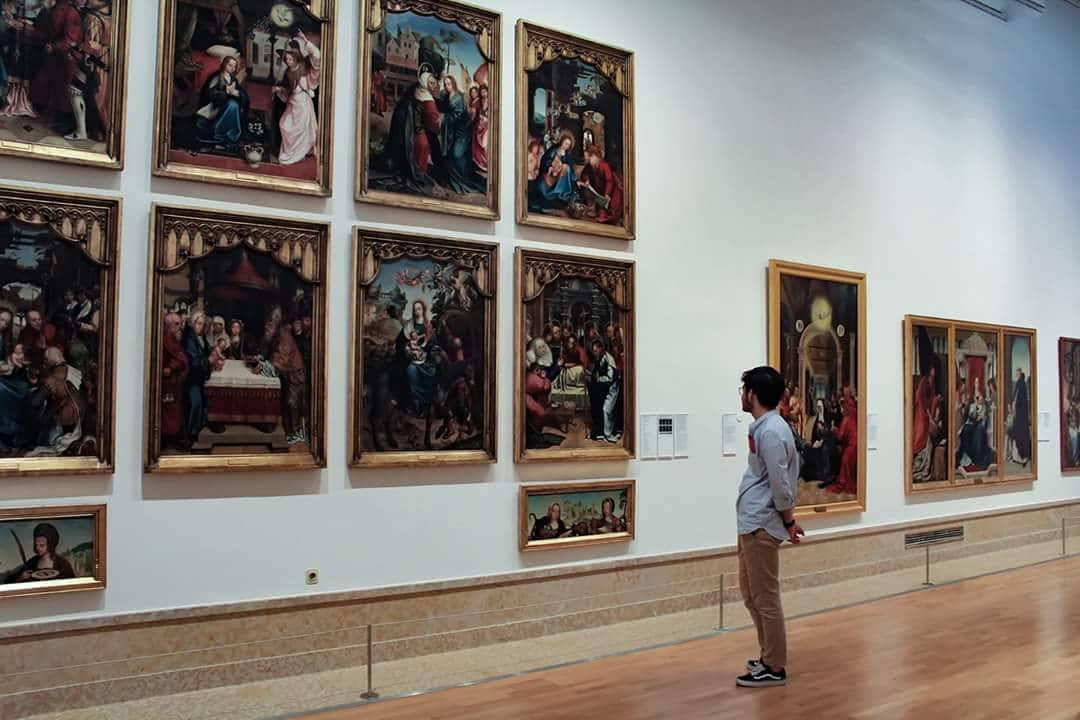
لوحات عصر النهضة البرتغالية.

اشترت الحكومة رسمياً قصر جانيلاس فيرديس في يونيو 1884، وأعادت صياغته ليصبح المتحف الوطني للفنون الجميلة والآثار («المتحف الوطني للفنون الجميلة والآثار»)، الذي تأسس رسميًا في 11 مايو 1884، لإيواء ما كان ذلك الحين. المعروف باسم "Museus Centrais" للدولة ووضعها تحت إدارة أكاديميّة الفنون.
بعد ثورة 1910 الجمهورية، تم تعديل الترتيب وتوقفت إدارة المتحف اعتمادًا على أكاديمية الفنون (أعيدت تسميتها الآن Academia Nacional de Belas Artes). بموجب مرسوم صادر في 26 مايو 1911، تم تقسيم المجموعات وإنشاء متحفين منفصلين ومستقلين: المتحف الوطني للفنون القديمة (بالبرتغالية: Museu Nacional de Arte Antiga‏) في قصر يانيلاس فيرداس والمتحف الوطني للفن المعاصر (بالبرتغالية: Museu Nacional de Arte Contemporânea‏) في الموقع القديم لغاليريا الأكاديمية في ساو فرانسيسكو دا سيداد (أعيدت تسميتها منذ ذلك الحين بمتحف كيدو). كان الموعد النهائي للمجموعة الأخيرة حوالي 1850، كل شيء قبل ذلك كان مخصصًا لـأرتي أنتيجا.
كان أول مدير متحف في المتحف الوطني للفن القديم هو خوسي دي فيجيريدو النشط، الذي بدأ على الفور في إصلاح المتحف بناءً على أحدث مبادئ التخطيط والمعارض وإعادة توجيهه بشكل حاسم نحو الرسم. كان فيغيريدو أول من قام بدراسة وتحديد تأليف وأهمية لوحات سانت فنسنت، وهي عبارة عن مجموعة متعددة الأشكال من القرن الخامس عشر اكتشفت ج. 1882 ونسبها فيغيريدو إلى نونو غونسالفيس. تم تركيب لوحات سانت فنسنت في المتحف بحلول عام 1916 ولا تزال ربما أشهر قطعه.
في عام 1940، وسعت المتحف الوطني للفن القديم منشآتها من خلال الاستحواذ على دير سانتو ألبرتو القديم المجاور وتحويله إلى ملحق متصل بجسر مشاة. تم دمج كنيسة الدير، وهي مثال رائع للفن والعمارة البرتغالية الباروكية الثامنة عشرة، في المعروضات.

## مجموعة
تشمل المجموعة الرسم والنحت والأعمال المعدنية والمنسوجات والأثاث والرسومات وغيرها من أشكال الفن الزخرفي من العصور الوسطى إلى أوائل القرن التاسع عشر. المجموعات، خاصة تلك الخاصة بالقرنين الخامس عشر والسادس عشر، ذات أهمية خاصة فيما يتعلق بتاريخ الرسم البرتغالي والنحت والأعمال المعدنية.

### الفنون
الأوروبي

قسم الرسم الأوروبي بالمتحف مهم ويمثله جاكوب أدريانز باكر، بارتولومي بيرميجو، بالثلاثي لإغراء القديس أنتوني من قبل هيرونيموس بوش، بيتر بروغيل الأصغر، ديفيد جيرارد، القديس جيروم في دراسته بواسطة ألبريشت دورر، لوكاس كرانش، بييرو ديلا فرانشيسكا، جان جوسيرت، هانز هولباين الأكبر، بيتر دي هوش، أدريان إيسينبرانت، كوينتين ميتسيس، هانز ميملينج، أنتونيس مور، يواكيم باتينير، جان بروفوست، رافائيل، خوسيه ريبيرا، أندريا ديل سارتو، ديفيد تينيرز الأصغر، تينتوريتو، أنتوني فان ديك، دييغو فيلاسكيز، ديفيد فينكبونز، هندريك كورنيليز فروم، فرانسيسكو دي زورباران، فرانسوا باوتشر، نيكولاس بوسين وآخرين.

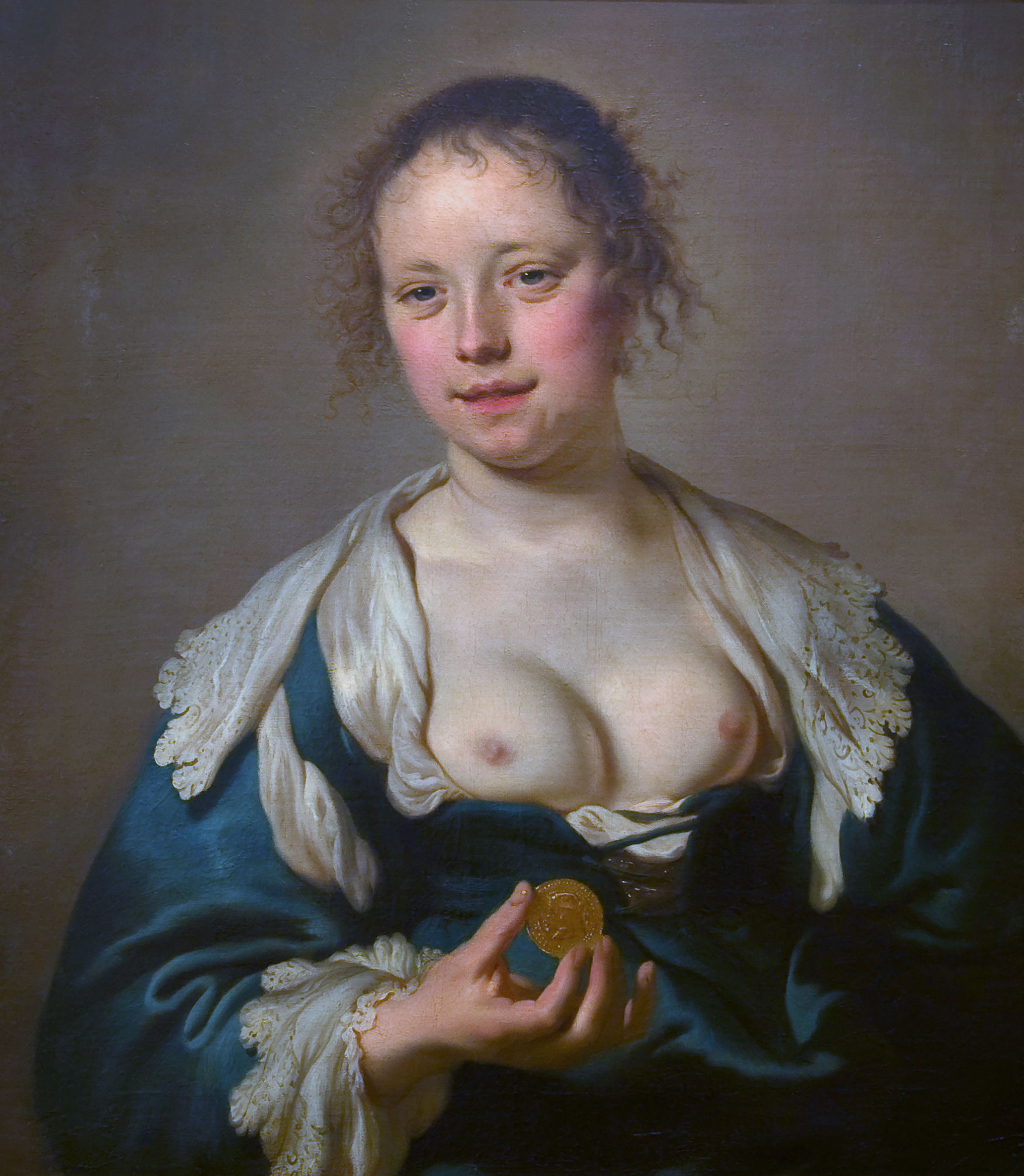
مجاملة من قبل جاكوب أدريانز باكر  [لغات أخرى]‏، 1640.
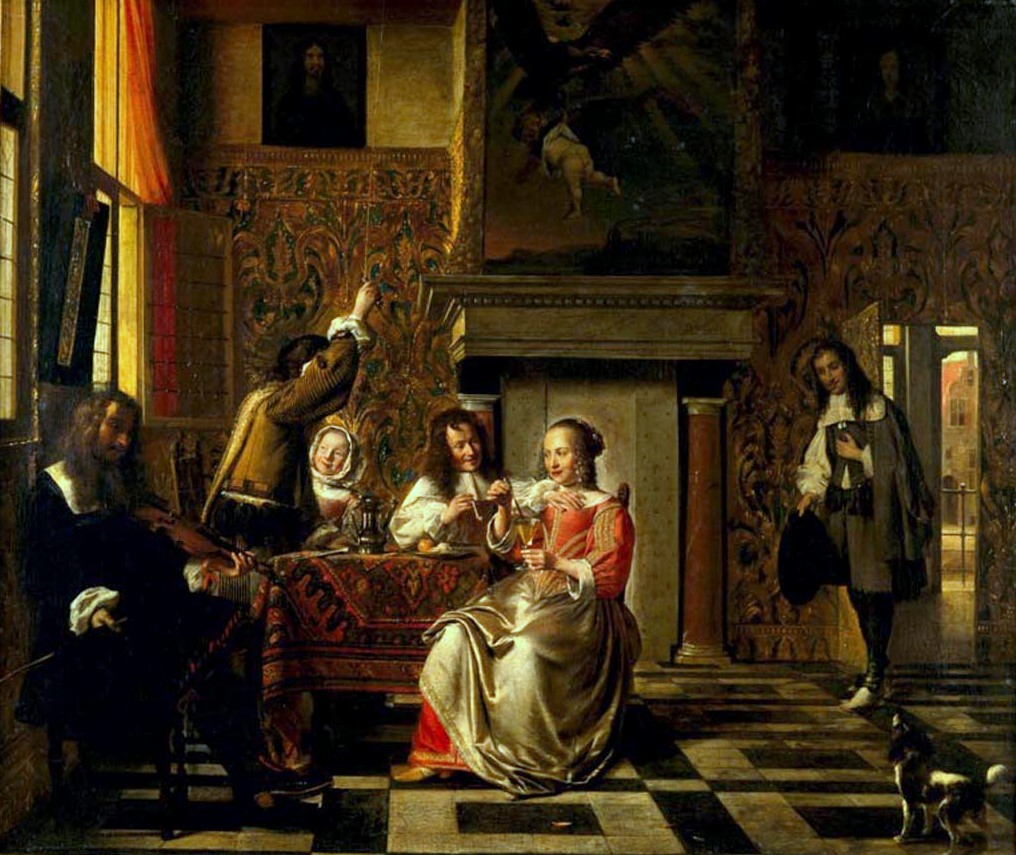
شركة ميري بقلم بيتر دي هوش ؛ 1662.
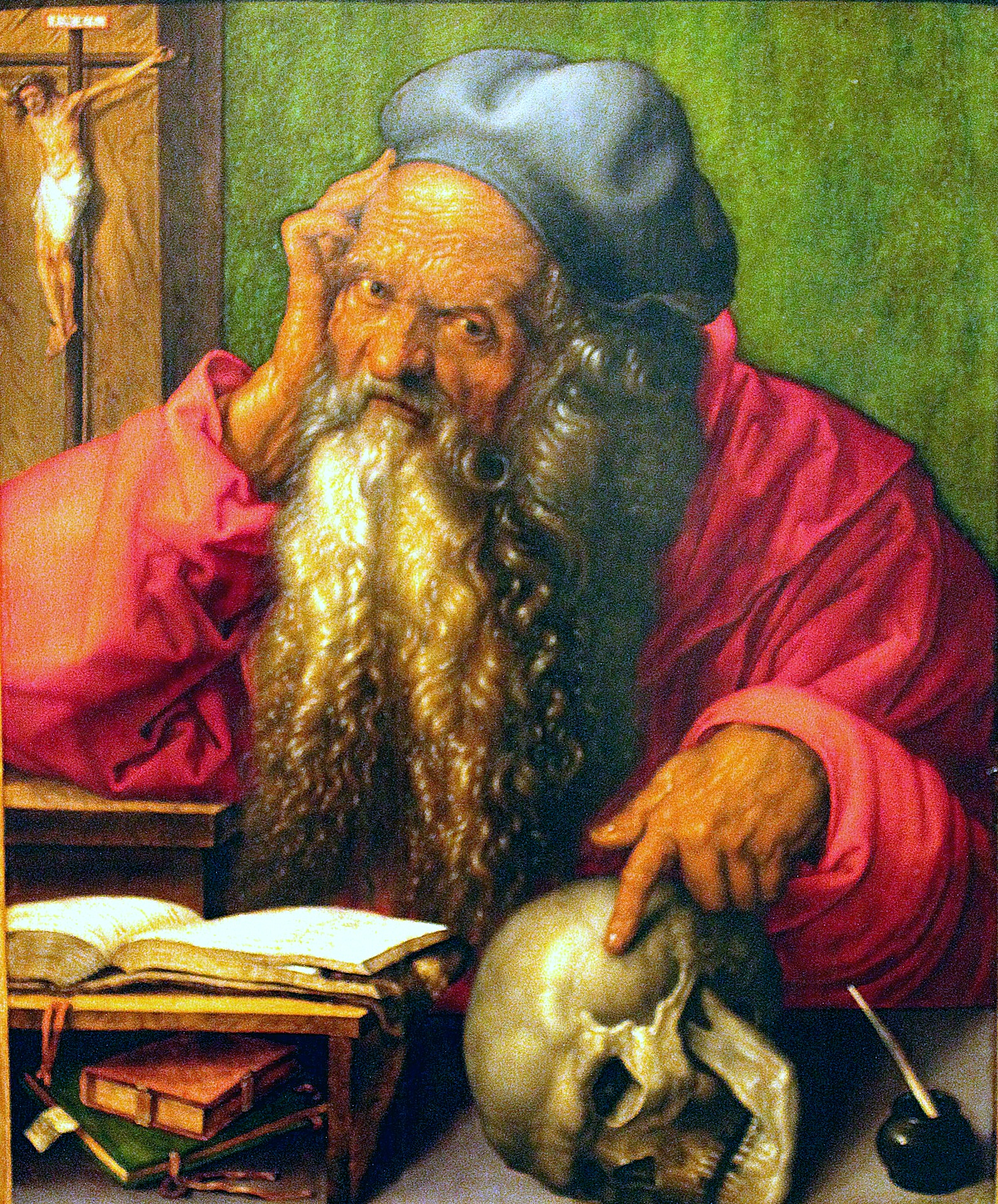
القديس جيروم في دراسته  [لغات أخرى]‏ بواسطة ألبريشت دورر ؛ 1521.
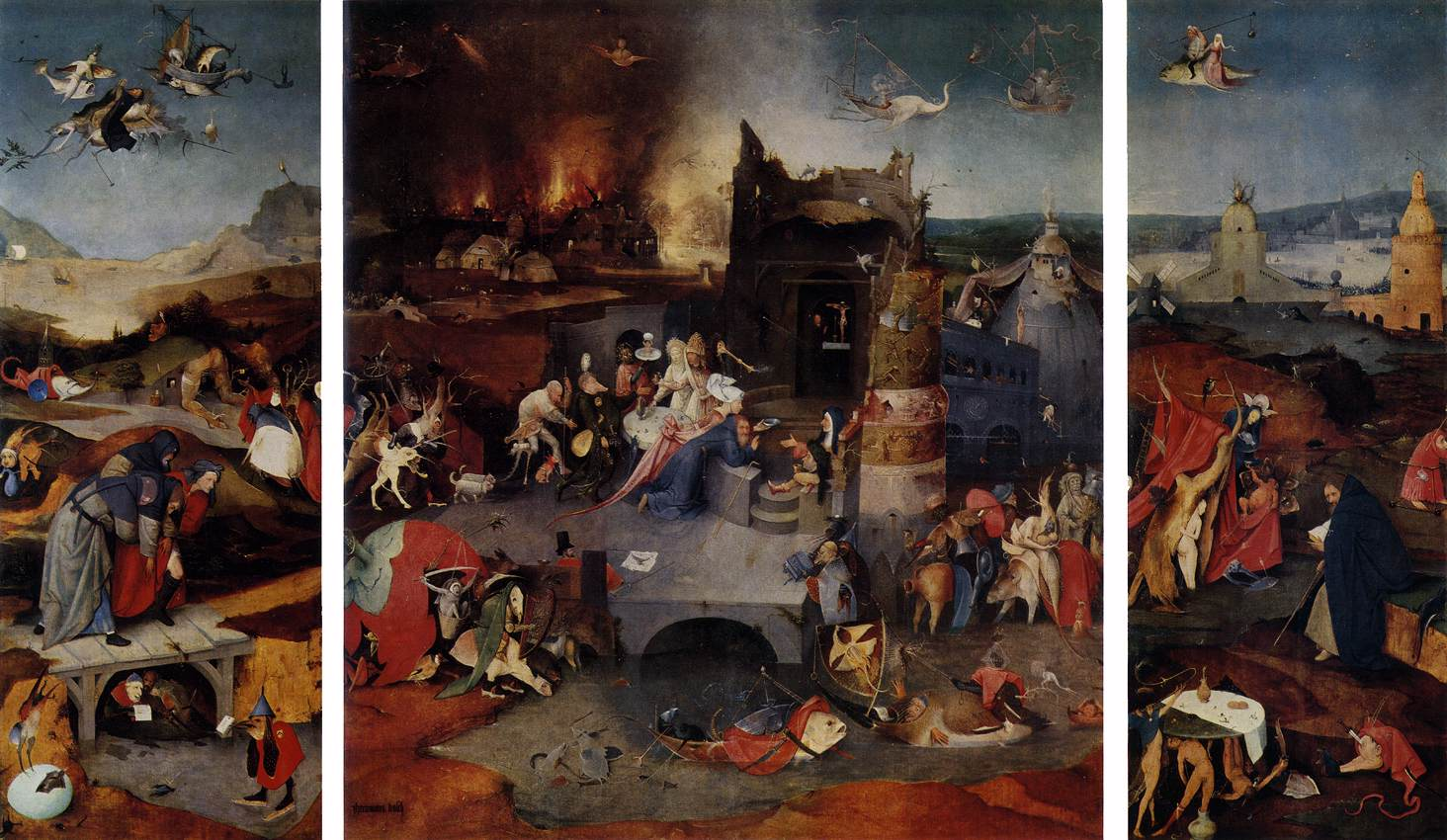
ثلاثية من إغراء القديس أنتوني  [لغات أخرى]‏ بواسطة هيرونيموس بوش ؛ ج. 1501.
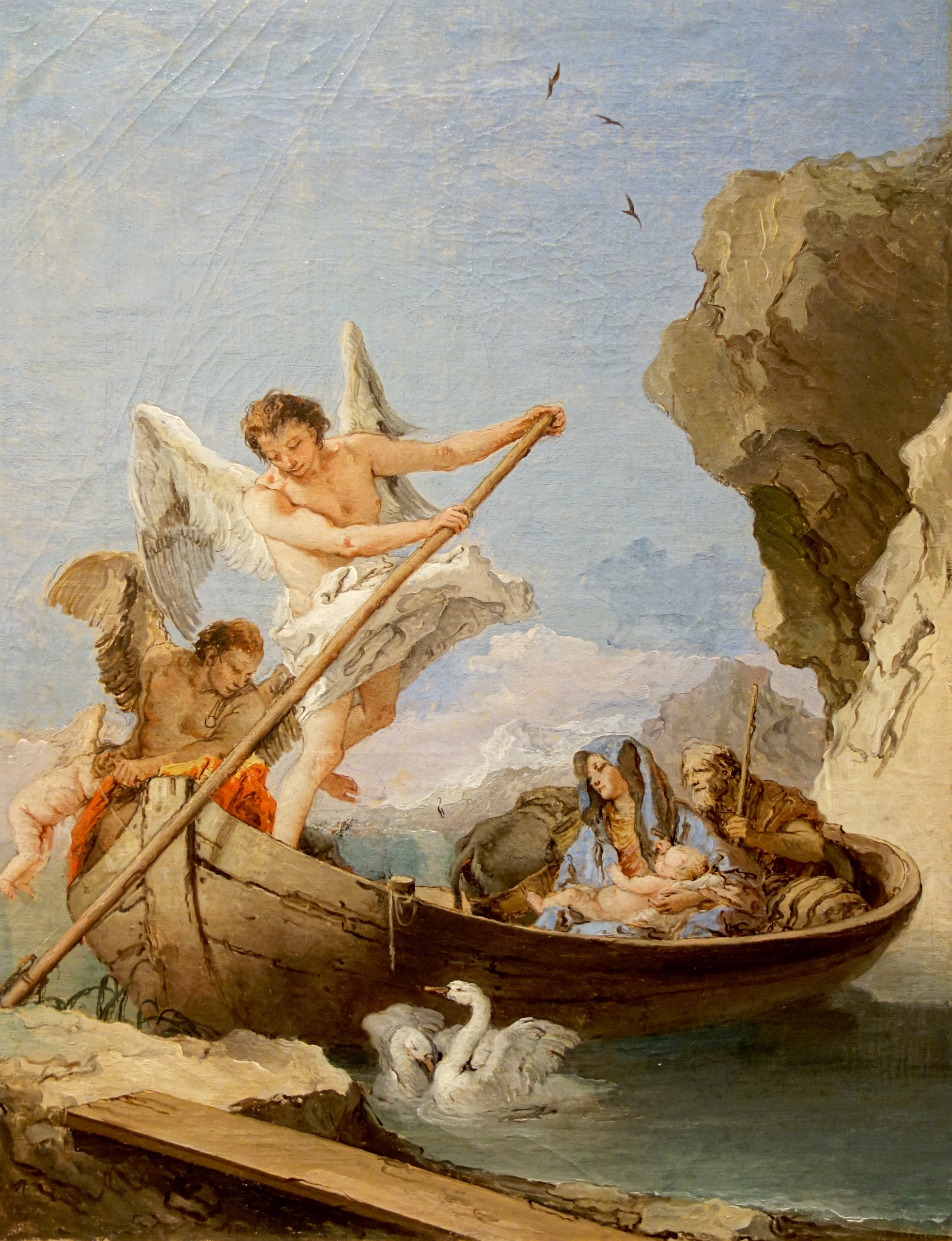
رحلة إلى مصر بقلم جيامباتيستا تيبولو ؛ ج. 1764-70.
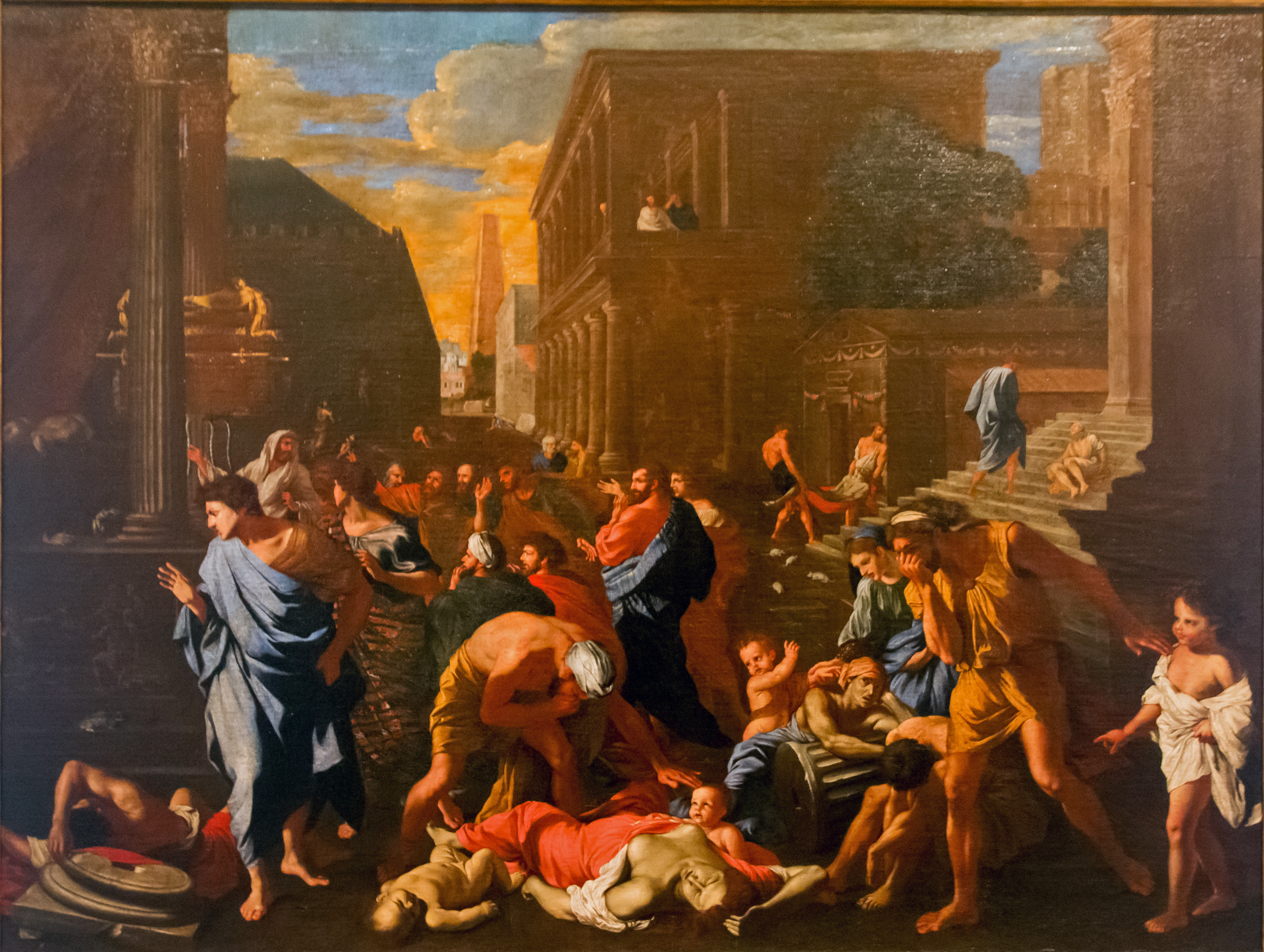
الفلسطينيون - نيكولا بوسين. ج. 1631.
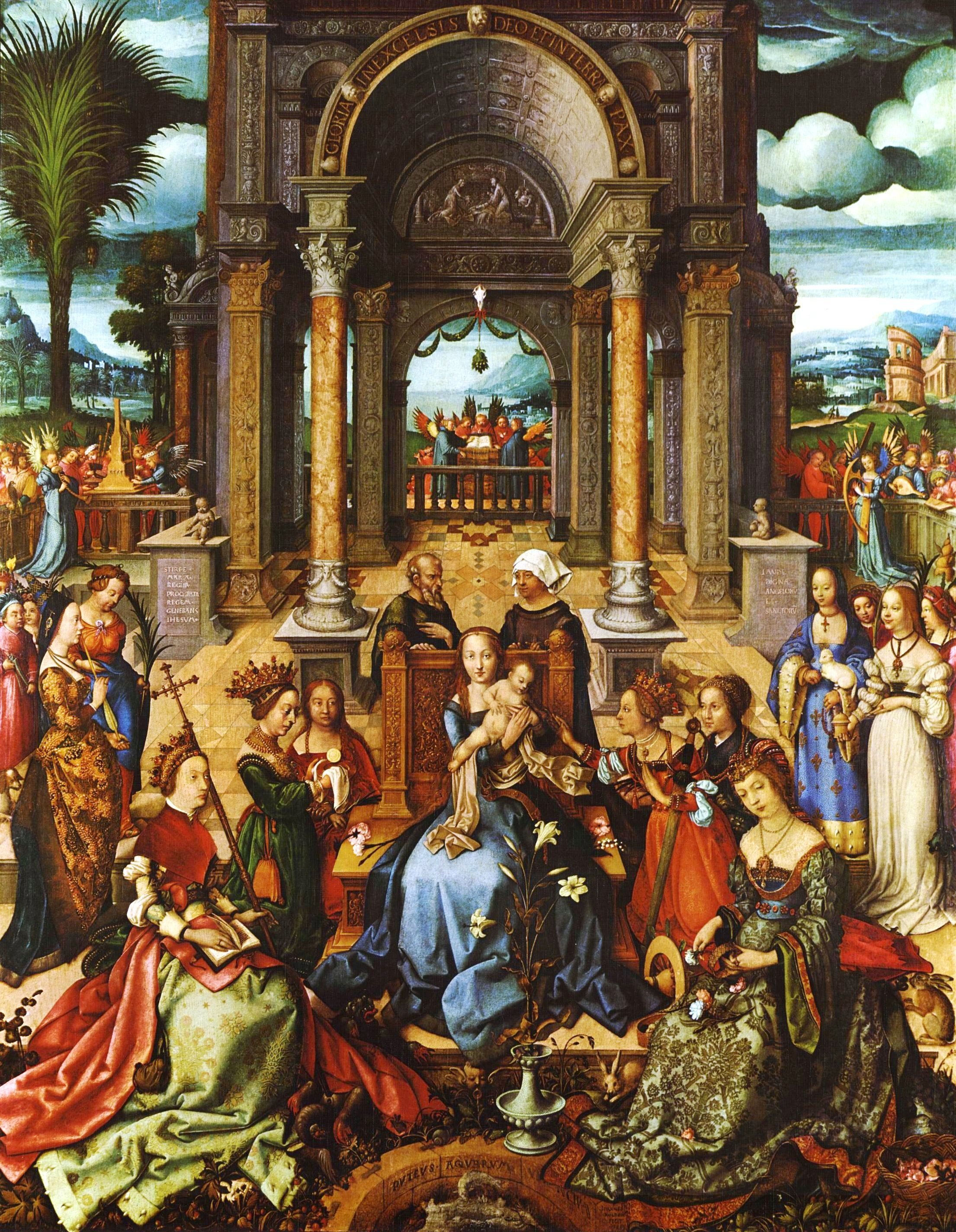
العذراء مع الطفل - هانز هولباين الأكبر  [لغات أخرى]‏ ؛ 1519.
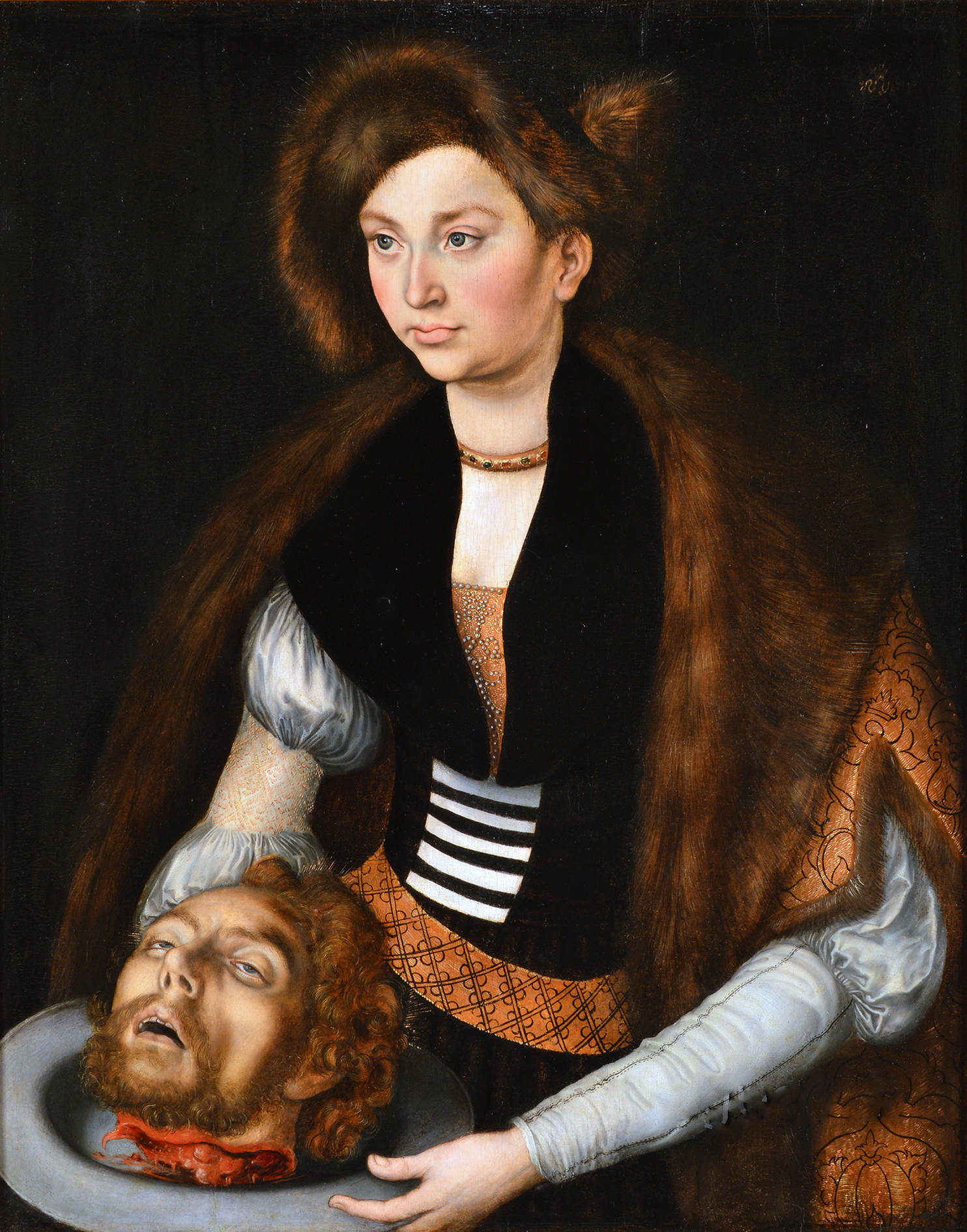
سالومي - لوكاس كراناش الأكبر ؛ ج. 1510.

ولعل أشهر الأعمال في المتحف هي لوحات سانت فنسنت، التي يعود تاريخها إلى ما قبل 1470 وتنسب إلى نونو غونسالفيس، رسام بلاط الملك أفونسو الخامس. على الرغم من أن تاريخ البقايا المتعددة يكتنفها الغموض، فقد قيل إن اللوحات الست الكبيرة تصور أشخاصًا من جميع مستويات المجتمع البرتغالي في العصور الوسطى المتأخر يكرمون سانت فنسنت، في واحدة من أولى اللوحات الجماعية في الفن الأوروبي. هناك 60 شخصية على اللوحات.
يحتوي المتحف أيضًا على أعمال مهمة لرسامين من أوائل القرن السادس عشر نشطين في البرتغال، مثل خورخي أفونسو وفاسكو فرنانديز وغارسيا فرنانديز وفرانشيسكو دي هولاندا وكريستوفاو لوبيز وغريغوريو لوبيز وكريستوفاو دي فيغيريدو وفرانسيسكو هنريكس وغيرهم.

يتم تمثيل الرسم من القرن السابع عشر إلى أوائل القرن التاسع عشر بشكل جيد من خلال الأعمال التي تشمل أعمال جوزيفا دي أوبيدوس وفييرا بورتوينسي ودومينغوس سيكويرا.

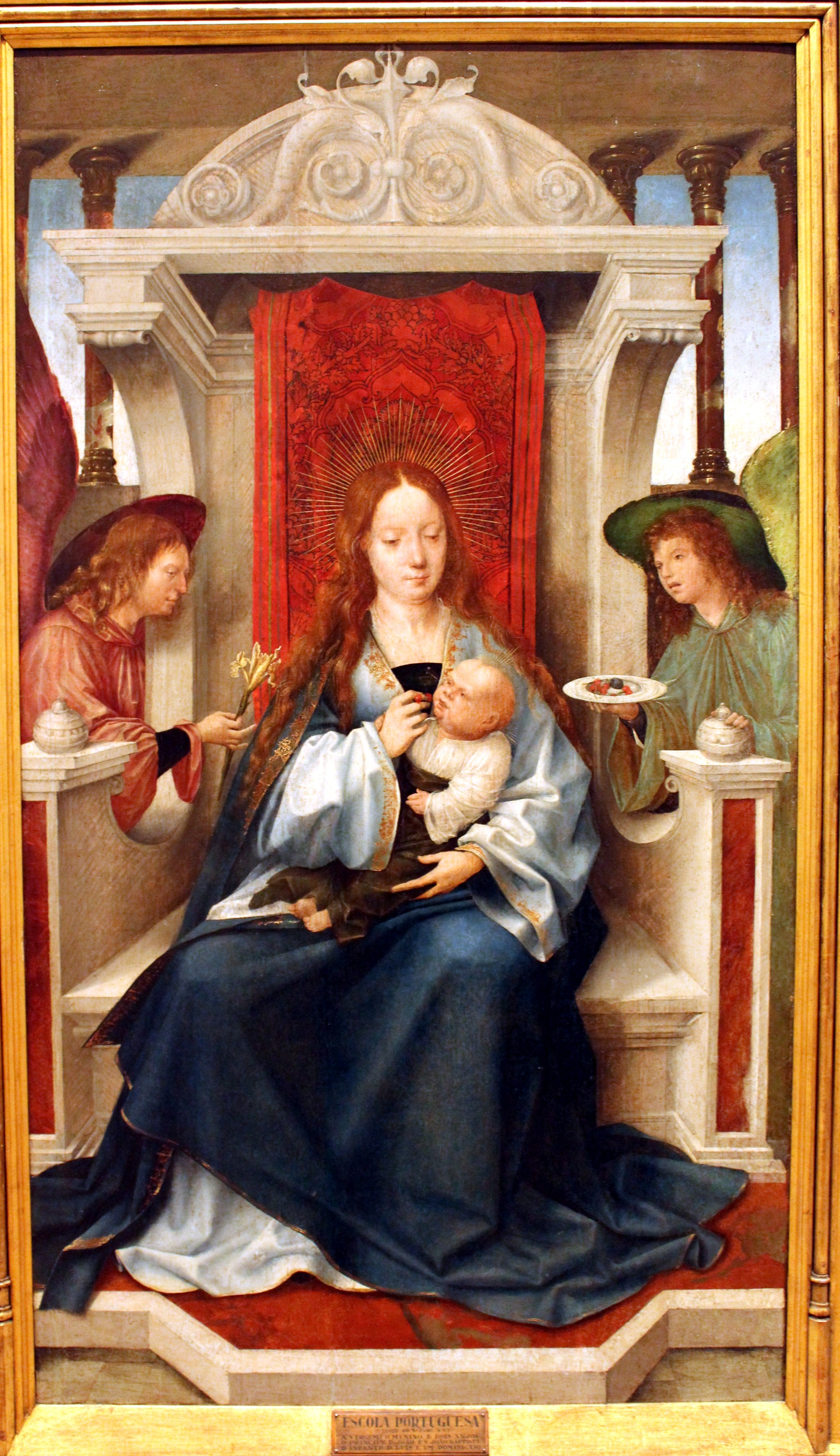
لوحة ثلاثية من إنفانت البرتغال من قبل سيد لورينها  [لغات أخرى]‏ ؛ ج. 1510-25.
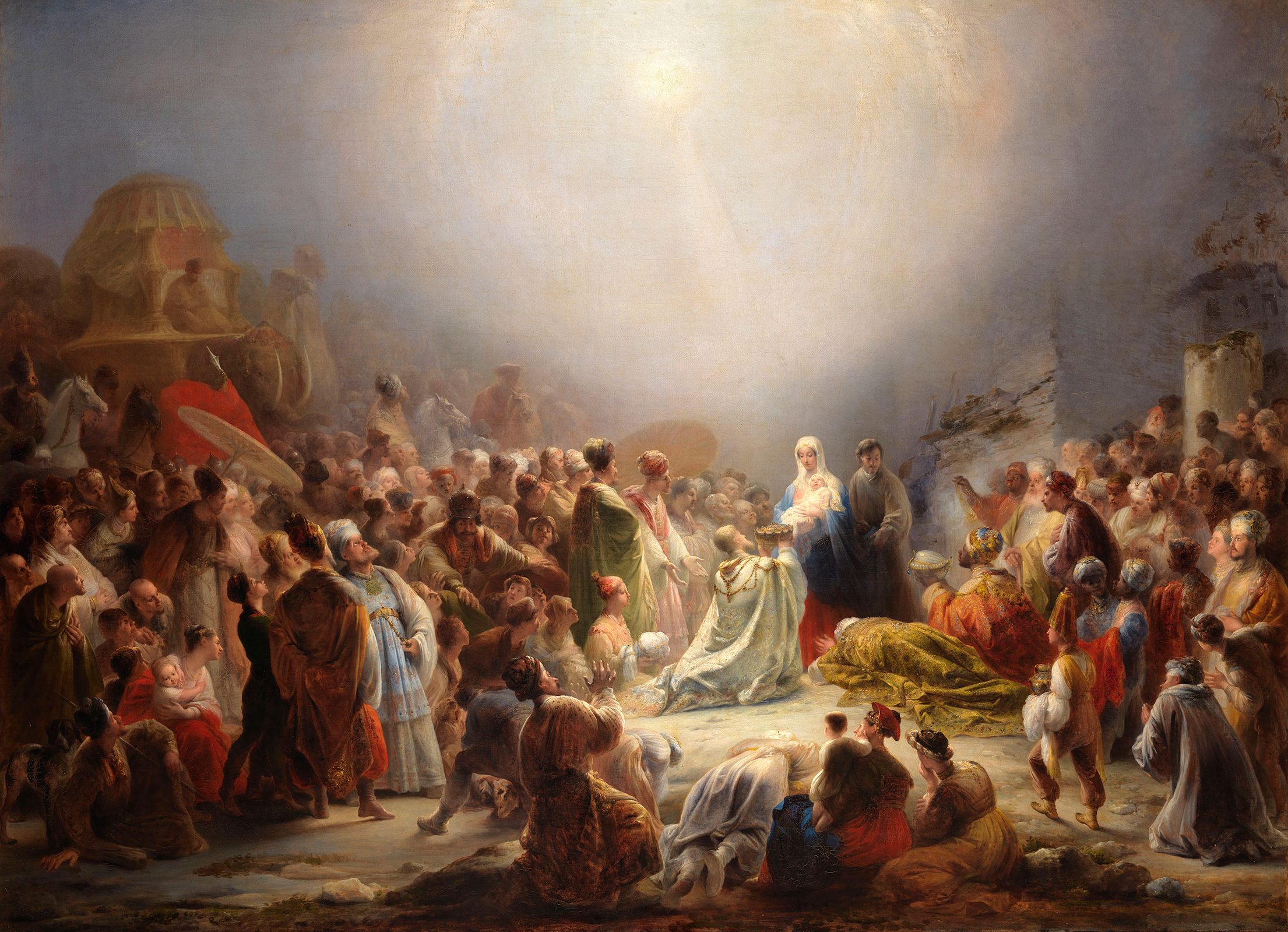
عشق المجوس لدومينغوس سيكويرا  [لغات أخرى]‏ ؛ 1828.
لوحات سانت فنسنت  [لغات أخرى]‏ لنونو غونسالفيس ؛ ج. 1450s.
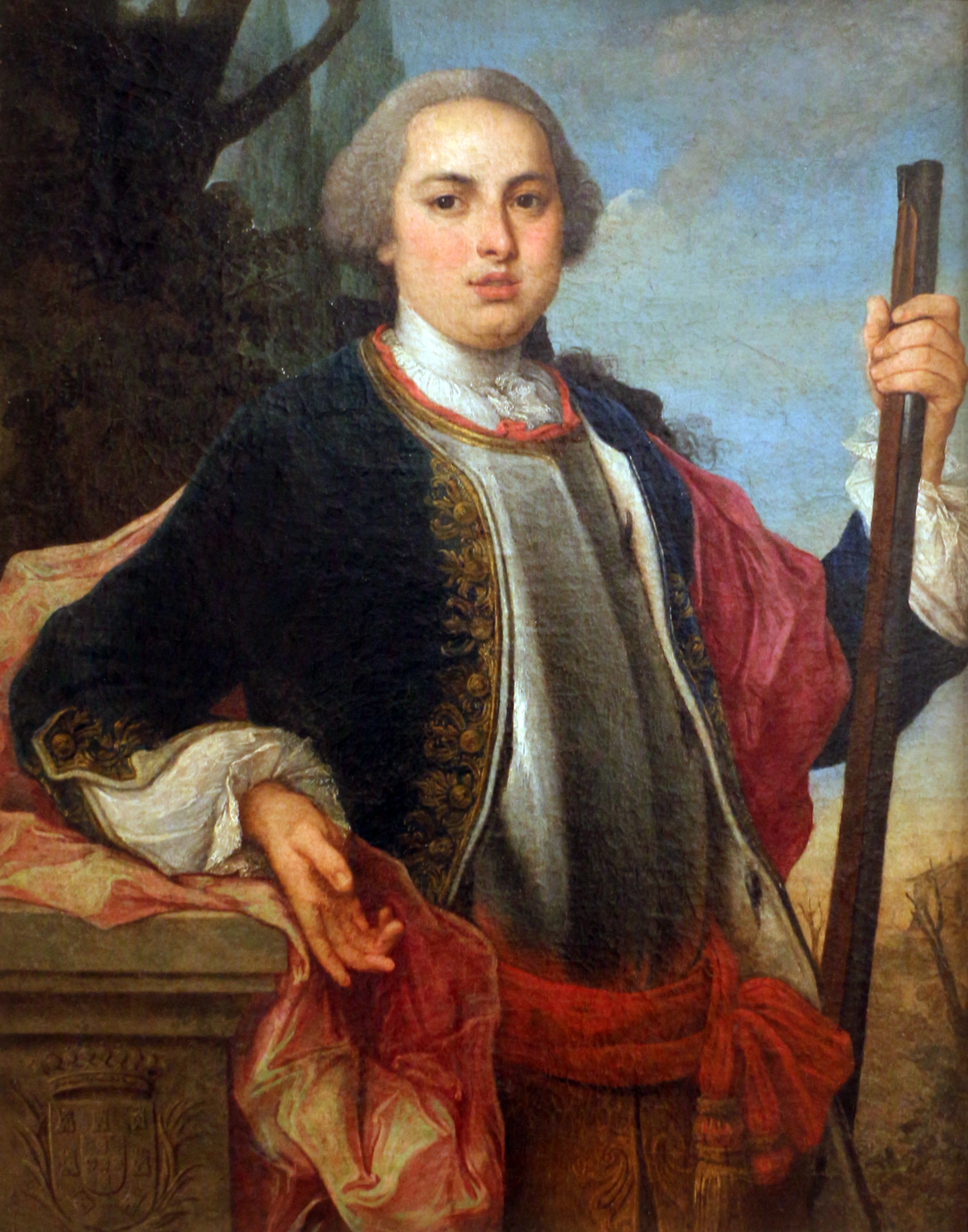
صورة لدي. لورينسو دي لينكاستر للفنان فييرا لوسيتانو  [لغات أخرى]‏ ؛ 1745-50.
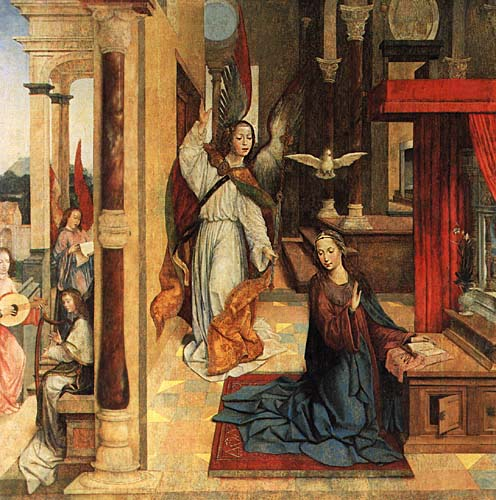
بشارة فراي كارلوس ؛ ج. 1520.
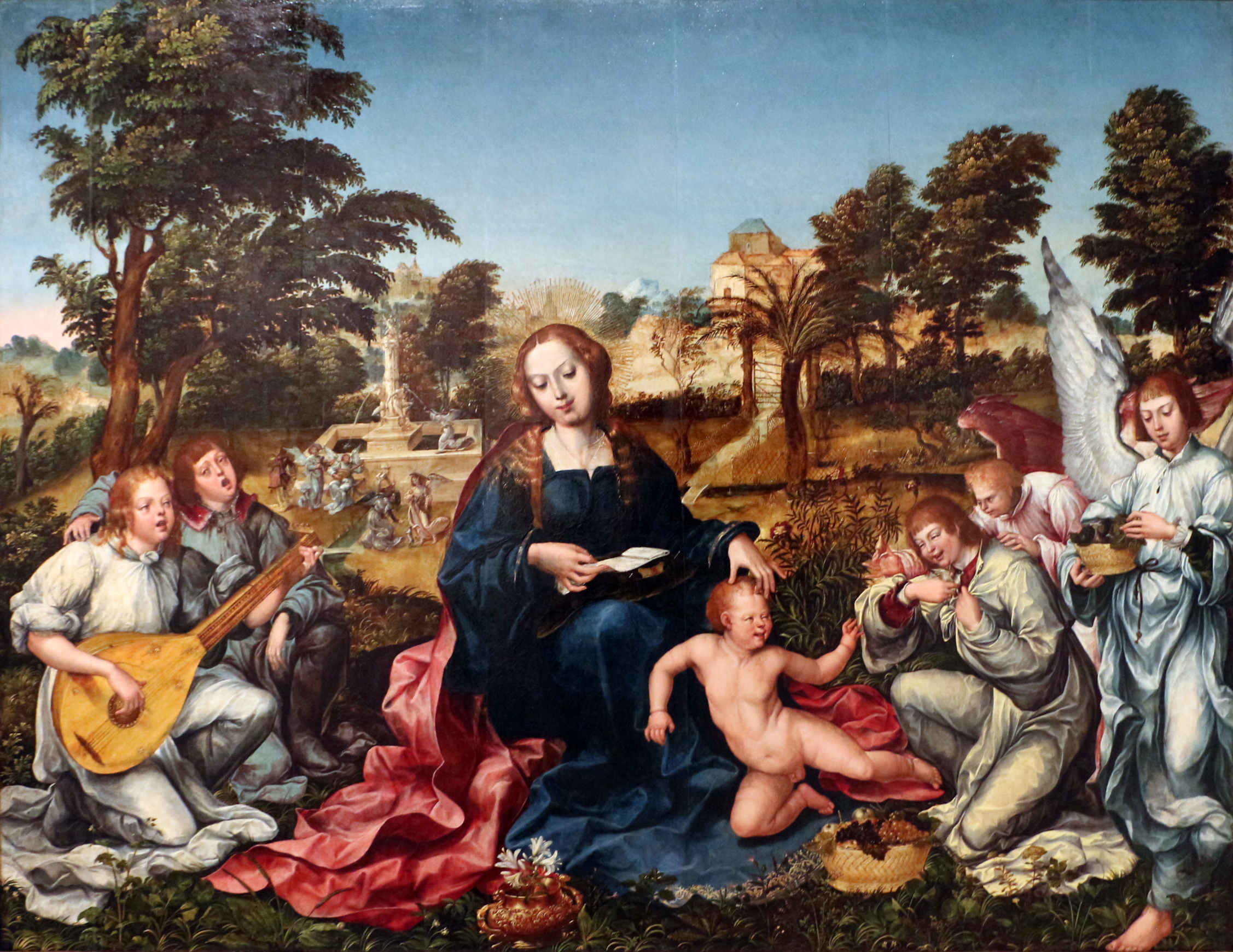
مادونا والطفل مع الملائكة بواسطة جريجوريو لوبيز  [لغات أخرى]‏ ؛ 1523.

### النحت
تمتد مجموعة منحوتات المتحف الوطني للفن القديم لآلاف السنين من التماثيل والتماثيل والقطع الأخرى، التي نشأت في روما القديمة والبرتغال وإيطاليا ومصر القديمة وإسبانيا وفرنسا والبرازيل وإنجلترا، من بين أماكن أخرى.

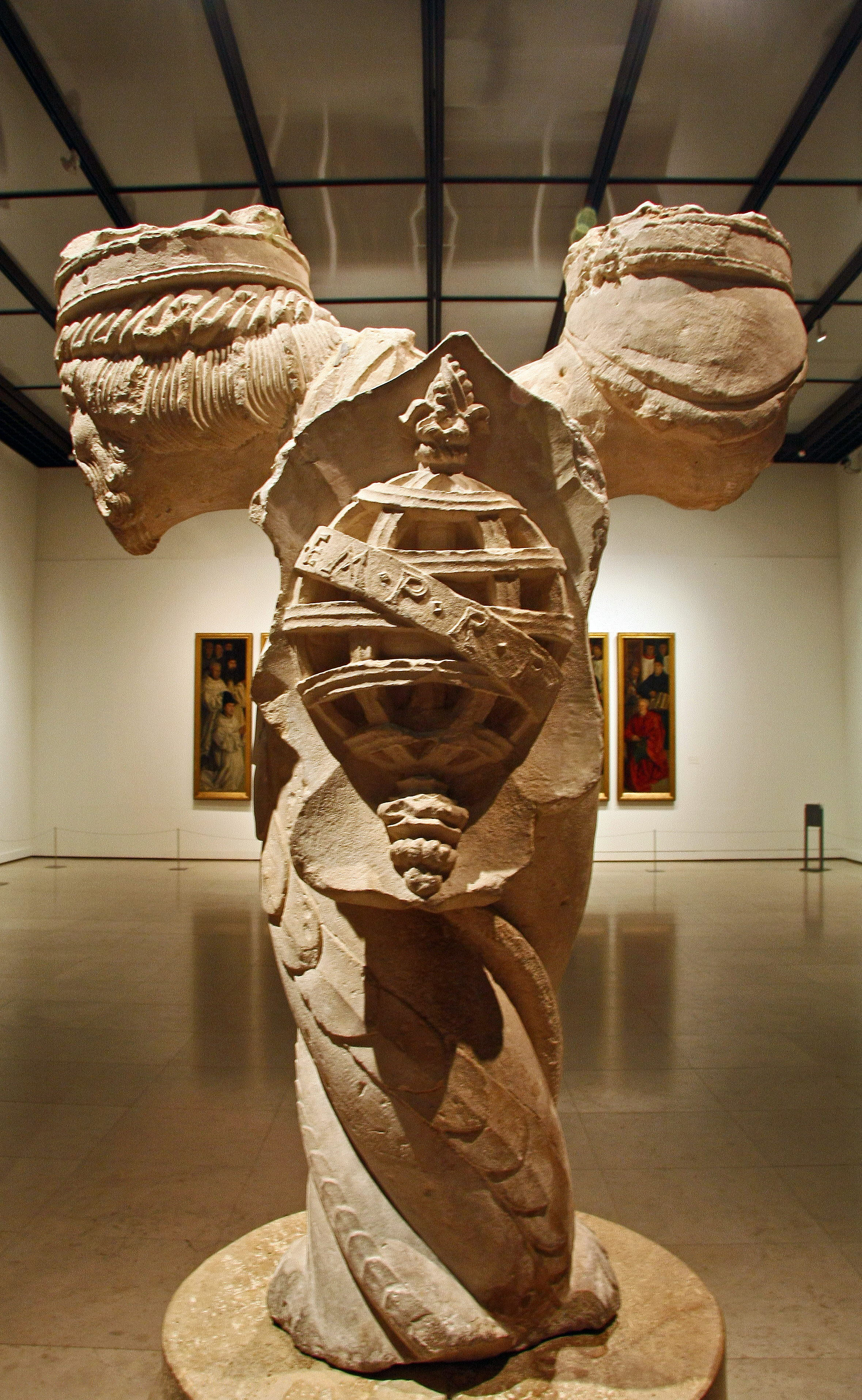
نافورة برأسين 1501-1515.
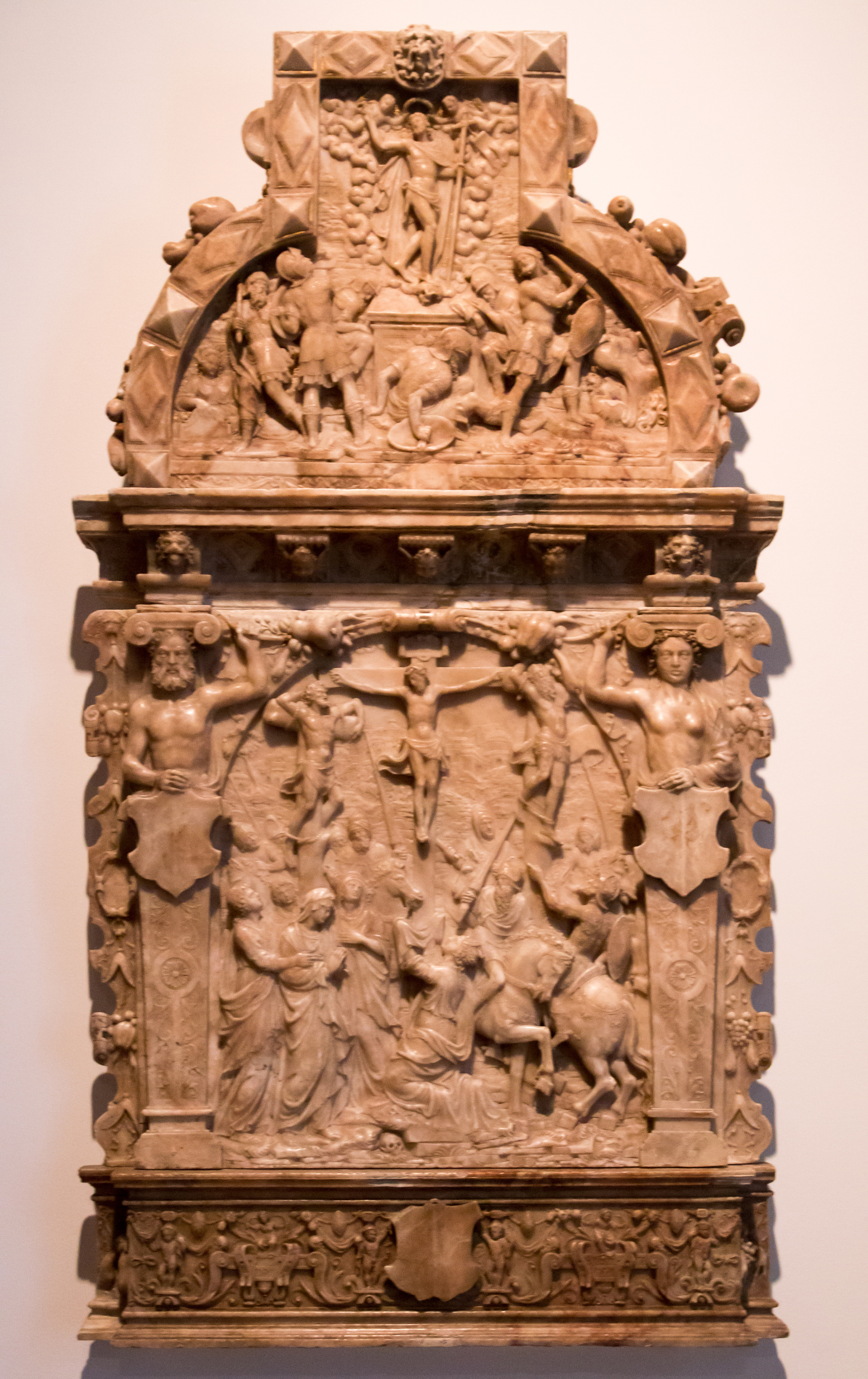
مذبح آلام المسيح ؛ ج. 1550-1575.
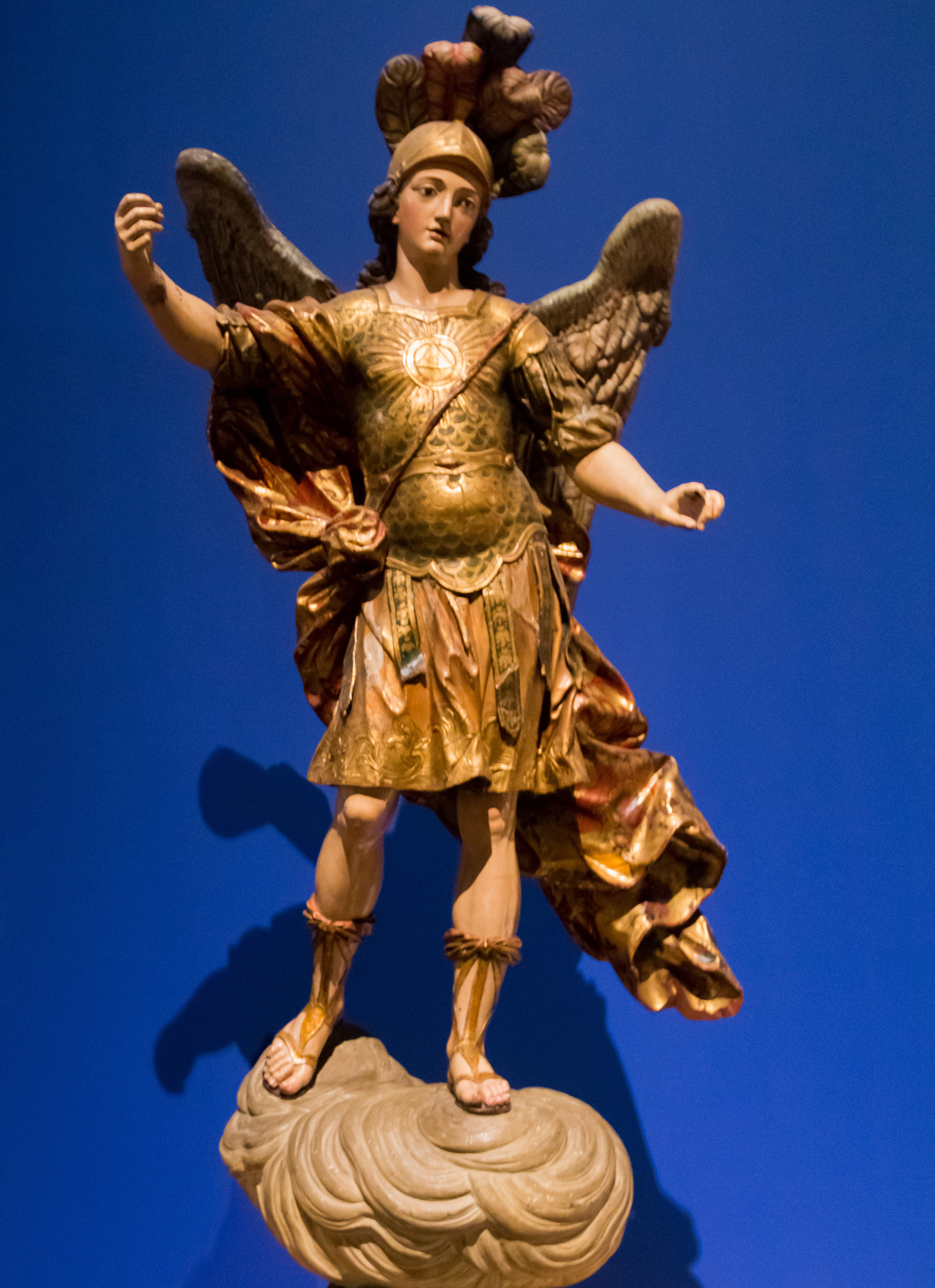
القديس ميخائيل رئيس الملائكة ؛ القرن ال 17.
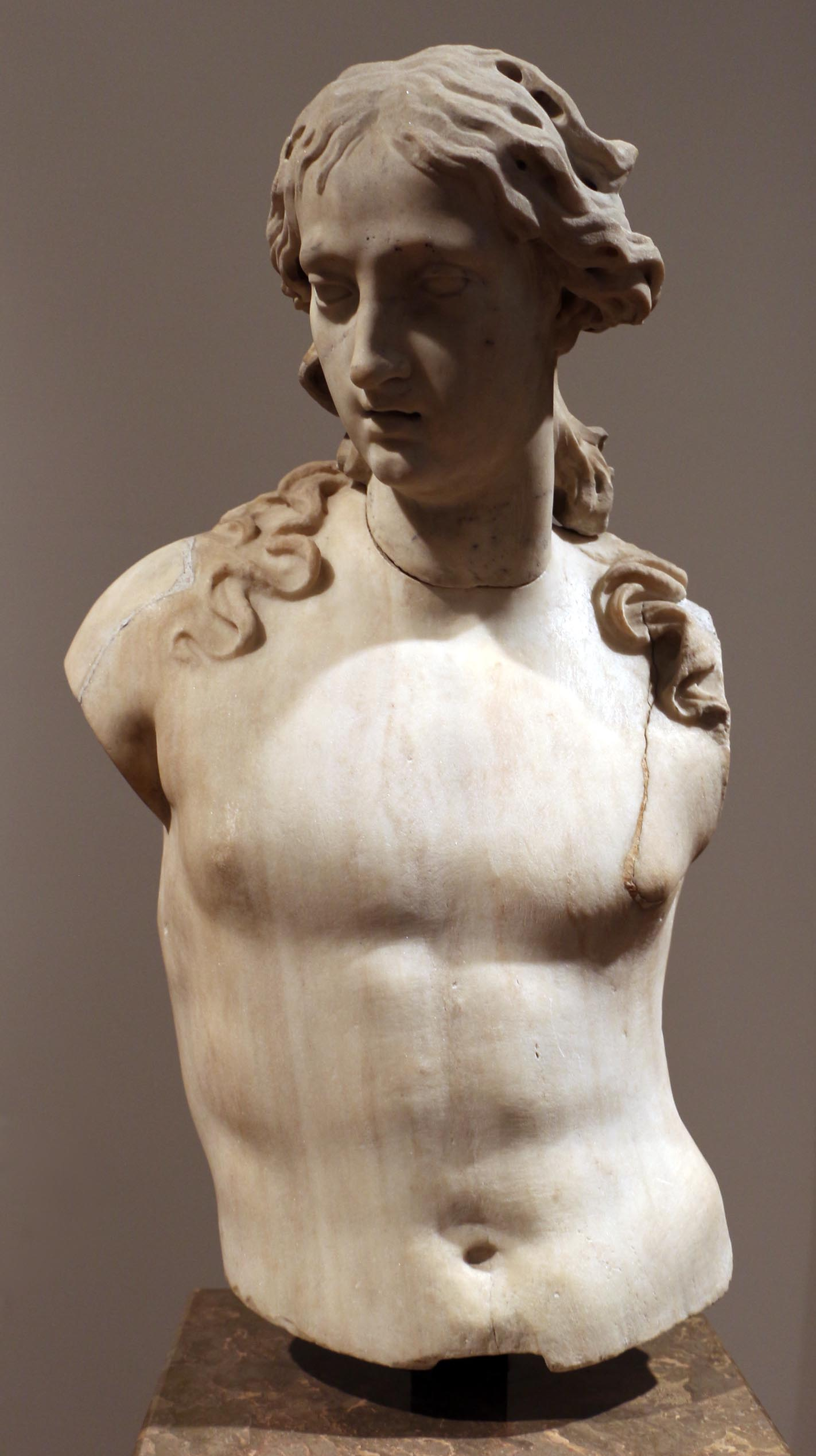
جذع أبولو. القرن الأول.
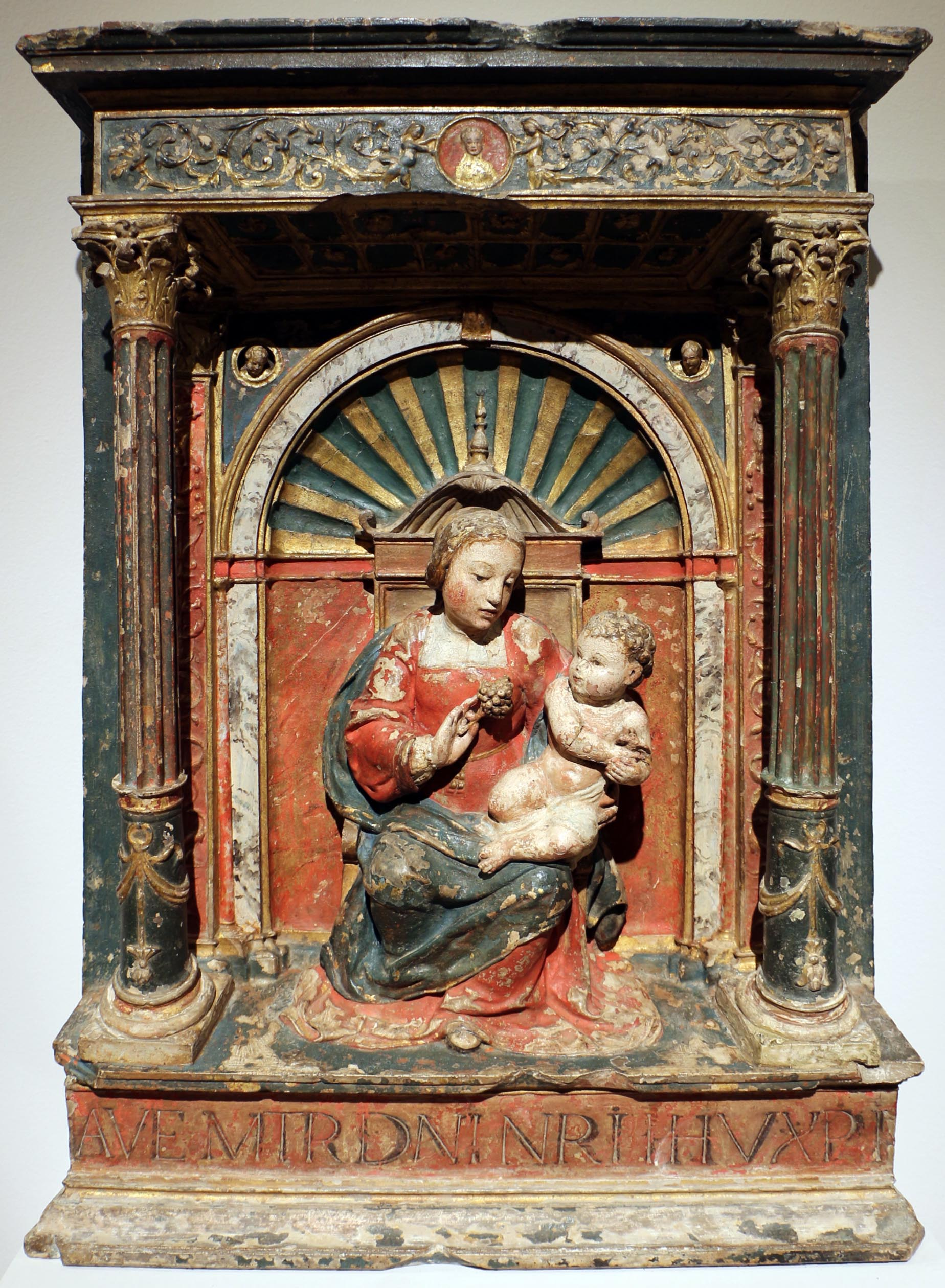
مادونا والطفل 1525-50.
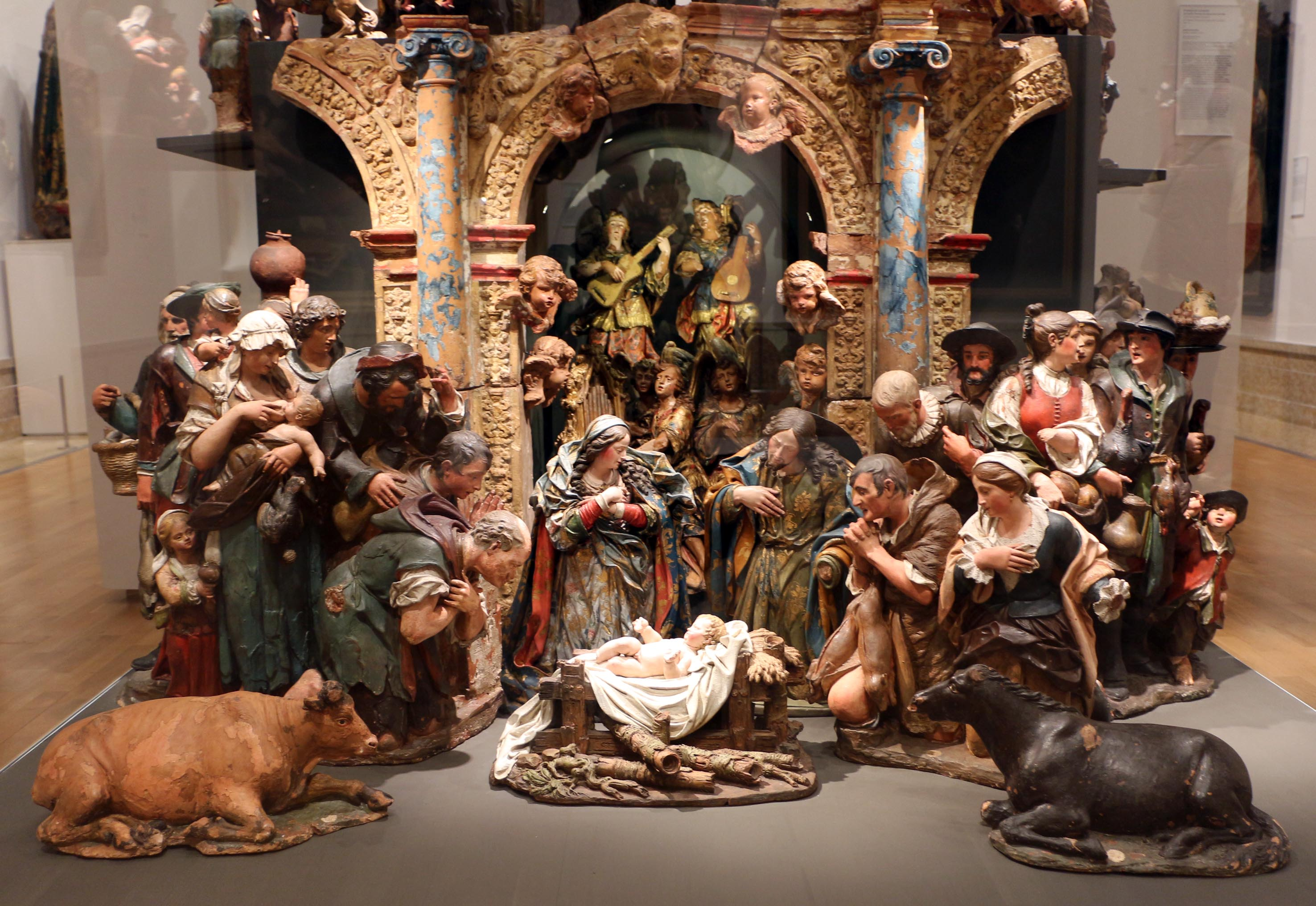
سانتا تيريزا تزور يسوع في السرير ؛ 1701-25.
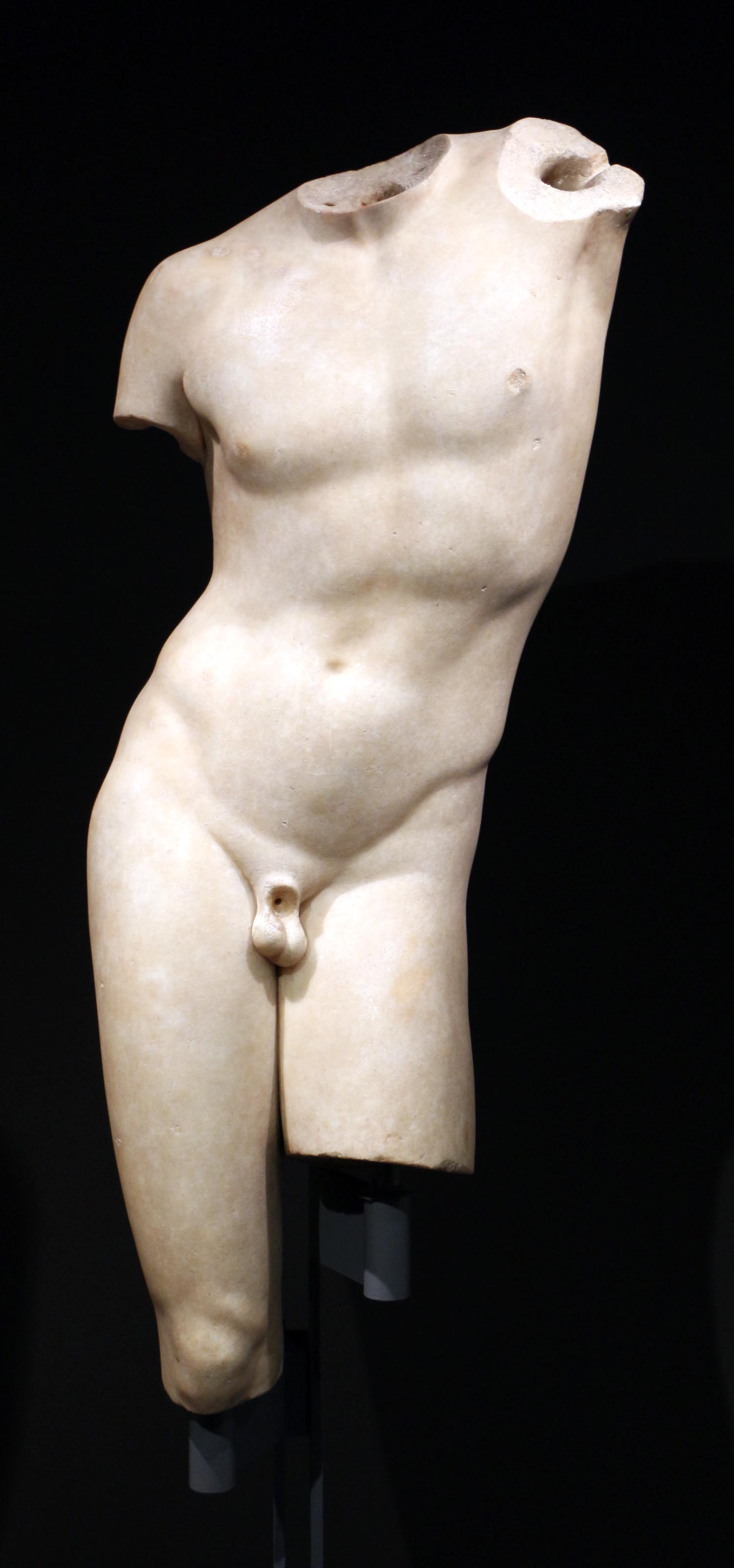
جذع بوثوس. القرن الأول.
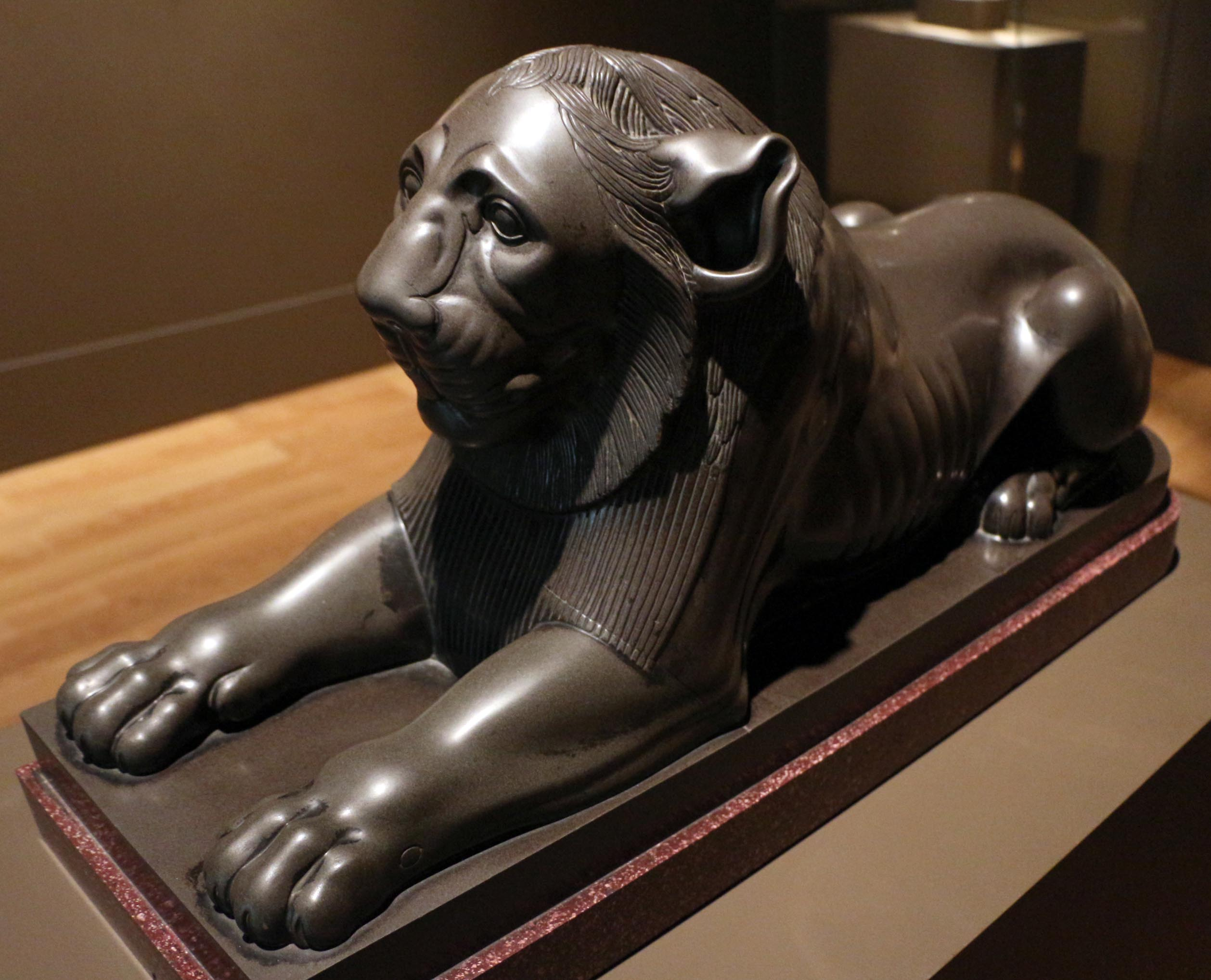
أسد بطلمي 325-30 قبل الميلاد.
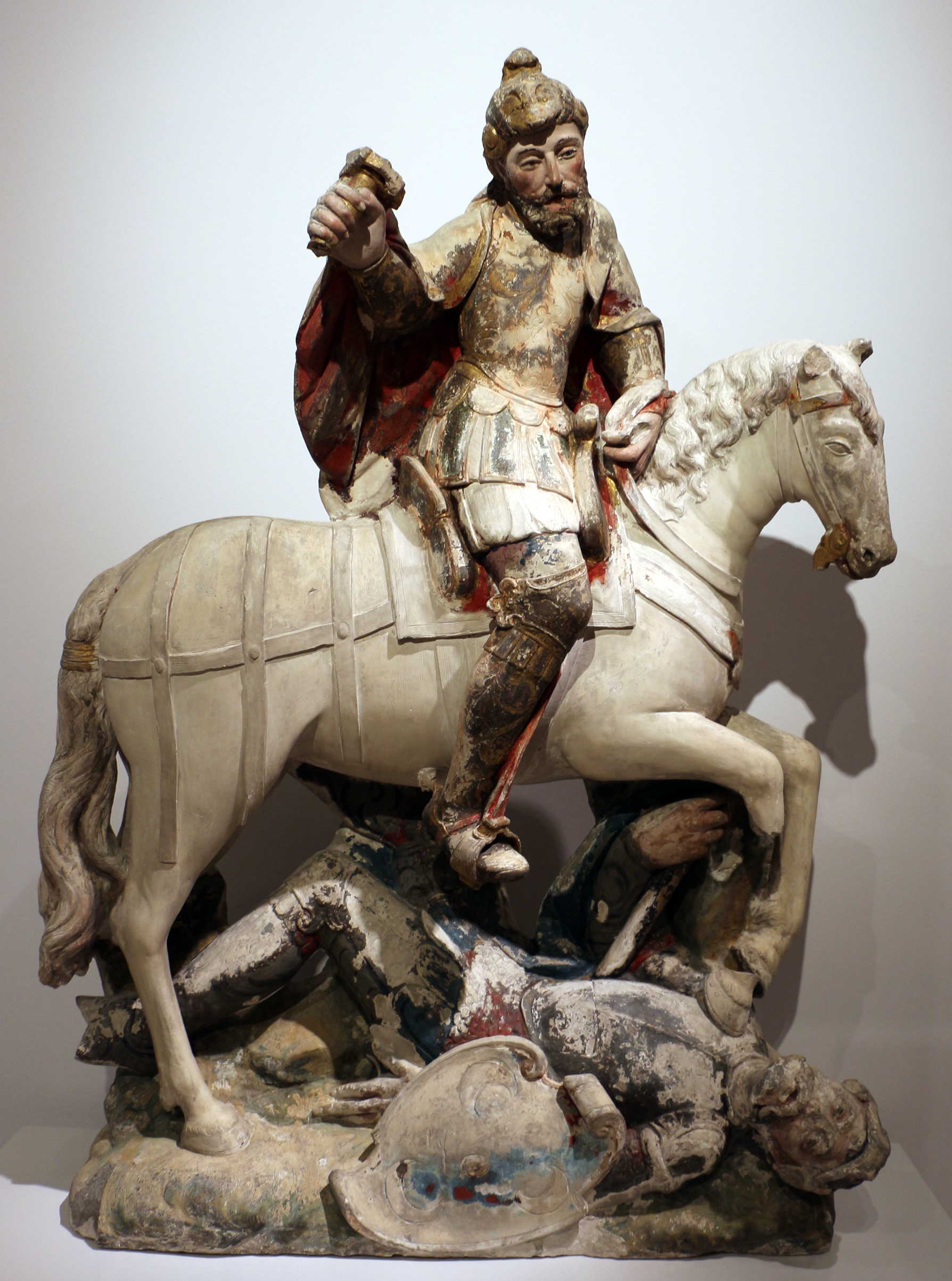
سانت جيمس ماتاموروس لجواو دي رواو ؛ ج. 1550.

تعتبر الأعمال المعدنية البرتغالية من المعالم البارزة الأخرى في المتحف. من بين مجموعاتها قطع من القرن الثاني عشر إلى القرن الثامن عشر. أحد الأمثلة البارزة هو وحش بيليم الشهير. ربما يكون من صنع الكاتب المسرحي والممثل والشاعر جيل فيسنتي. وفقًا لنقش على الوحش، تم إنشاؤه من الذهب الذي تم إحضاره إلى البرتغال من كيلوا (شرق إفريقيا) في 1504-05 بواسطة الأدميرال فاسكو دا جاما.

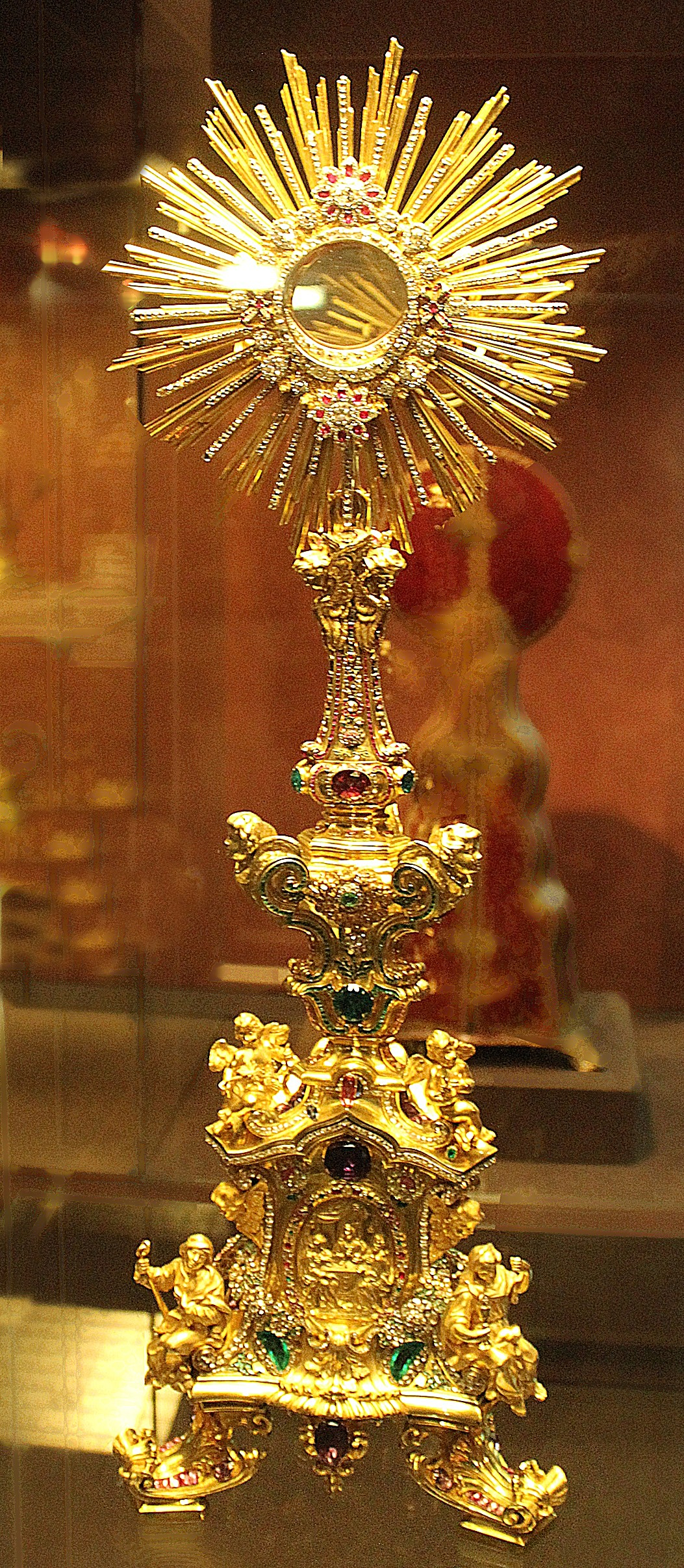
monstrance البرتغالية القرن السادس عشر.
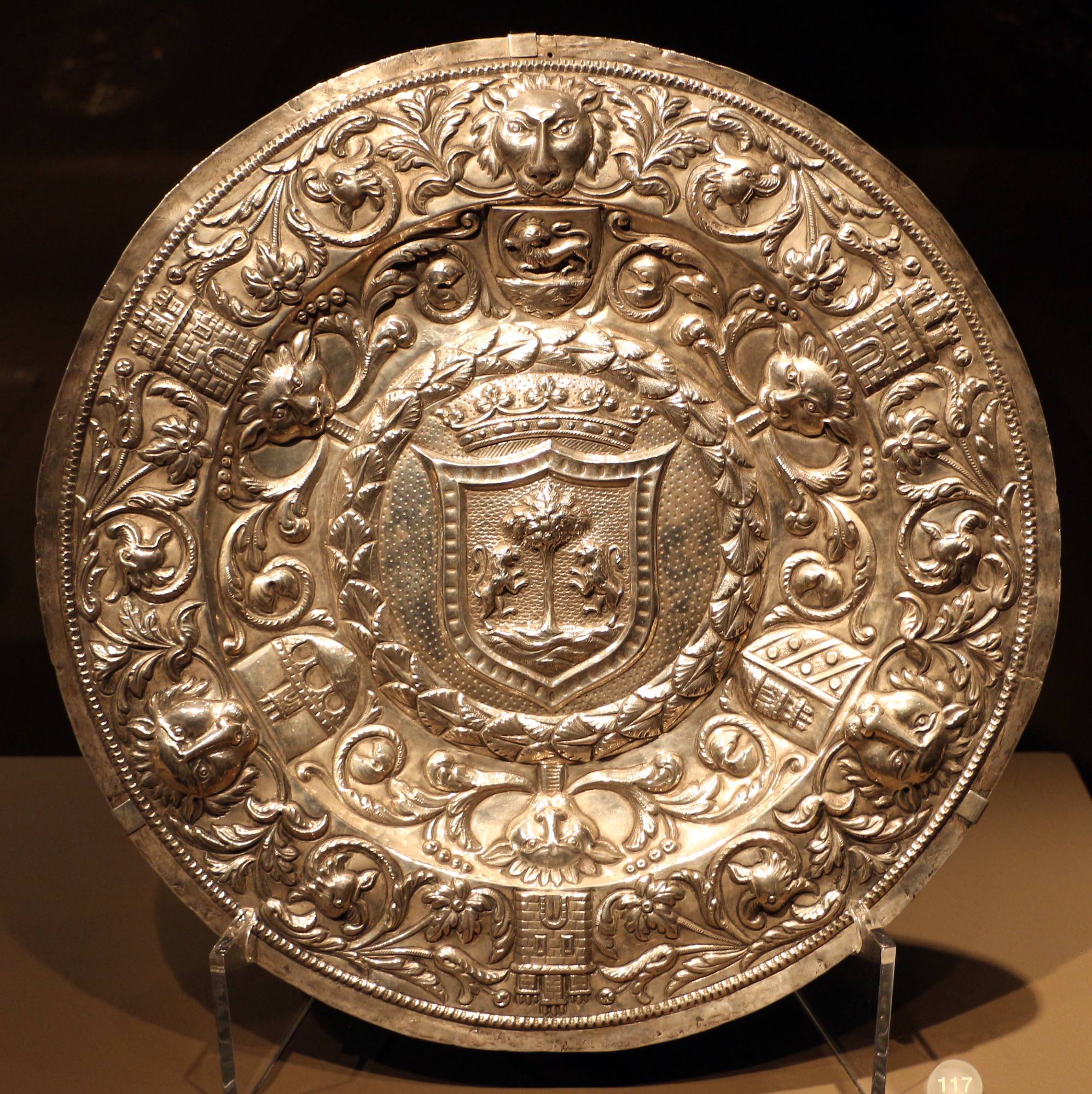
طبق برتغالي القرن ال 19.
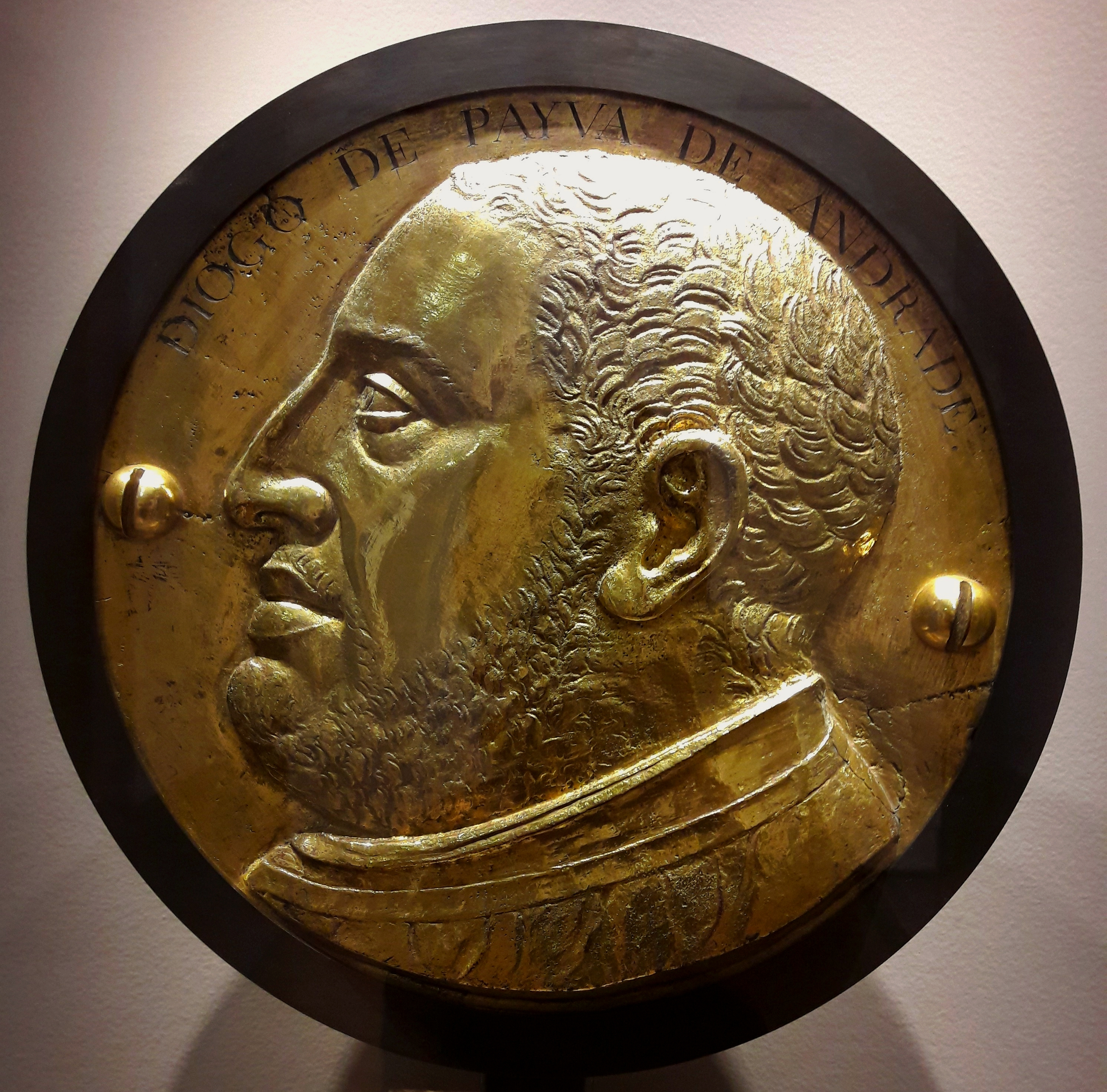
نقش ديوغو دي بايفا دي أندرادي  [لغات أخرى]‏ ؛ ج. 1575.
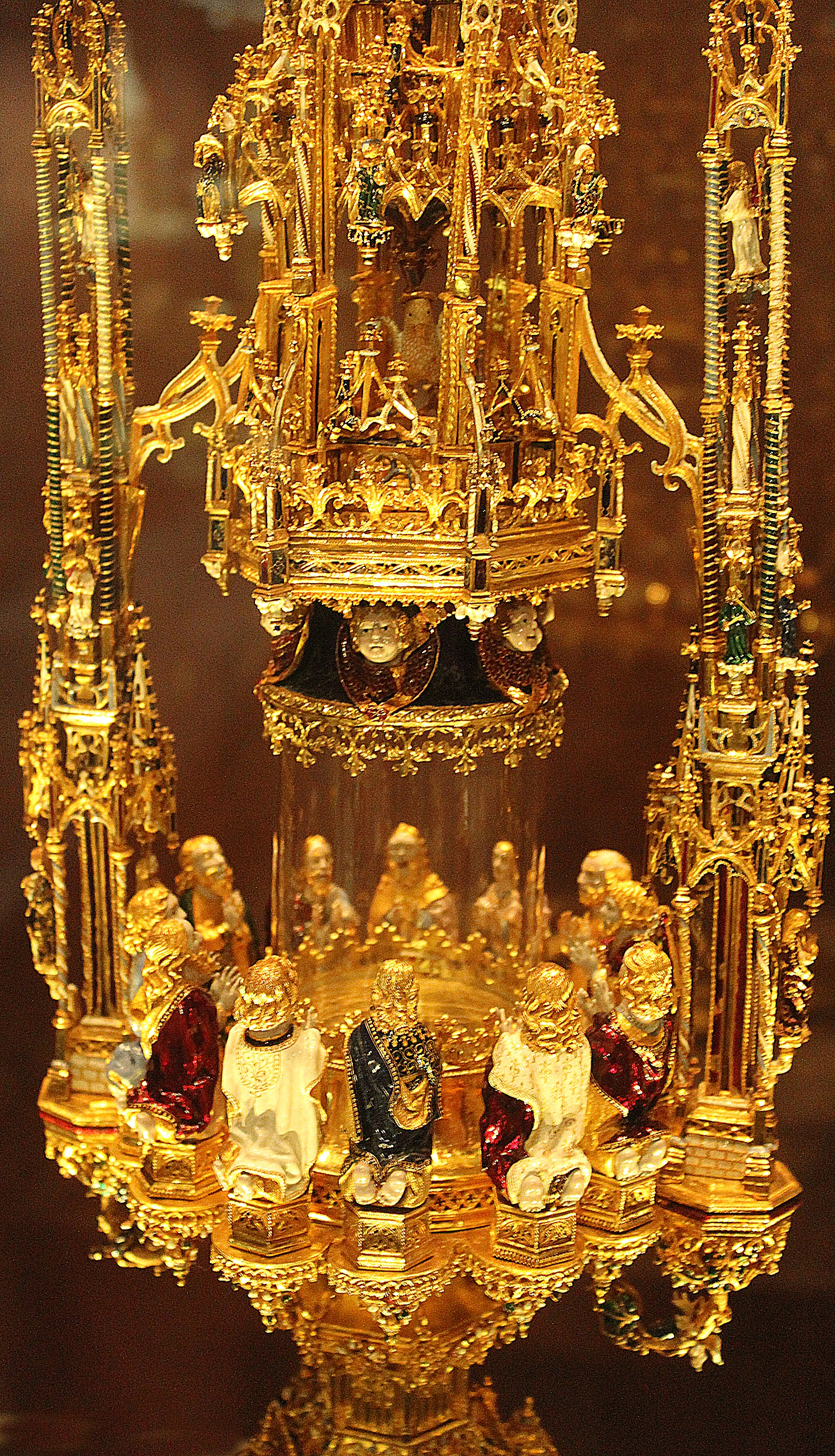
كوستوديا دي بيليم ؛ 1506.
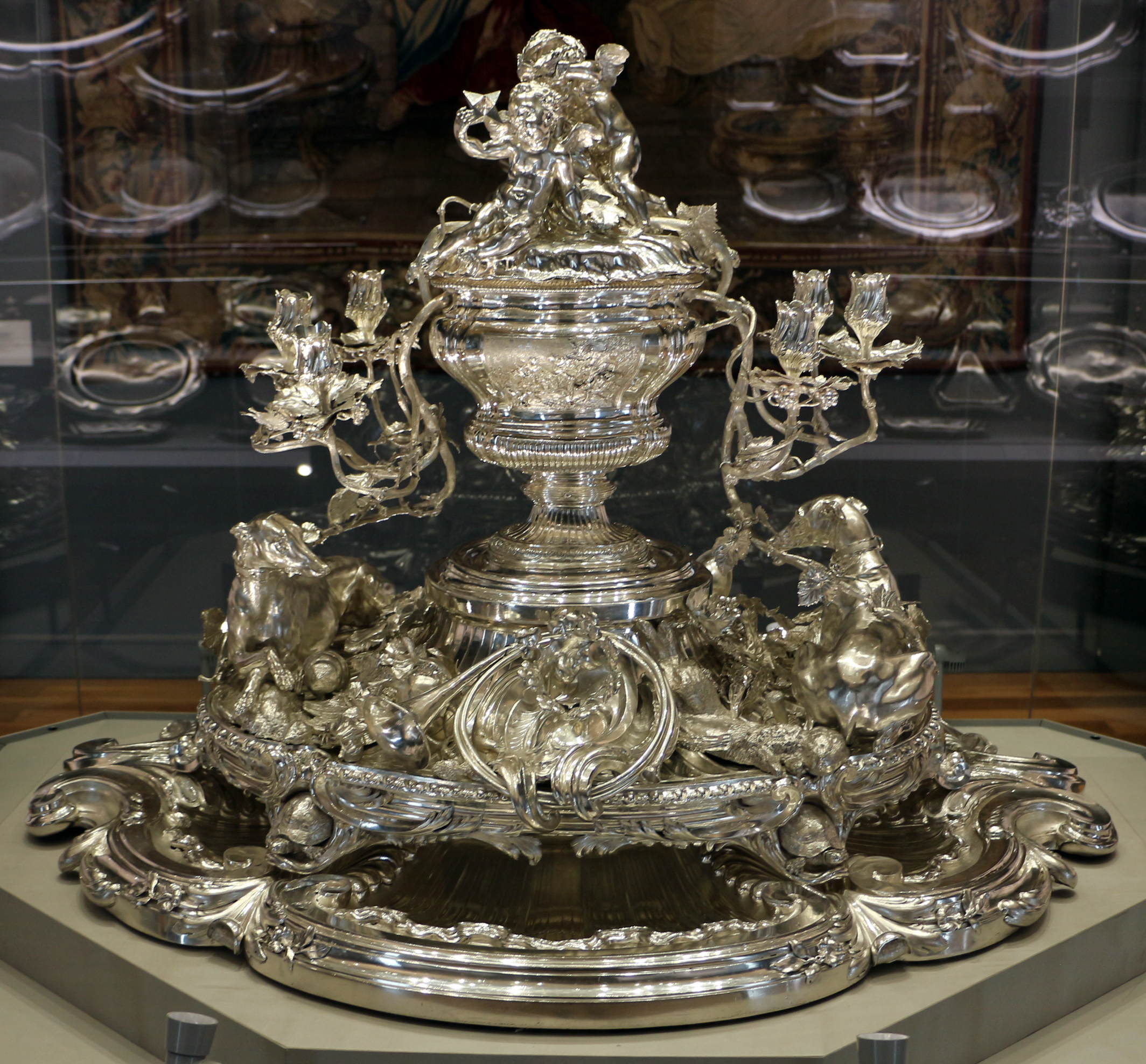
خدمة جيرمان  [لغات أخرى]‏ ج. 1750-60.
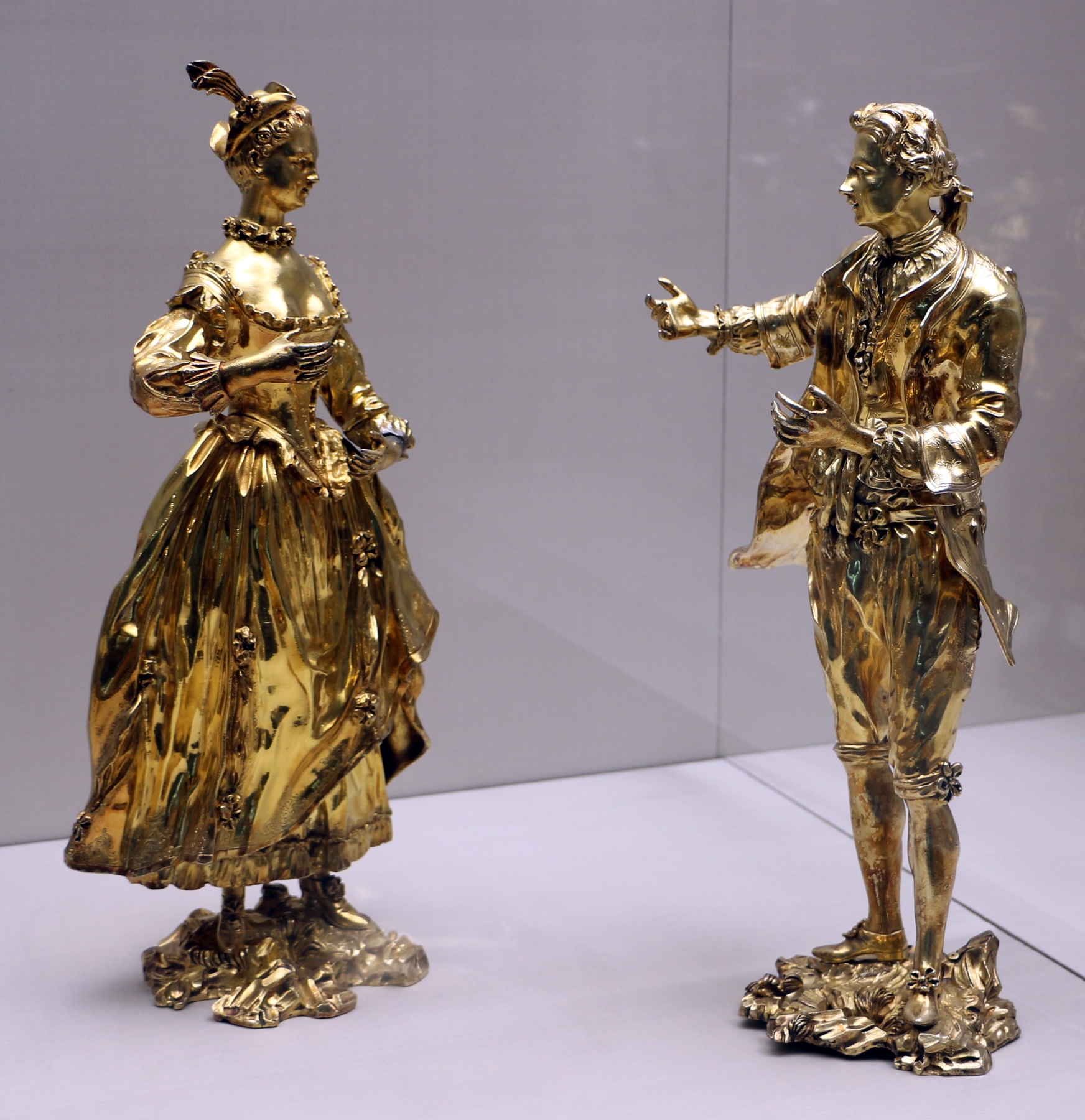
الرقص الخدم من قبل أمبرواز نيكولا Cousinet. 1757-8.
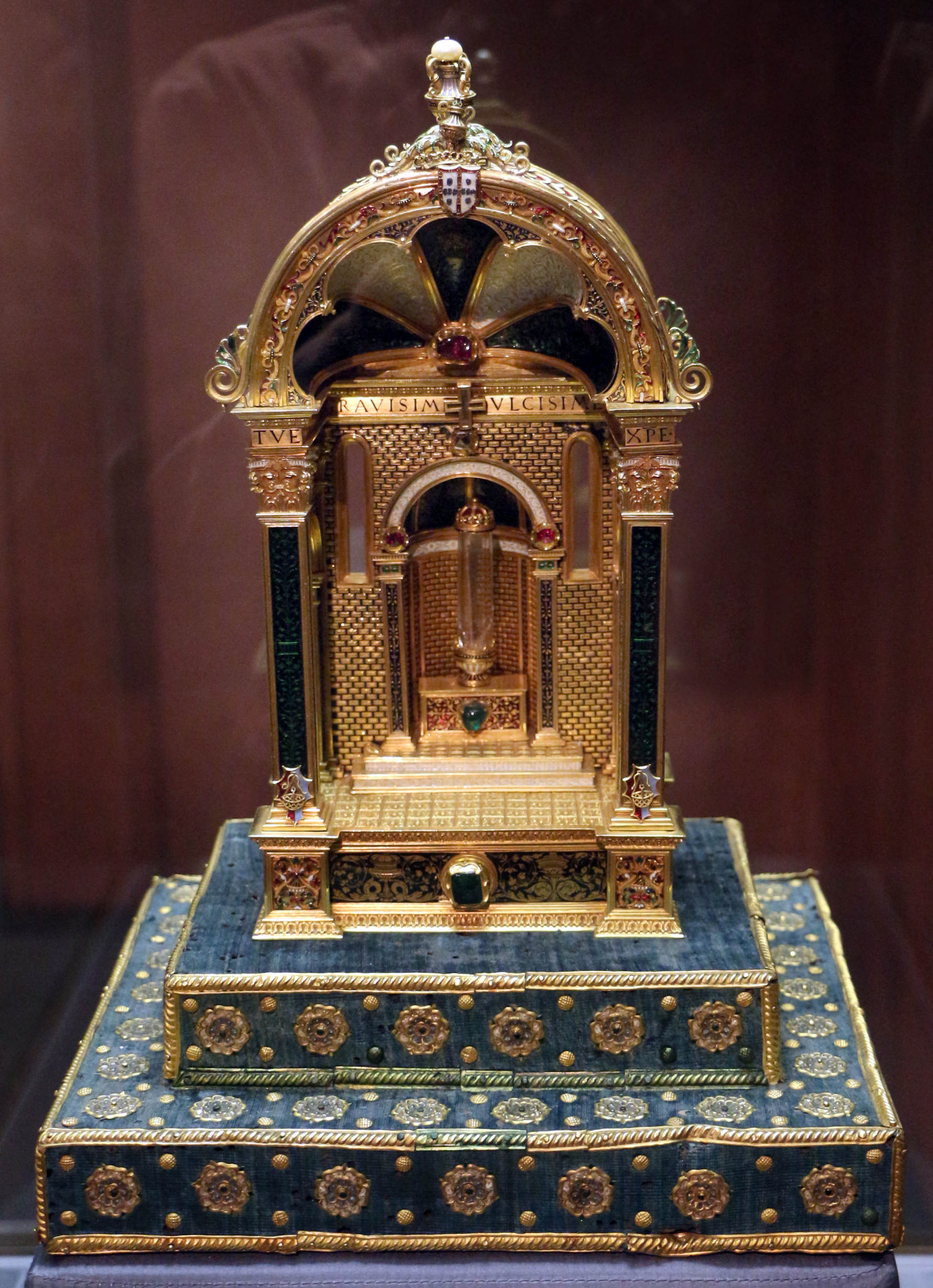
تاج الشوك المعجل ؛ ج. 1515-25.
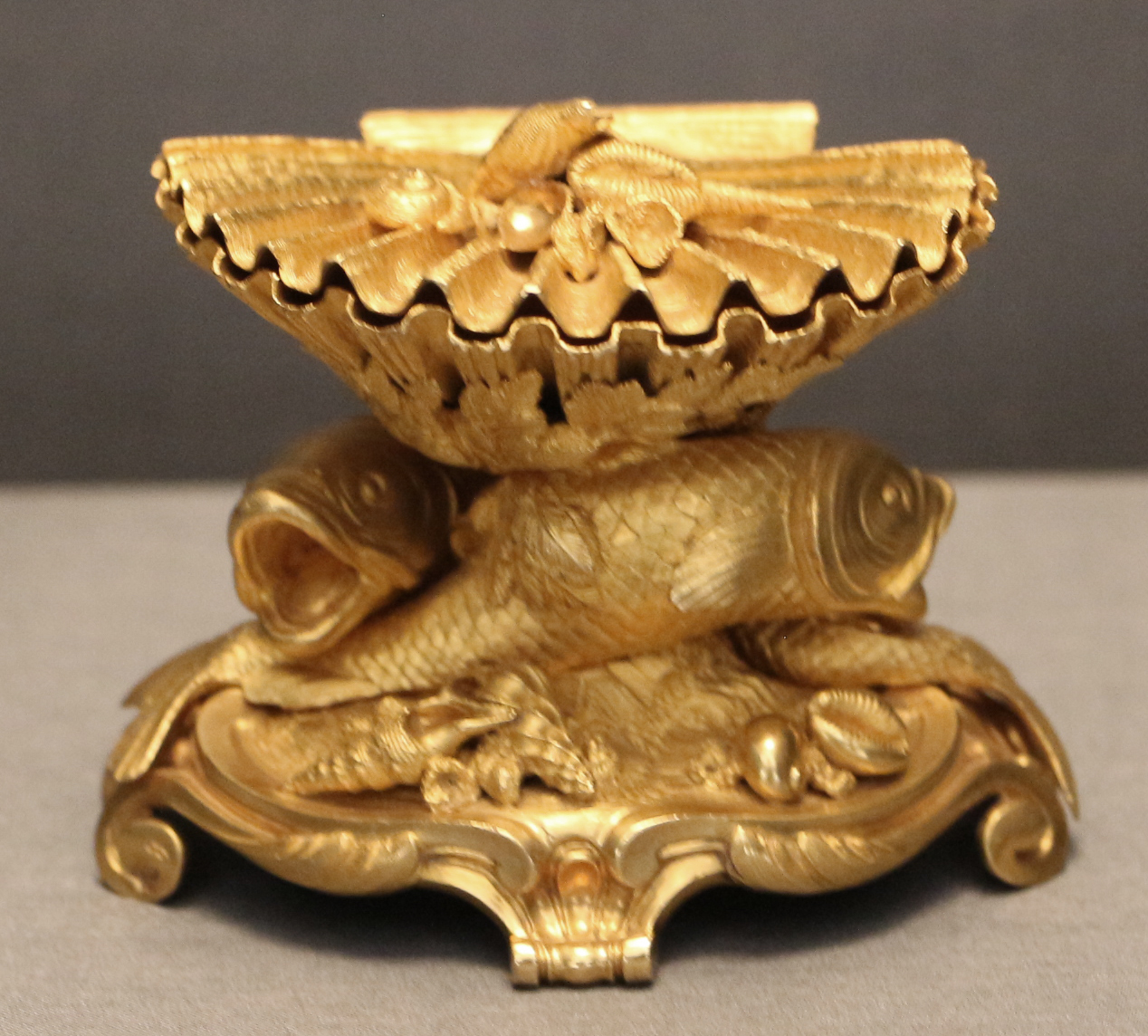
أدوات الخدمة الملكية البرتغالية بقلم فرانسوا توماس جيرمان  [لغات أخرى]‏ ؛ ج. 1770-90.

### المنسوجات
تضم مجموعة منسوجات المتحف الوطني للفن القديم قطعًا من فرنسا ومصر القديمة والبرتغال والهند وإيطاليا، من بين أماكن أخرى.

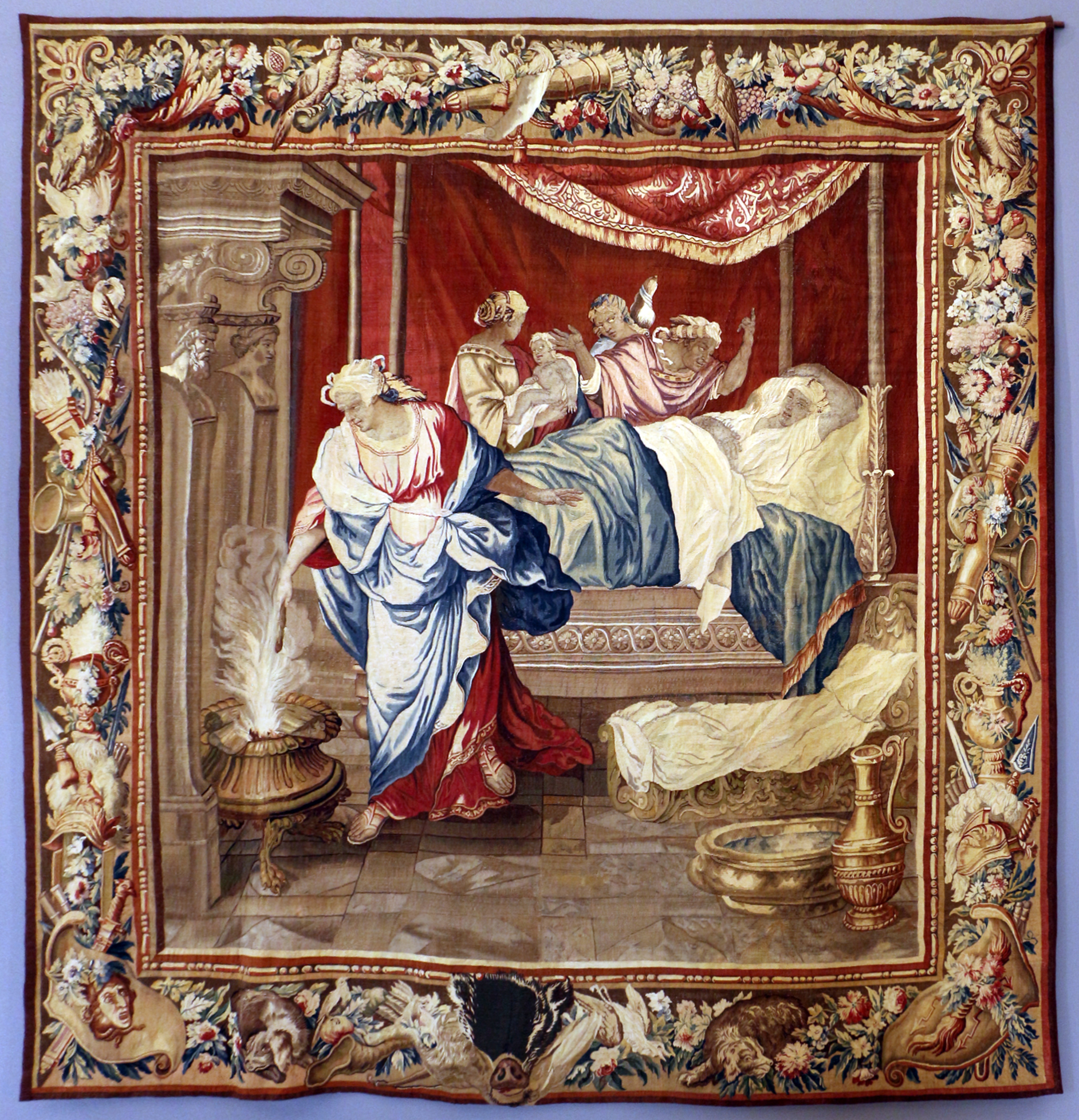
ولادة من Meleager من يناير Leyniers. 1680.
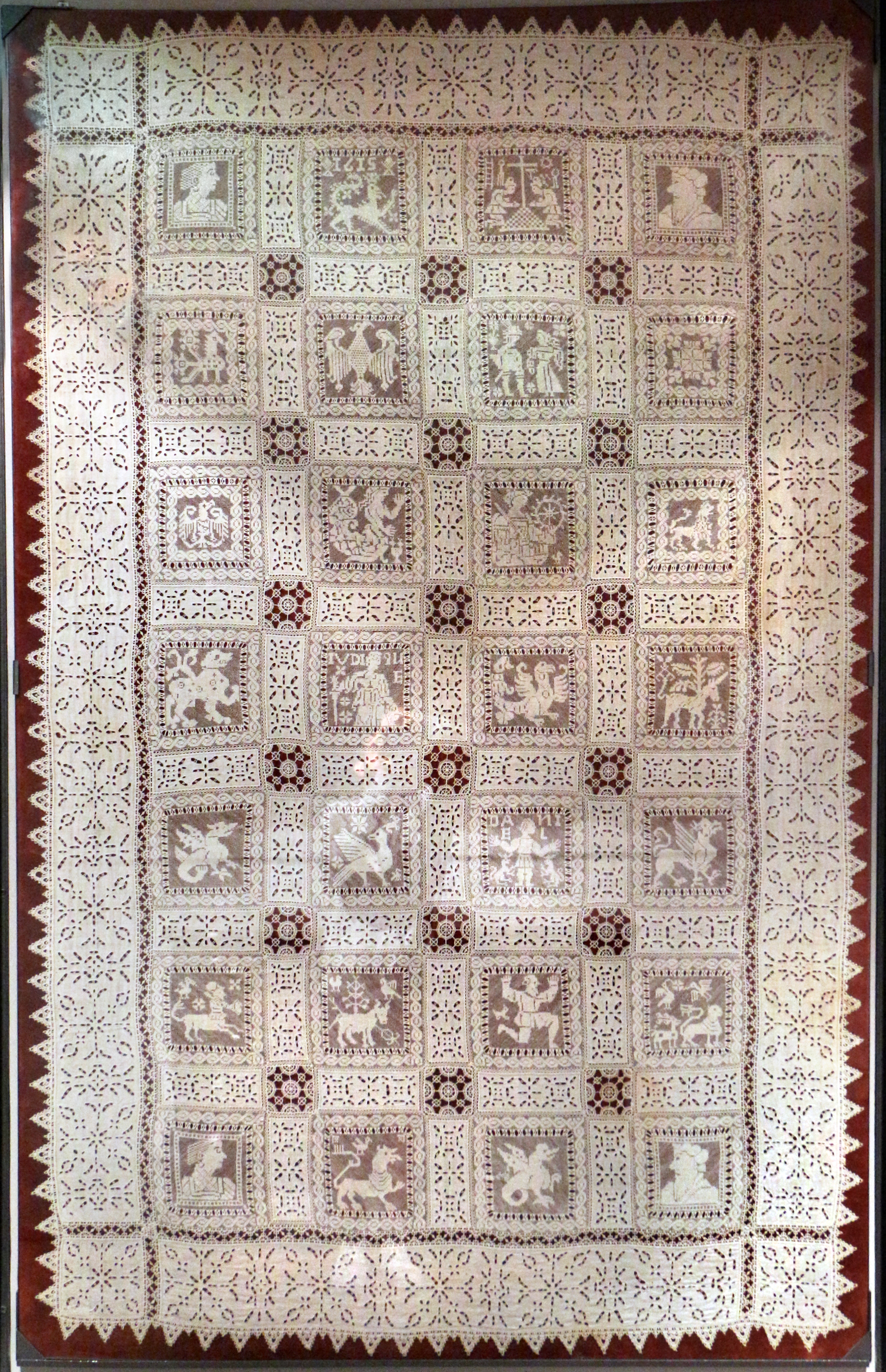
الدانتيل البرتغالي 1615.
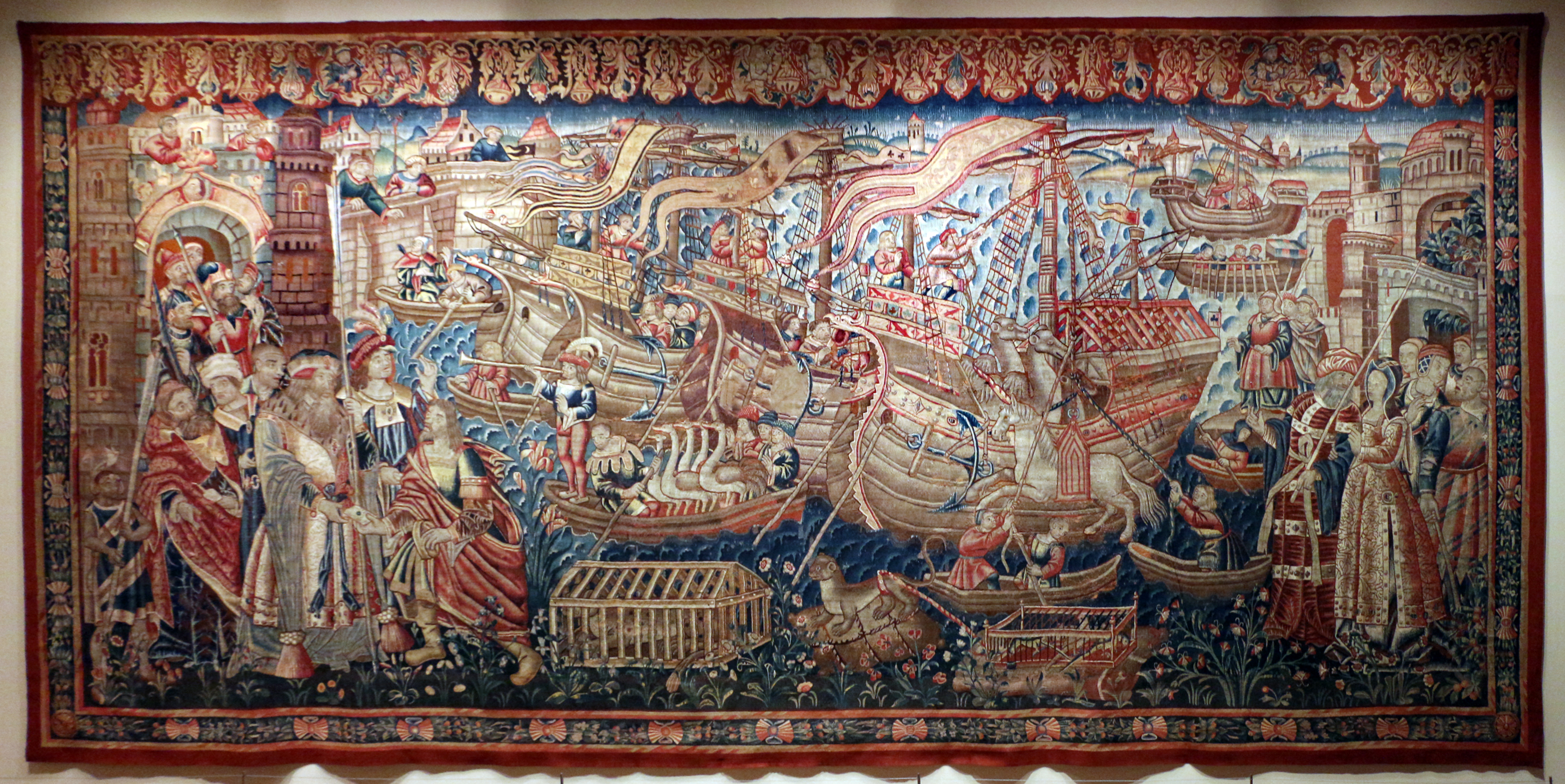
وصول البرتغاليين إلى الهند من تورناي ؛ 1504-30.
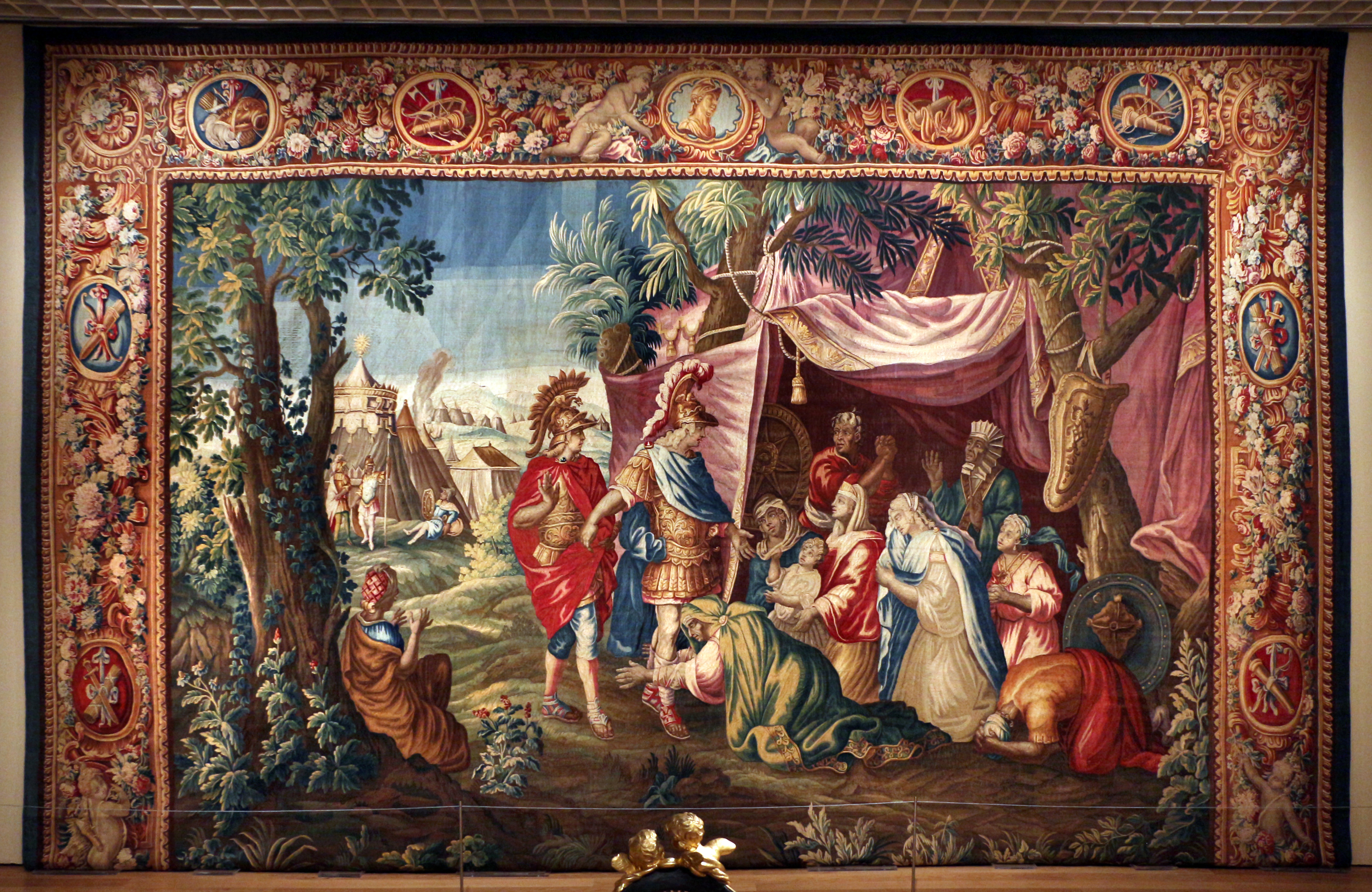
رقصة تشيويونغمو 1661.
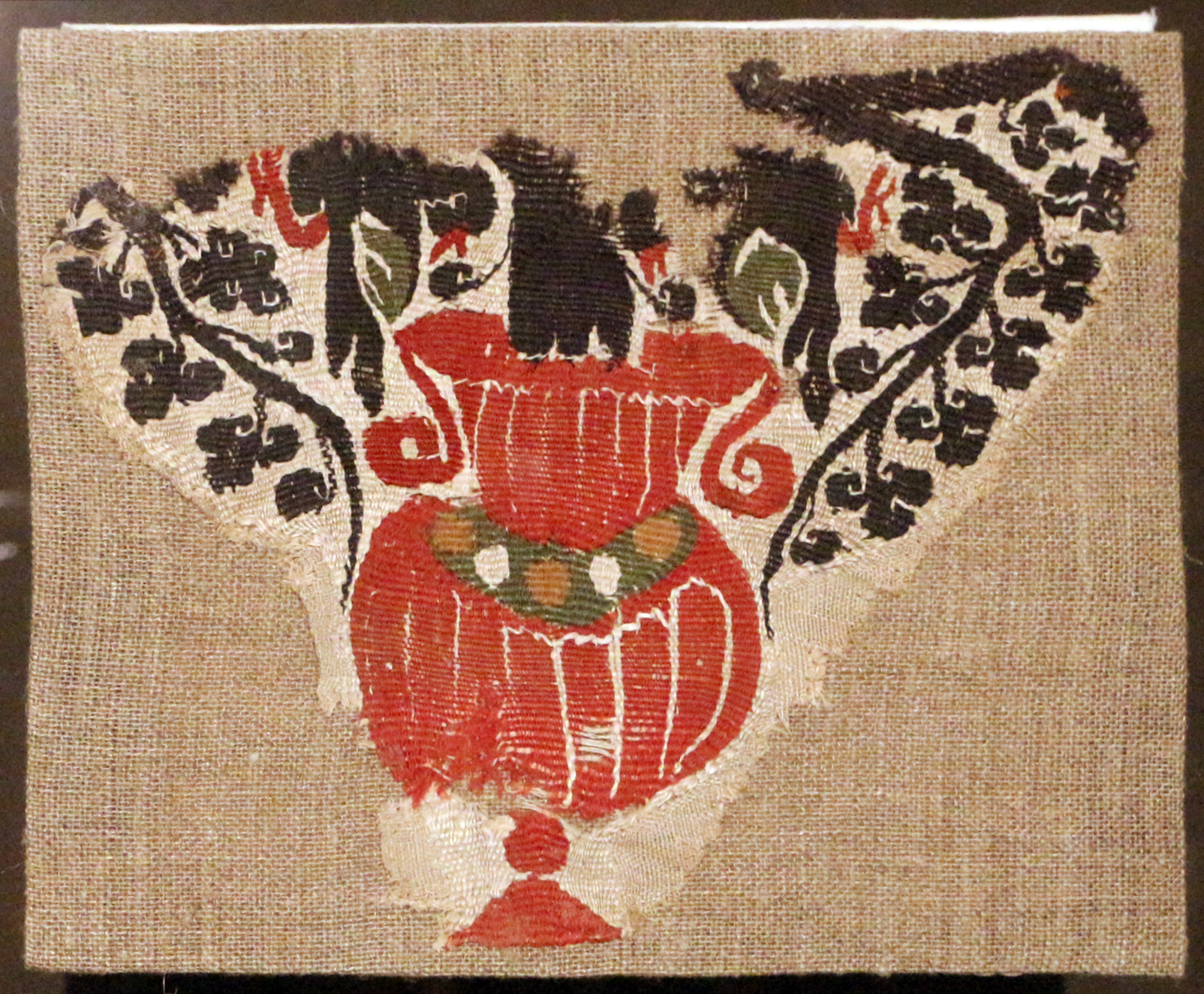
المنسوجات المصرية القبطية. القرن الخامس.
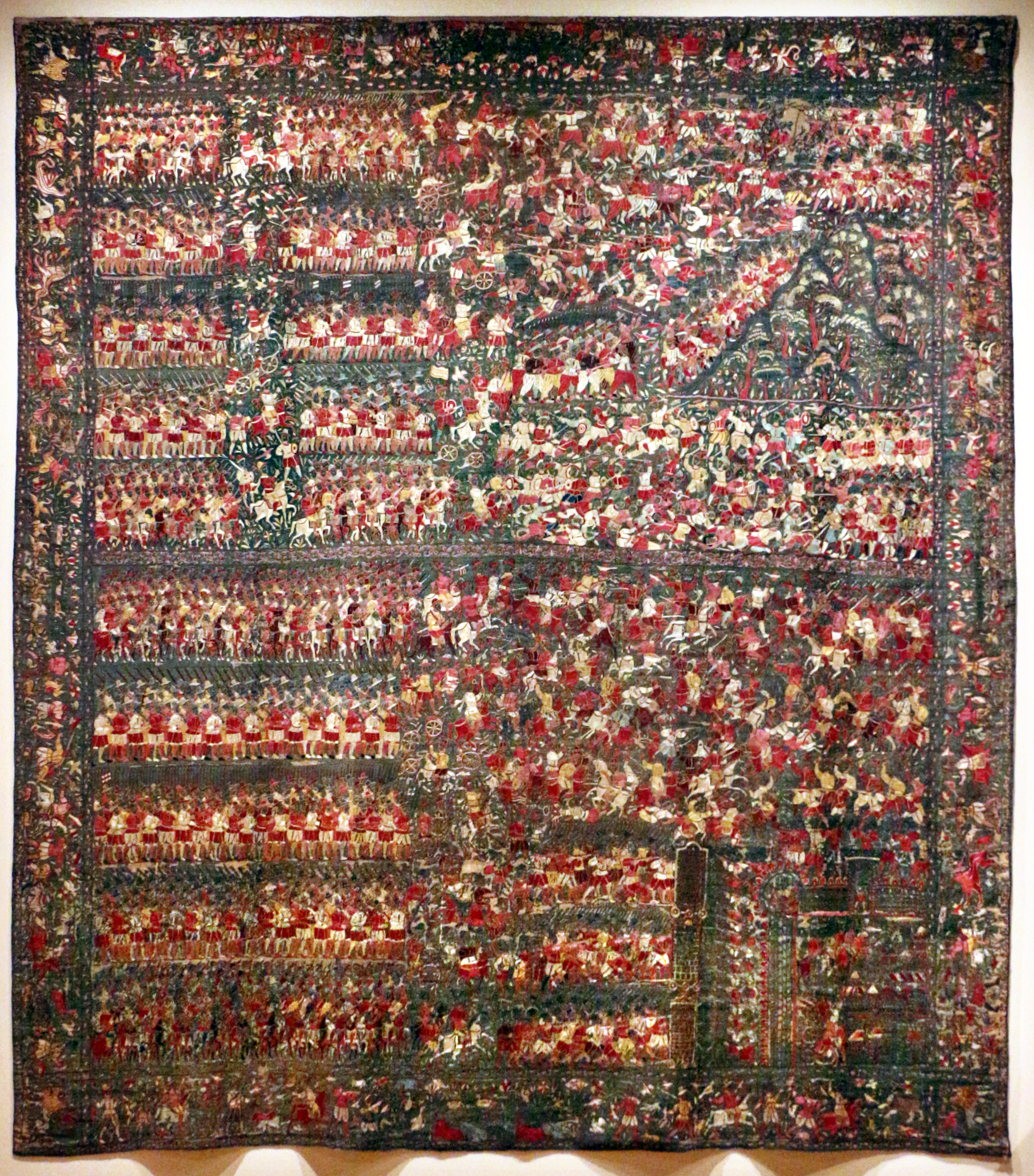
نسيج هندي 1600-10.

### المجموعة الإمبراطورية
المجموعة الإمبراطورية (بالبرتغالية: Coleção de Arte da Expansão‏) من المتحف الوطني للفن القديم هي المجموعة الواسعة للمتحف من الفن من الإمبراطورية البرتغالية السابقة، والتي تم جمعها من الأمريكتين وآسيا وأفريقيا.

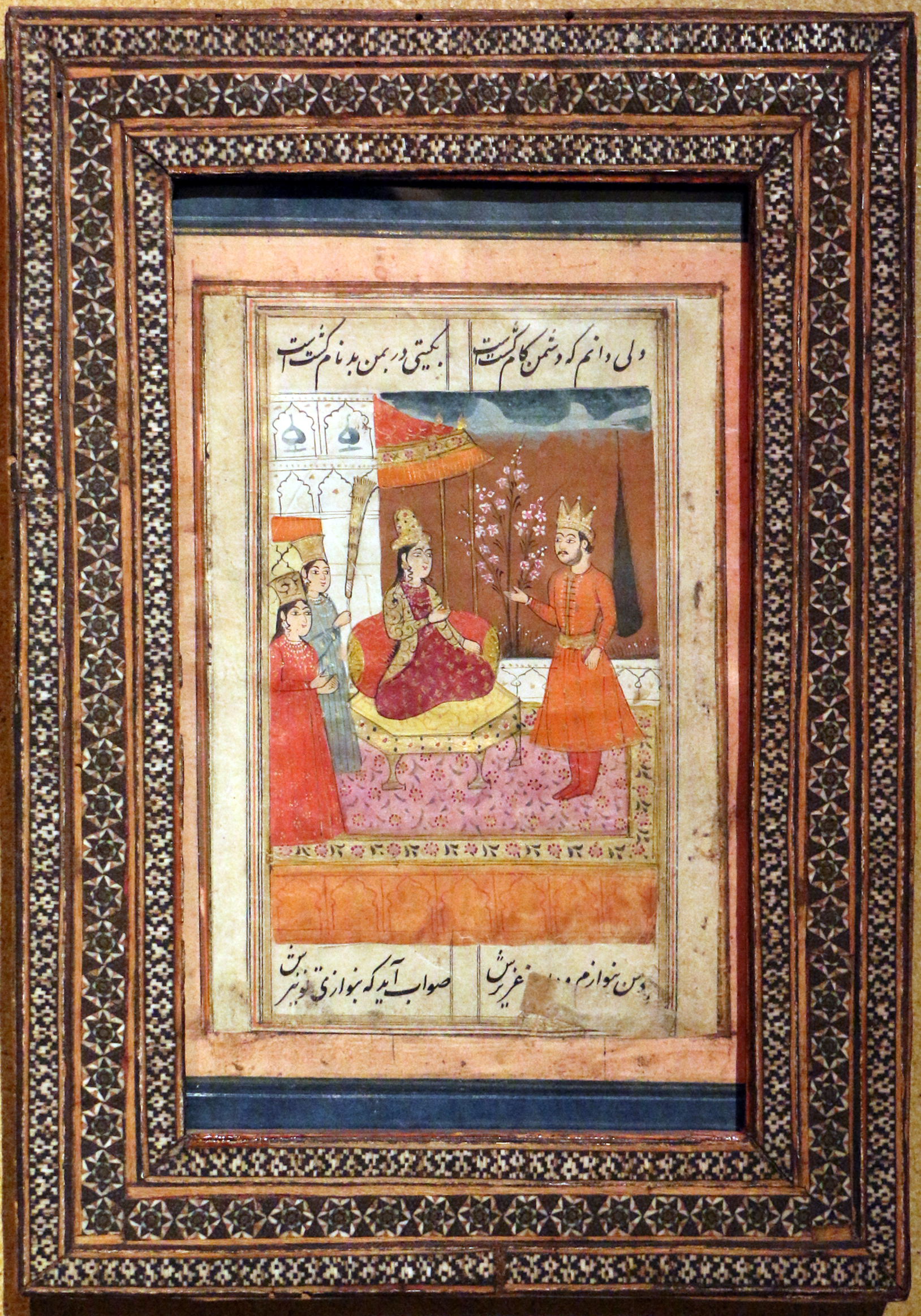
مشهد المغول 1610.
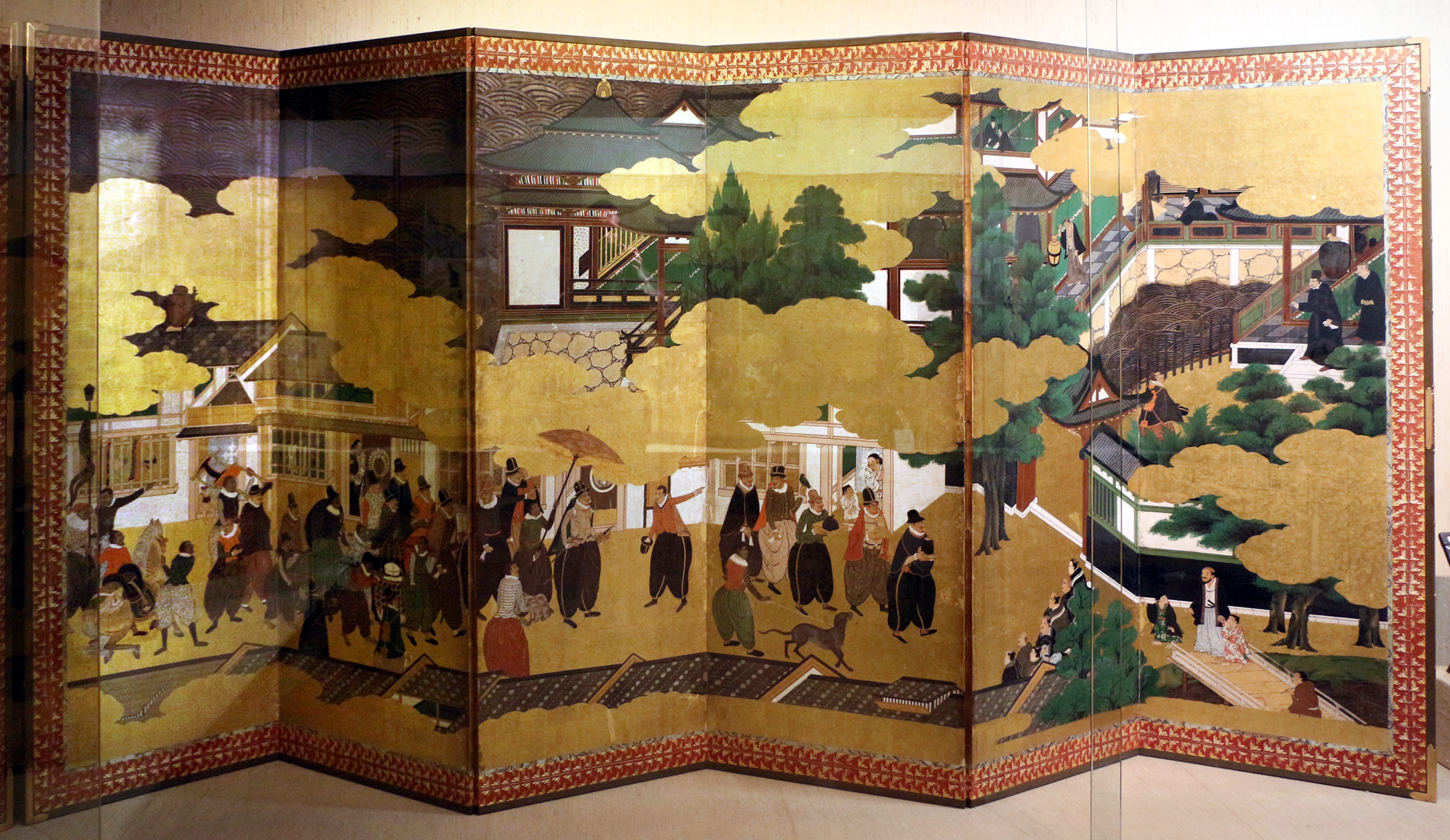
شاشة Nanban  [لغات أخرى]‏ ج. 1593.
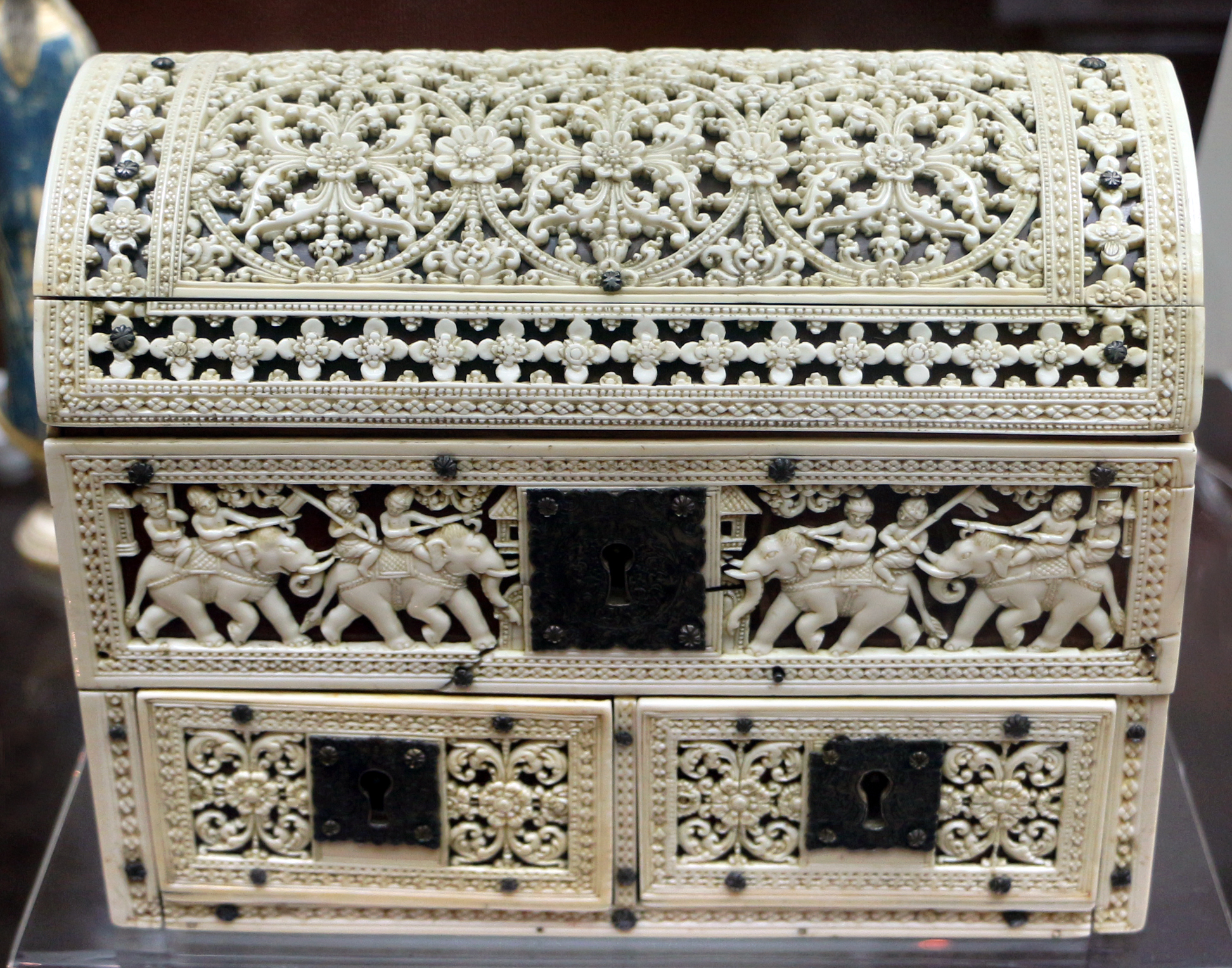
خزنة سريلانكية القرن ال 17.
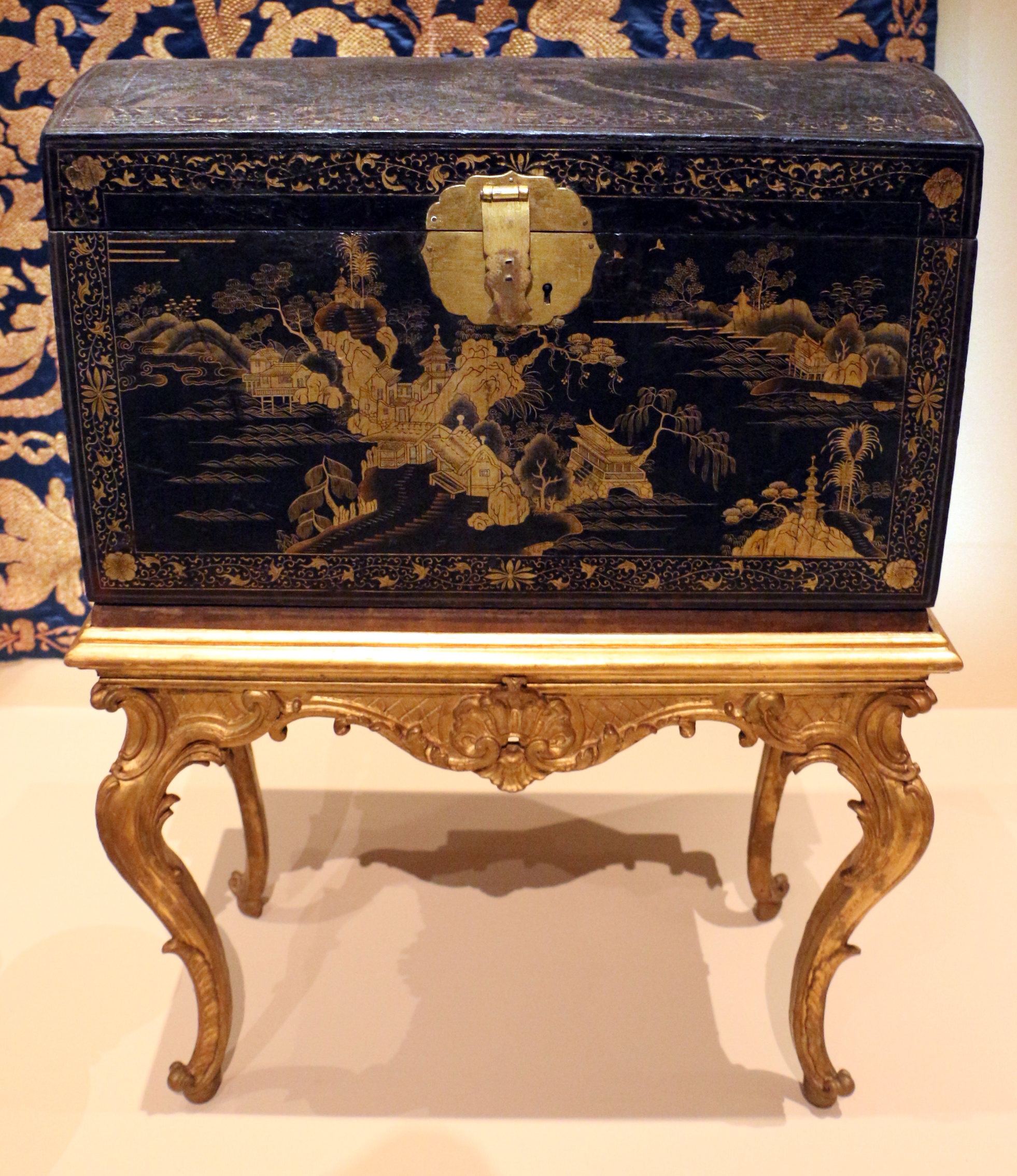
مجلس الوزراء الصيني القرن ال 18.
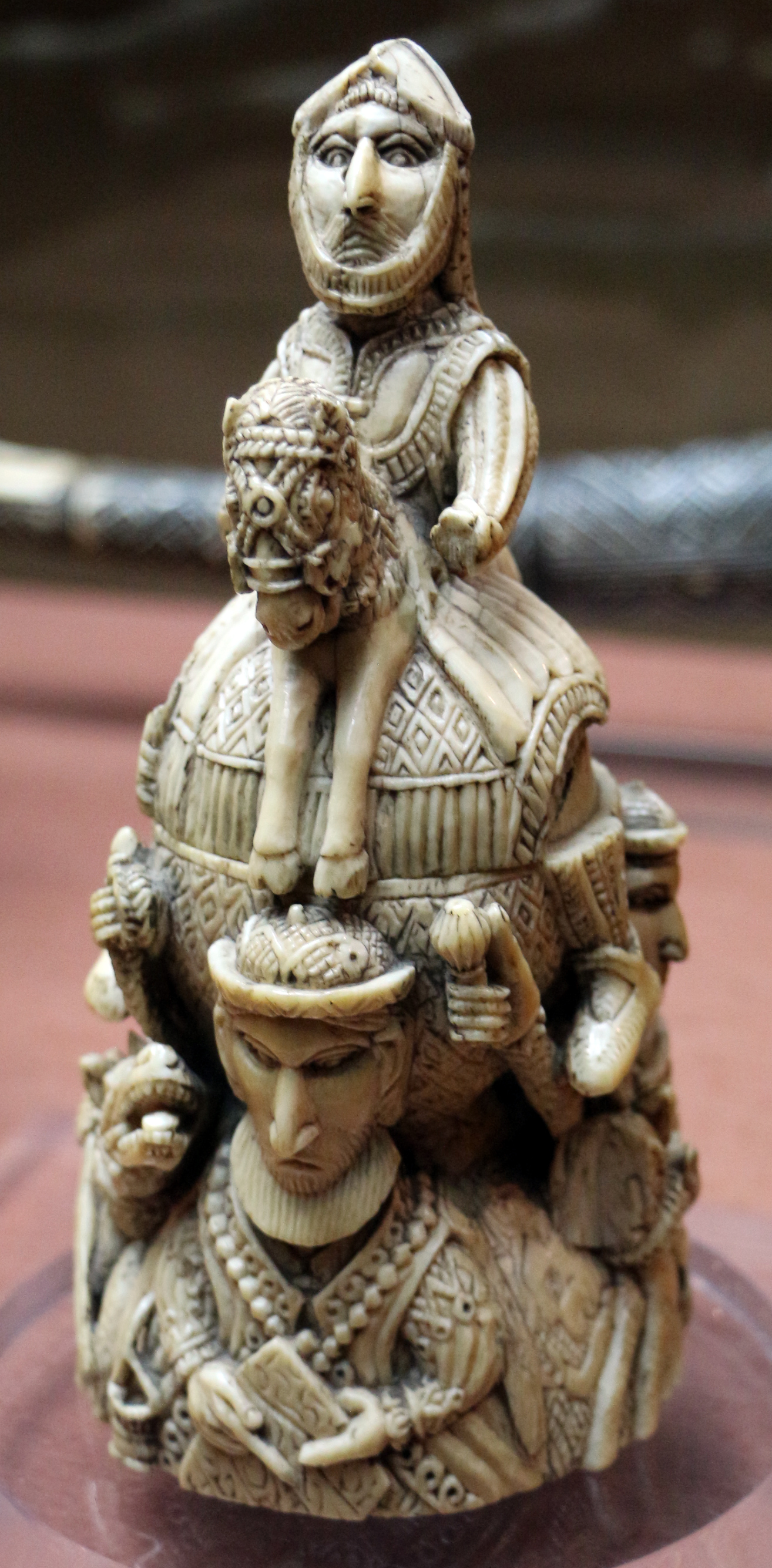
تمثال عاجي من أصل أفريقي برتغالي  [لغات أخرى]‏ ؛ القرن السادس عشر.
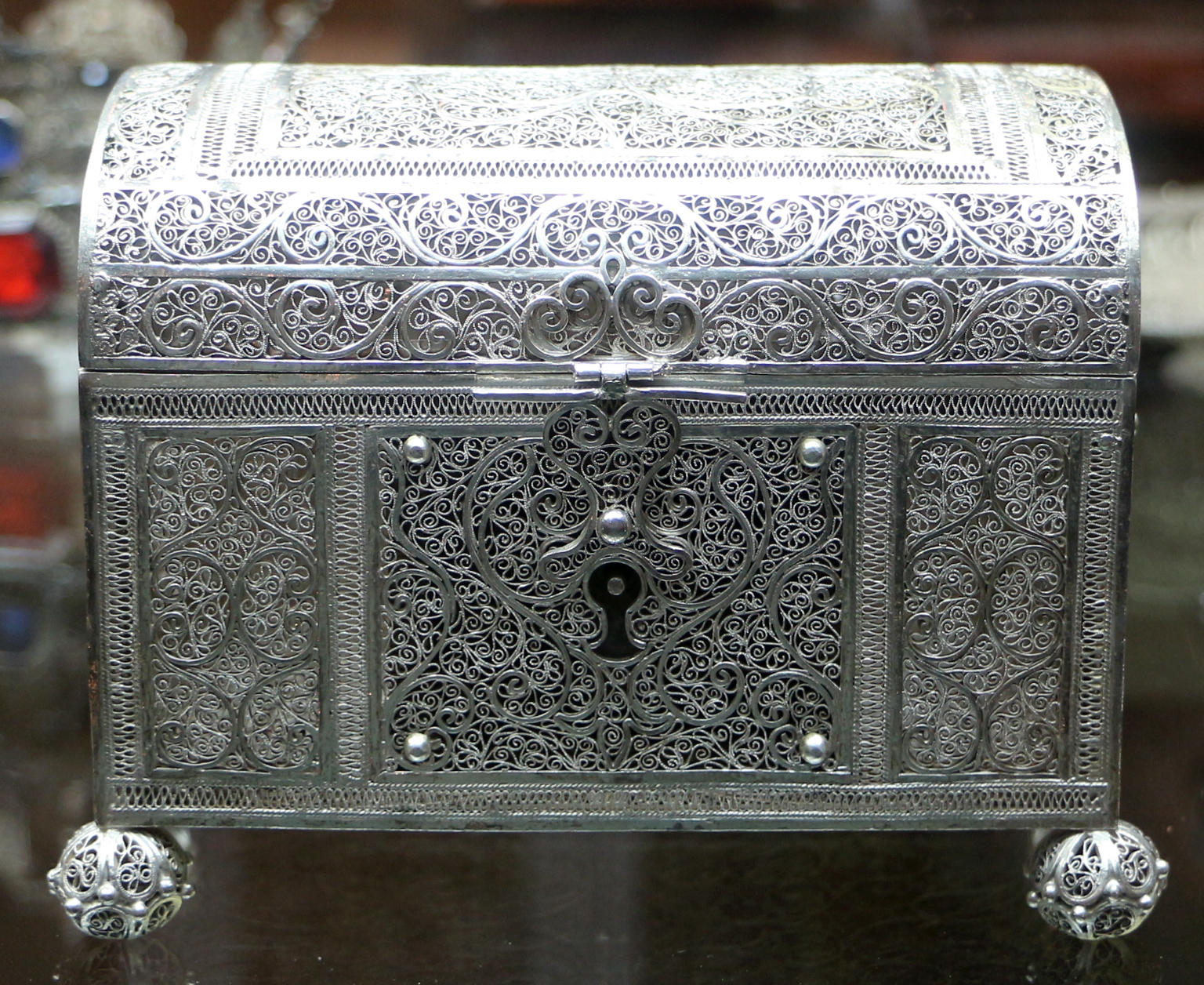
صندوق هندي برتغالي  [لغات أخرى]‏ القرن ال 17.
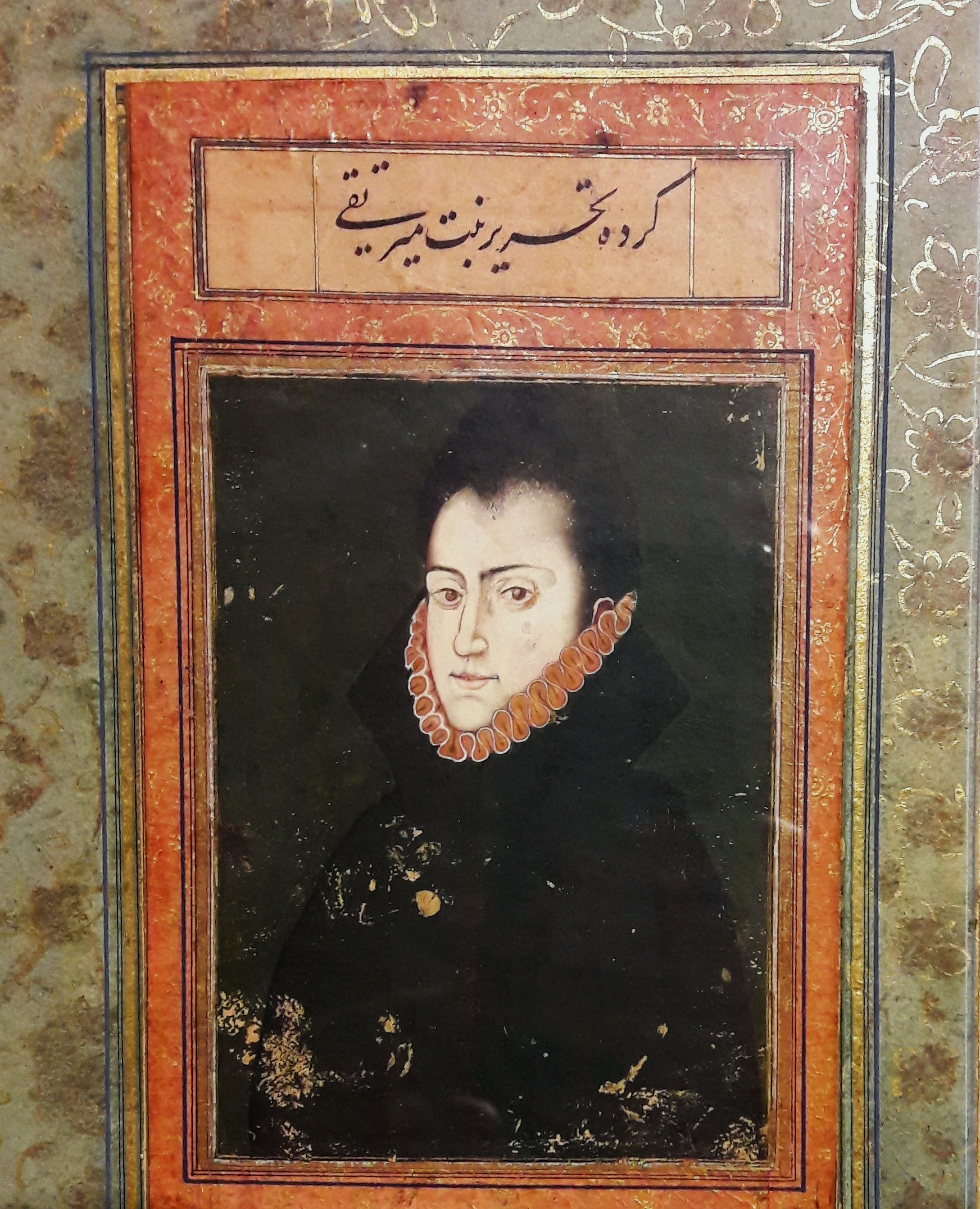
صورة فارسية لأحد النبلاء البرتغاليين  [لغات أخرى]‏ ؛ القرن السادس عشر.
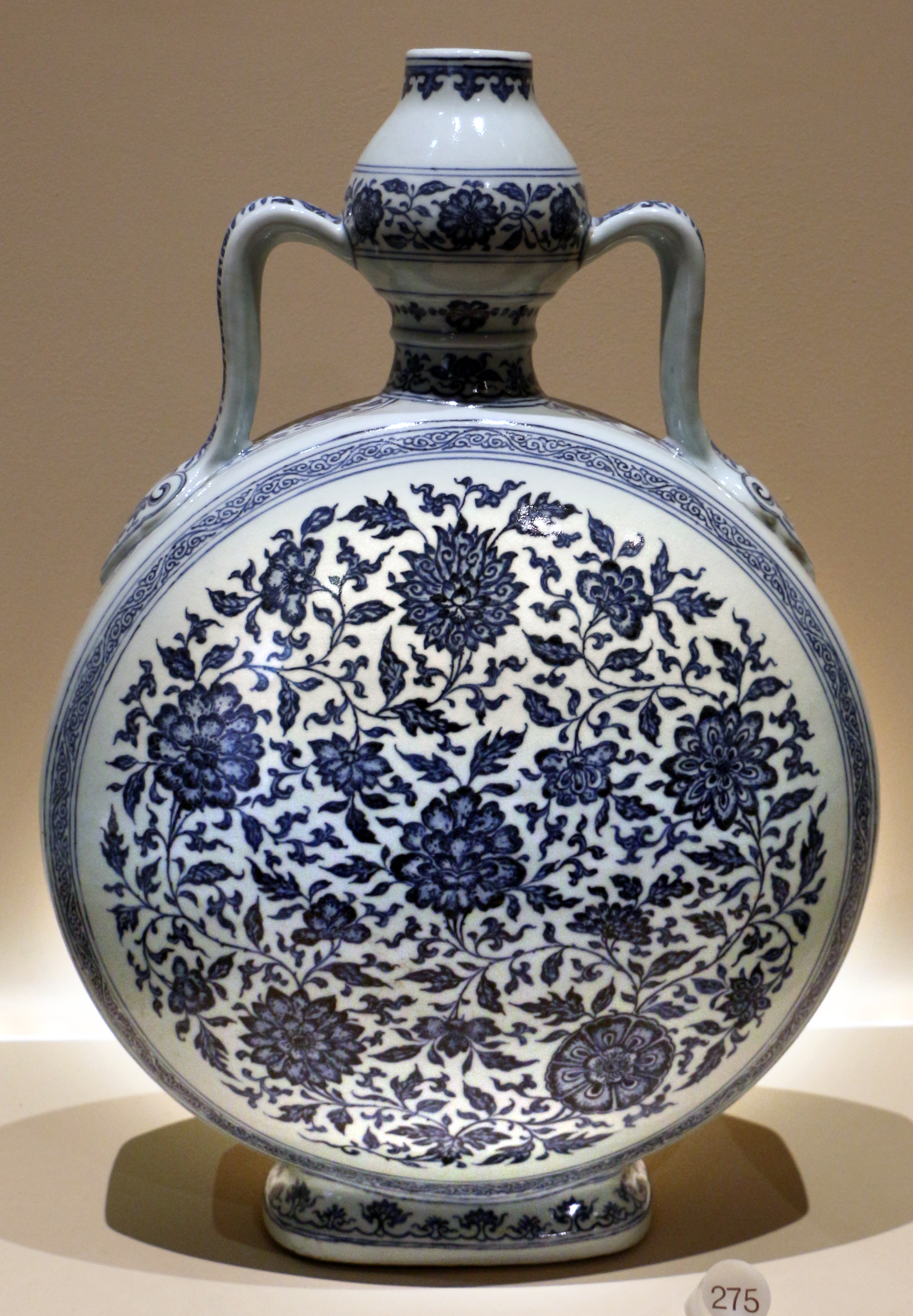
إناء أسرة تشينغ 1723-35.

### الأثاث
جمع والمتحف الوطني للفن القديم من قطع الأثاث تمتد عدة قرون، وتنشأ في المقام الأول في فرنسا، إيطاليا، البرتغال، والهند البرتغالية. وأبرز المجموعات هي تلك الخاصة بالمساكن الملكية البرتغالية ومجموعة القطع من الإمبراطورية البرتغالية السابقة.

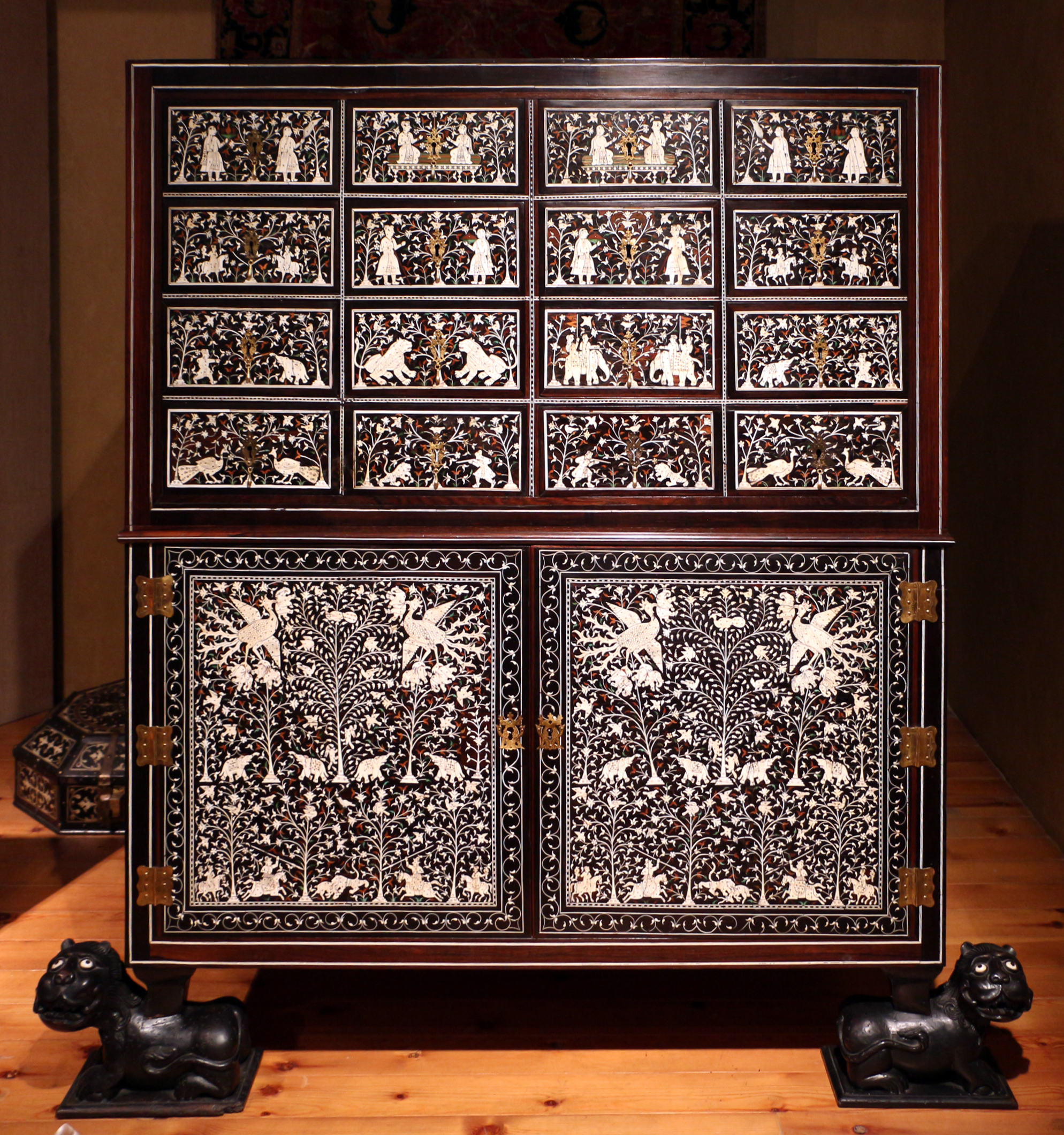
خزانة هندية برتغالية  [لغات أخرى]‏ القرن السادس عشر - السابع عشر.
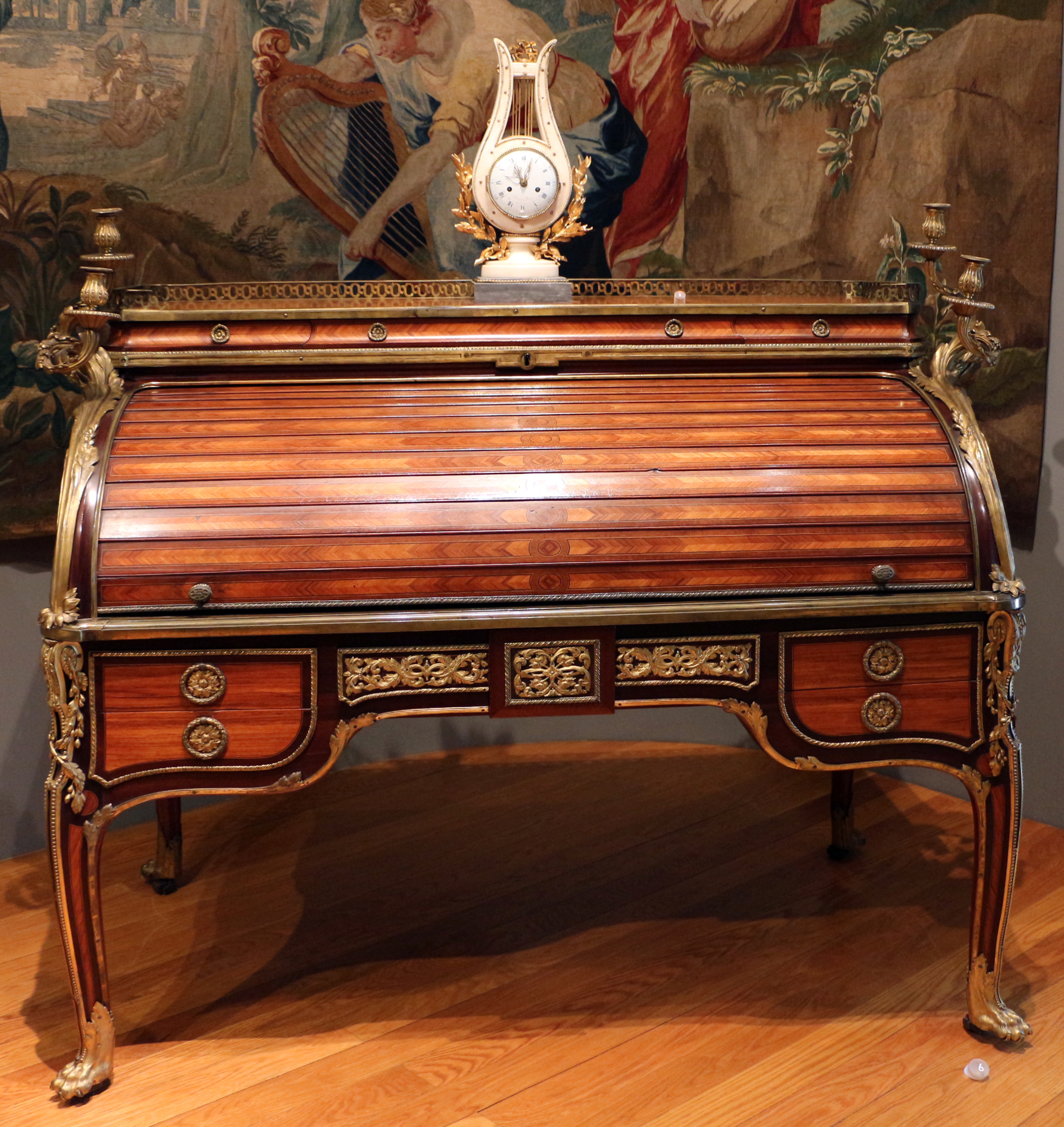
سكرتير جان هنري ريزنر  [لغات أخرى]‏ ؛ ج. 1776.
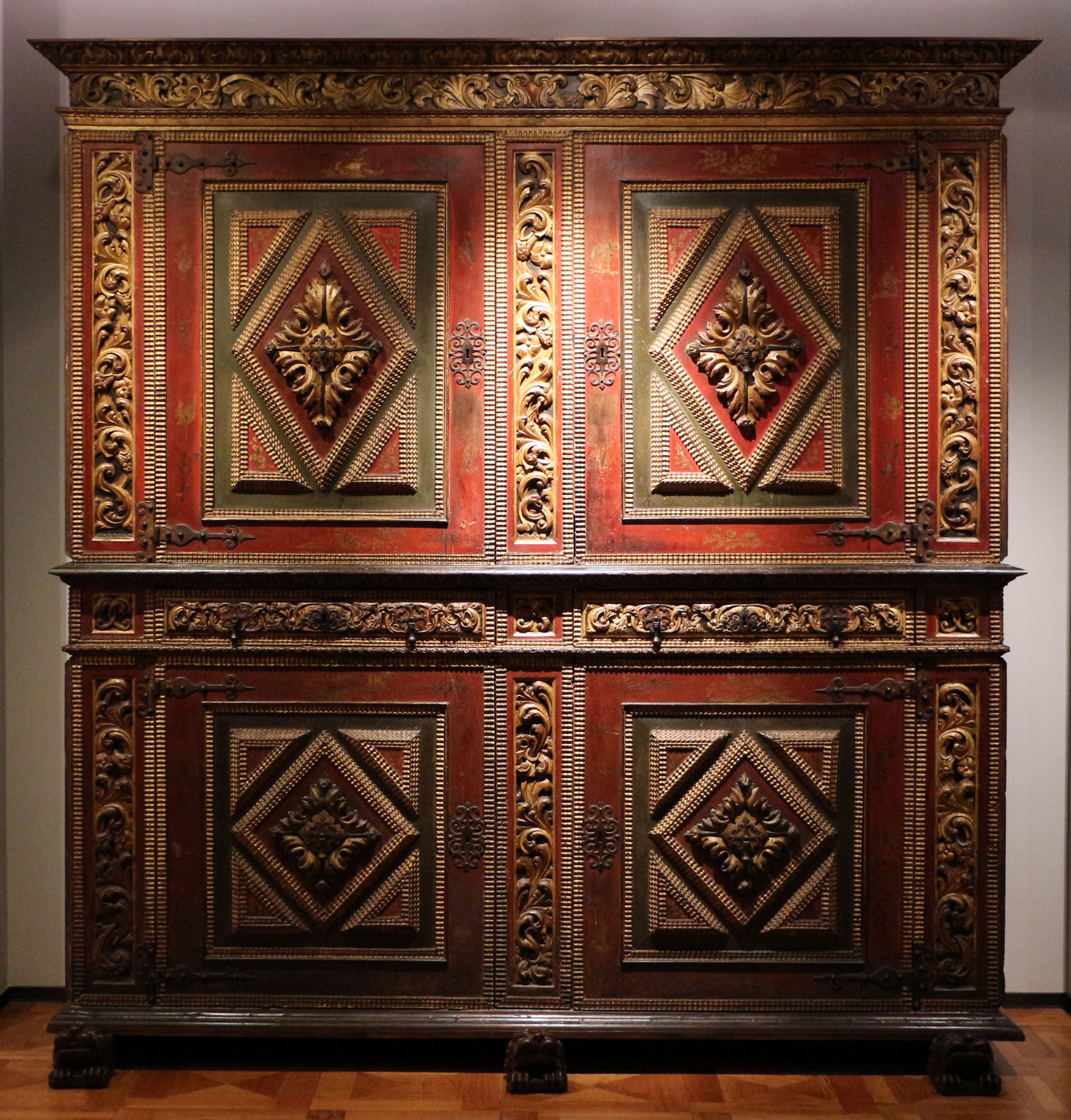
كردينزا البرتغالية ج. 1650-1700
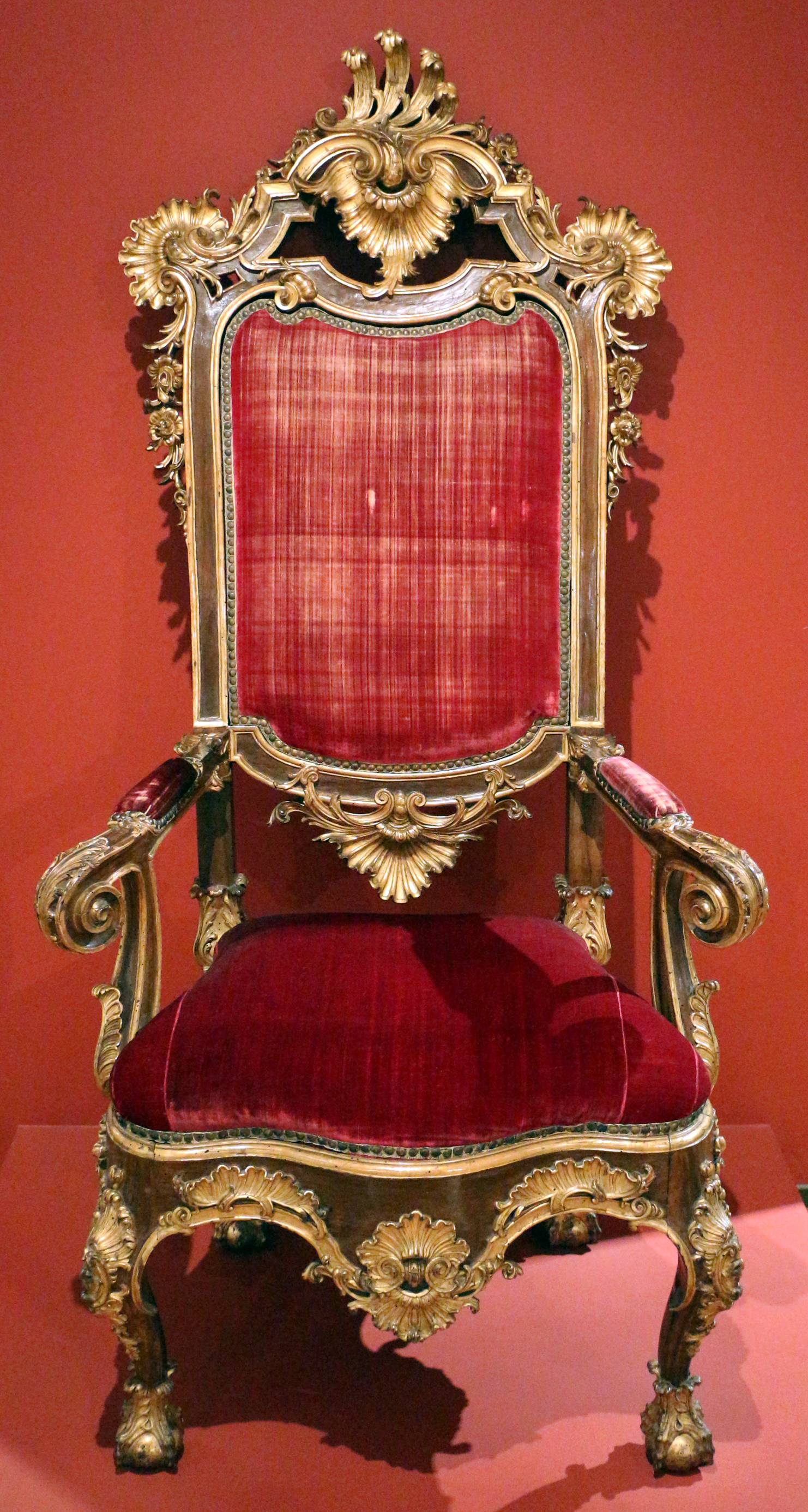
كرسي برتغالي ج. 1750.
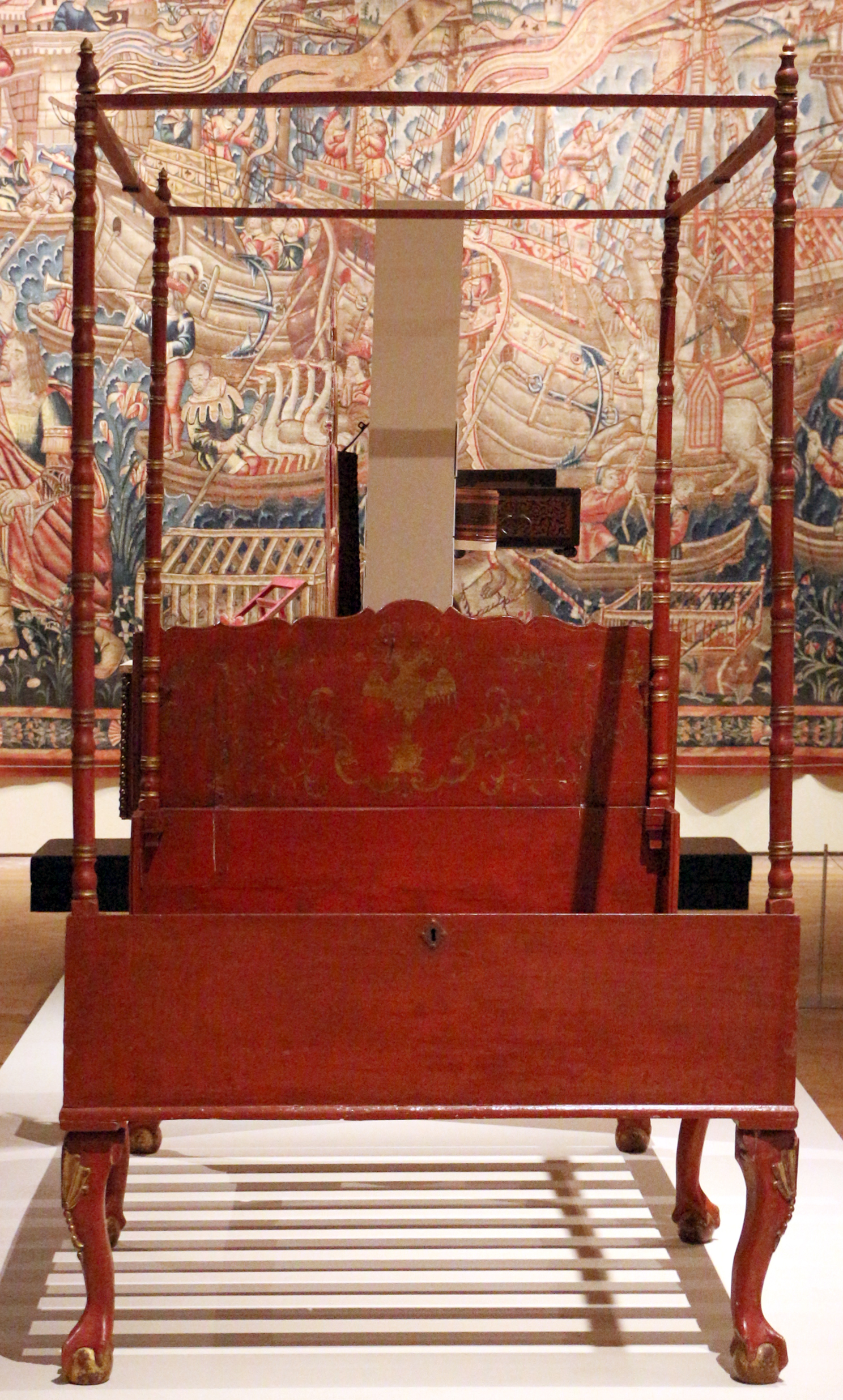
سرير برتغالي ج. 1750.
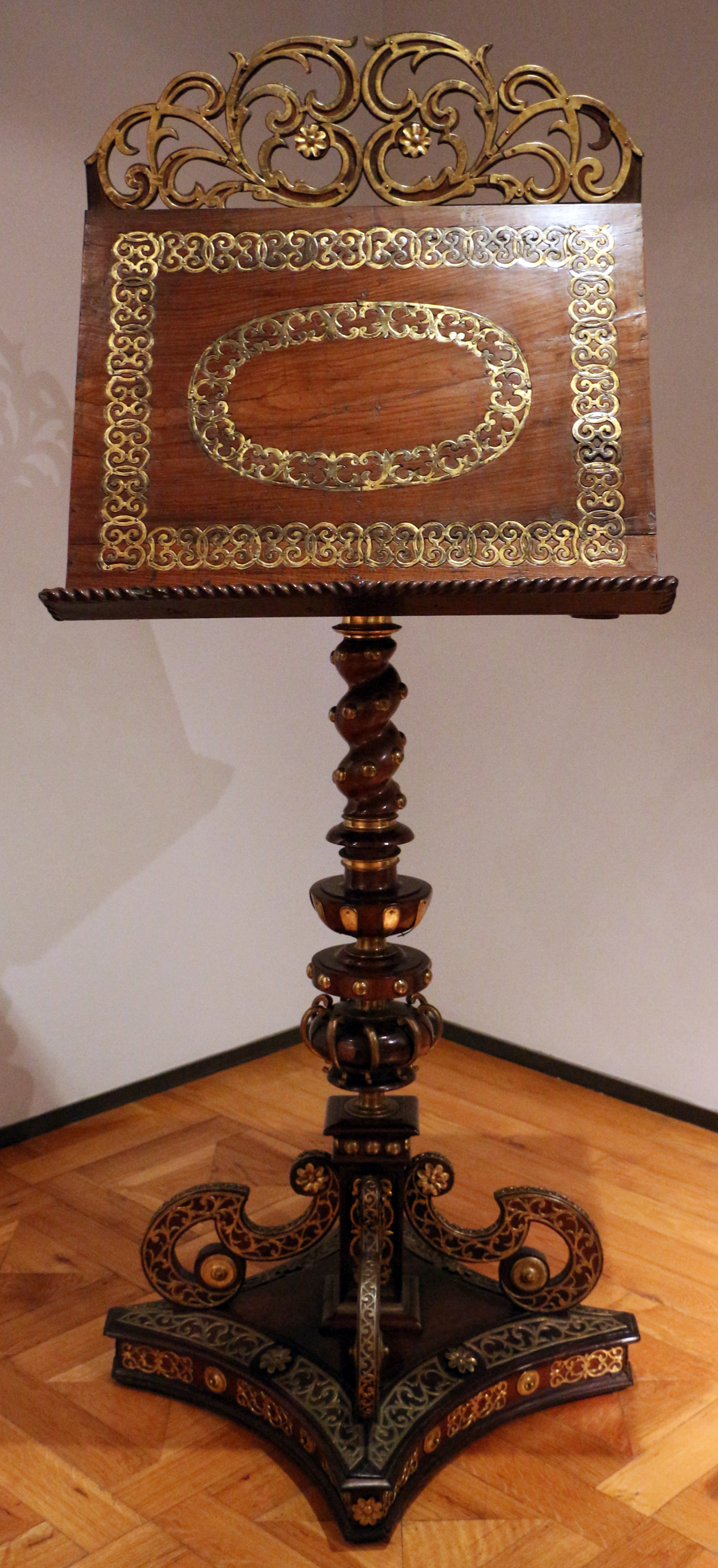
حامل الموسيقى ج. 1650.
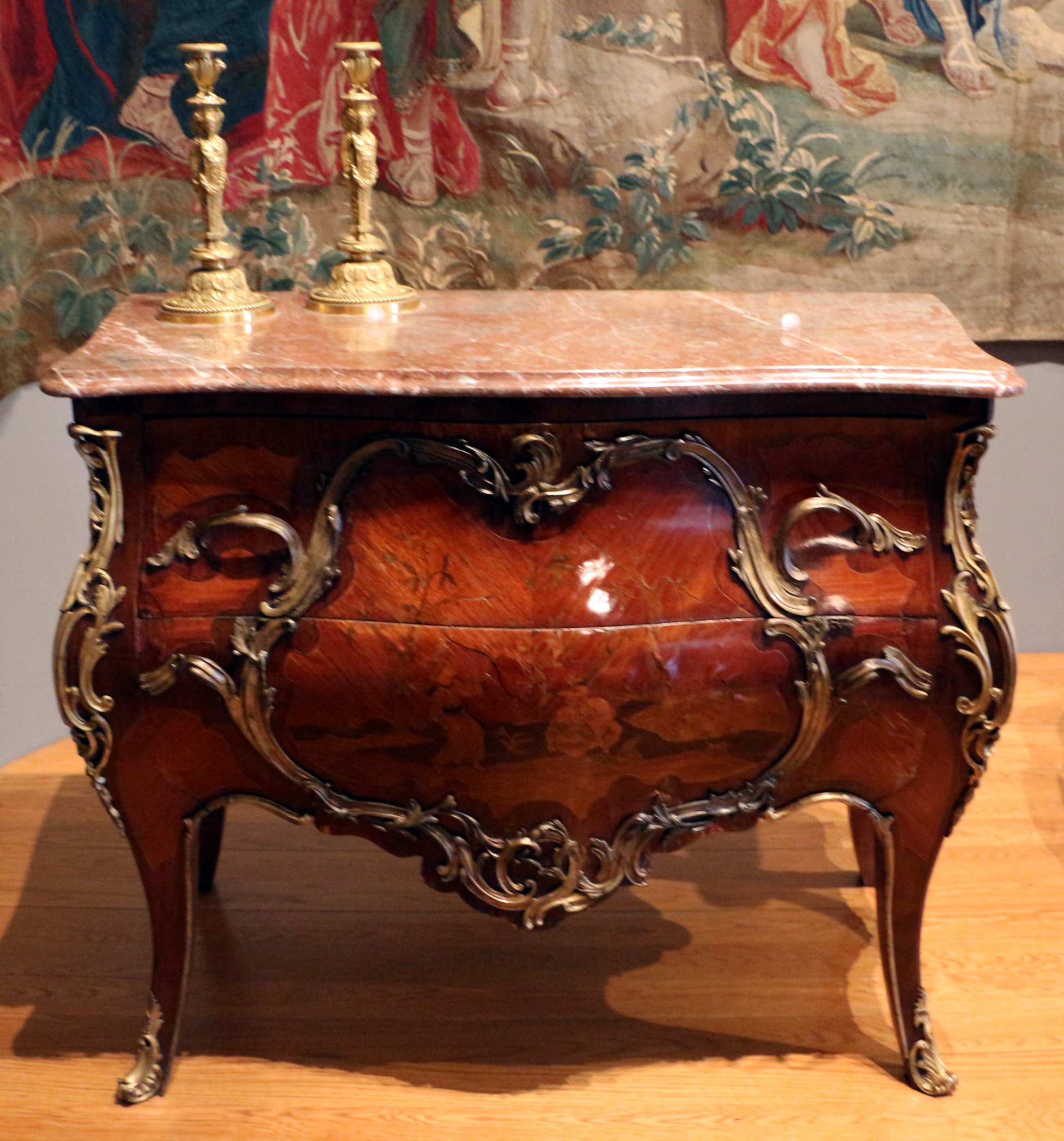
خزانة ذات أدراج فرنسية من تصميم بيير برنارد ؛ 1750-60.
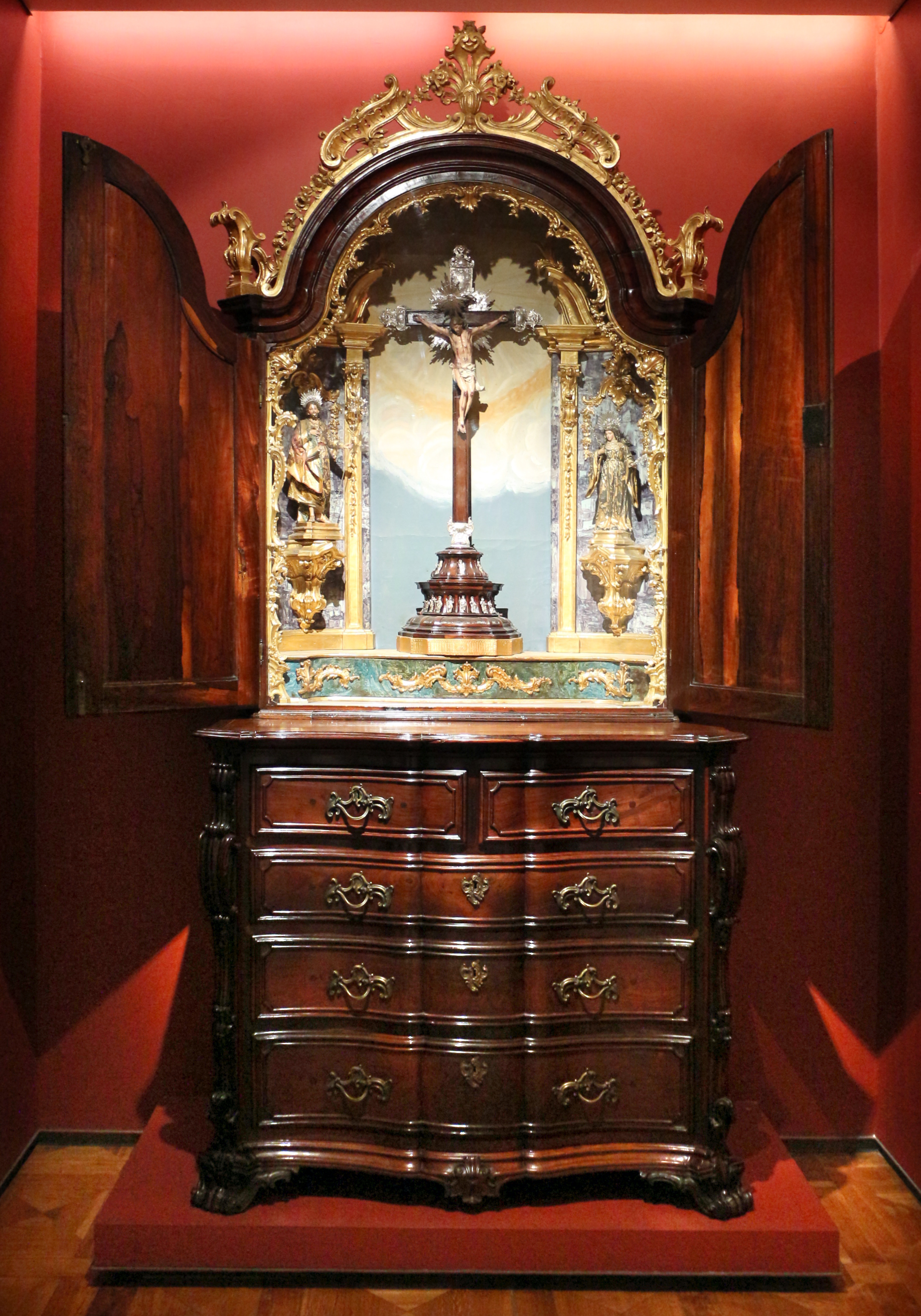
الخطابة البرتغالية 1730-60.
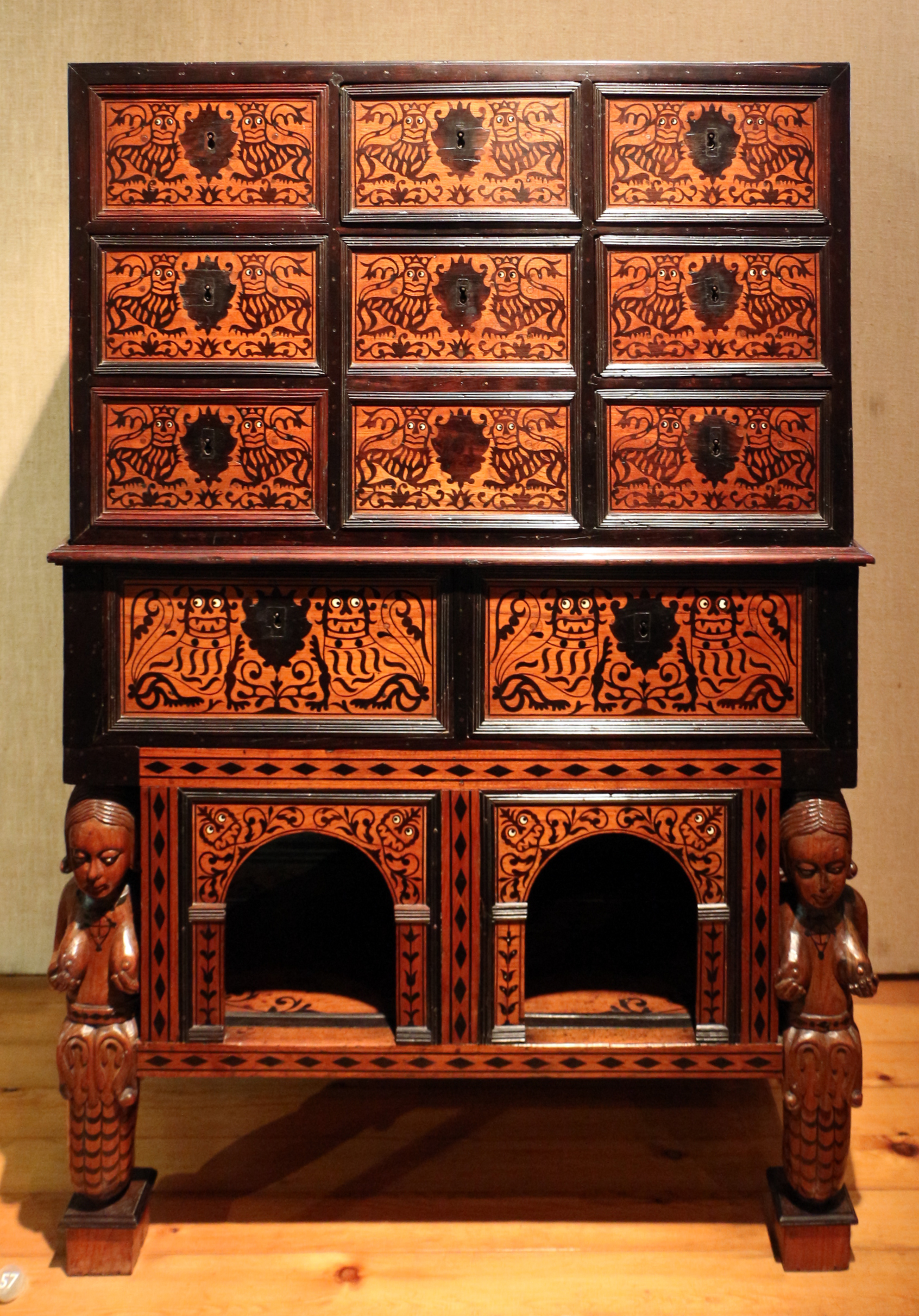
خزانة هندية برتغالية  [لغات أخرى]‏ القرن ال 17.
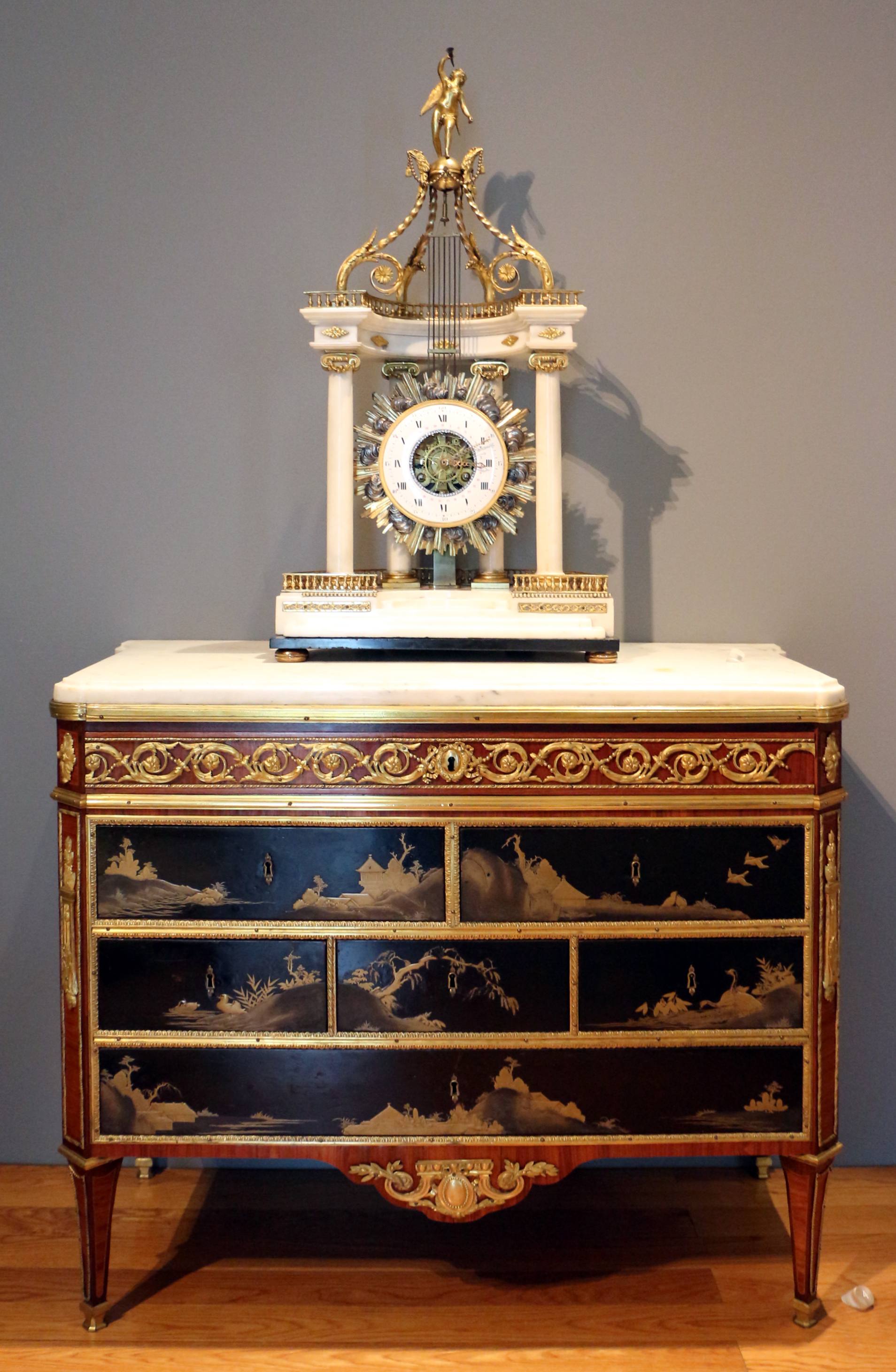
الساعة والأدراج الفرنسية لكلود تشارلز سونييه ؛ ج. 1775.

### سيراميك
تمتد مجموعة المتحف الوطني للفن القديم للسيراميك والبورسلين على مدى عدة قرون بقطع منشؤها بشكل رئيسي البرتغال وفرنسا وإيطاليا وإسبانيا والصين. تشمل المجموعات البارزة خزفيات أسرة تشينغ، وأواني هيسبانو موريسك، وسيراميك كالداس دا راينها.

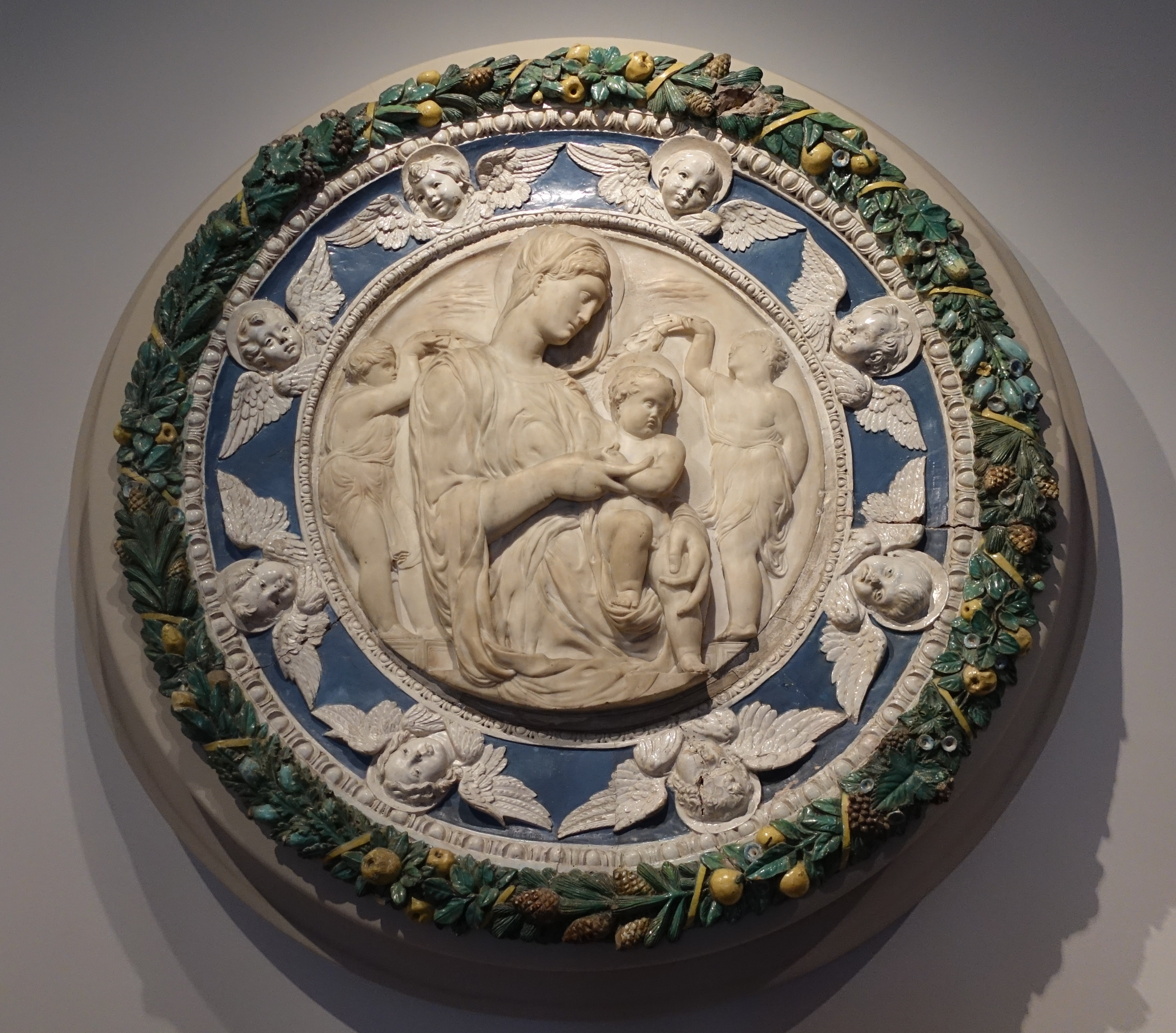
إغاثة مريم العذراء - أندريا ديلا روبيا ؛ القرن ال 15.
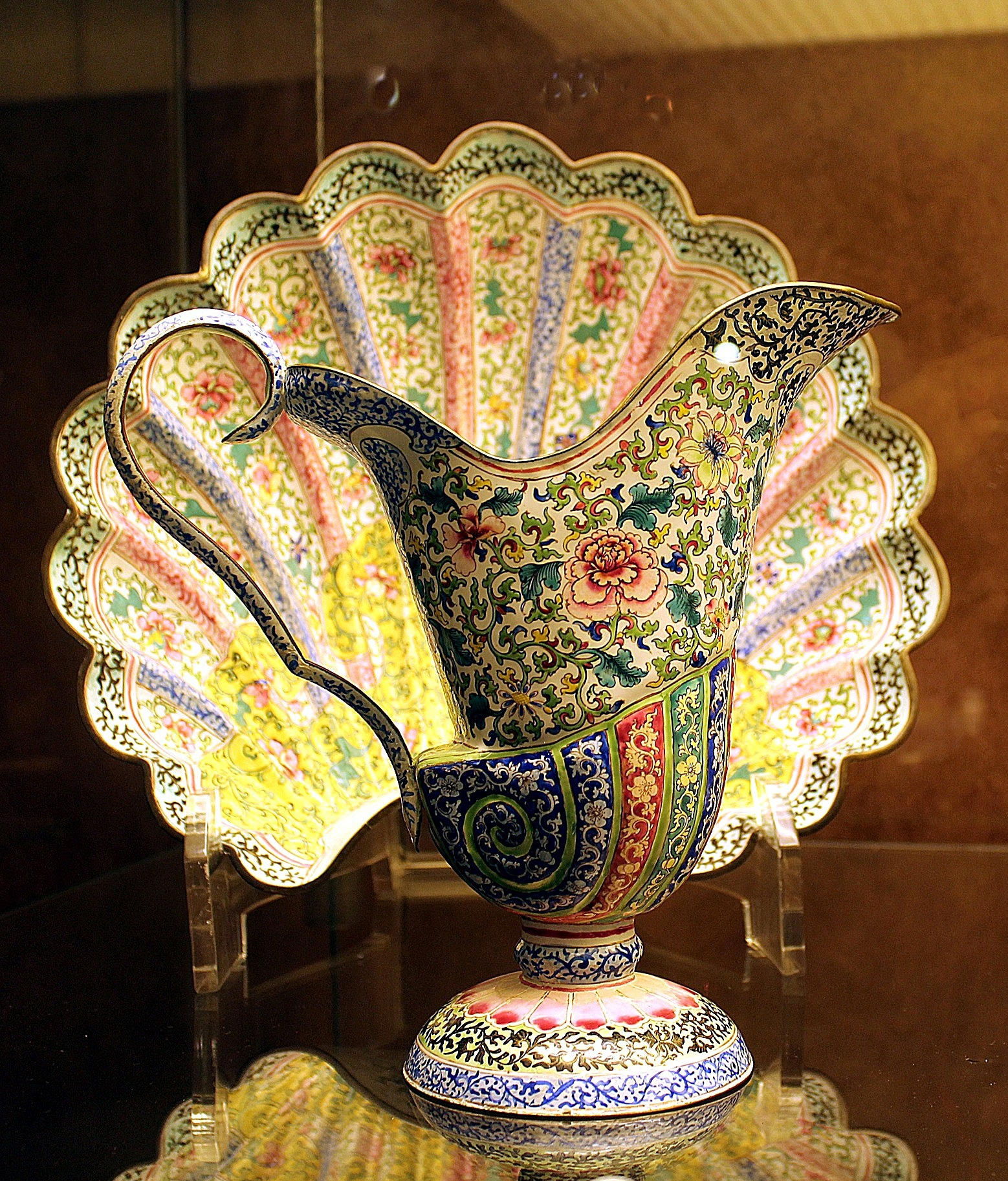
إناء برتغالي القرن ال 18.
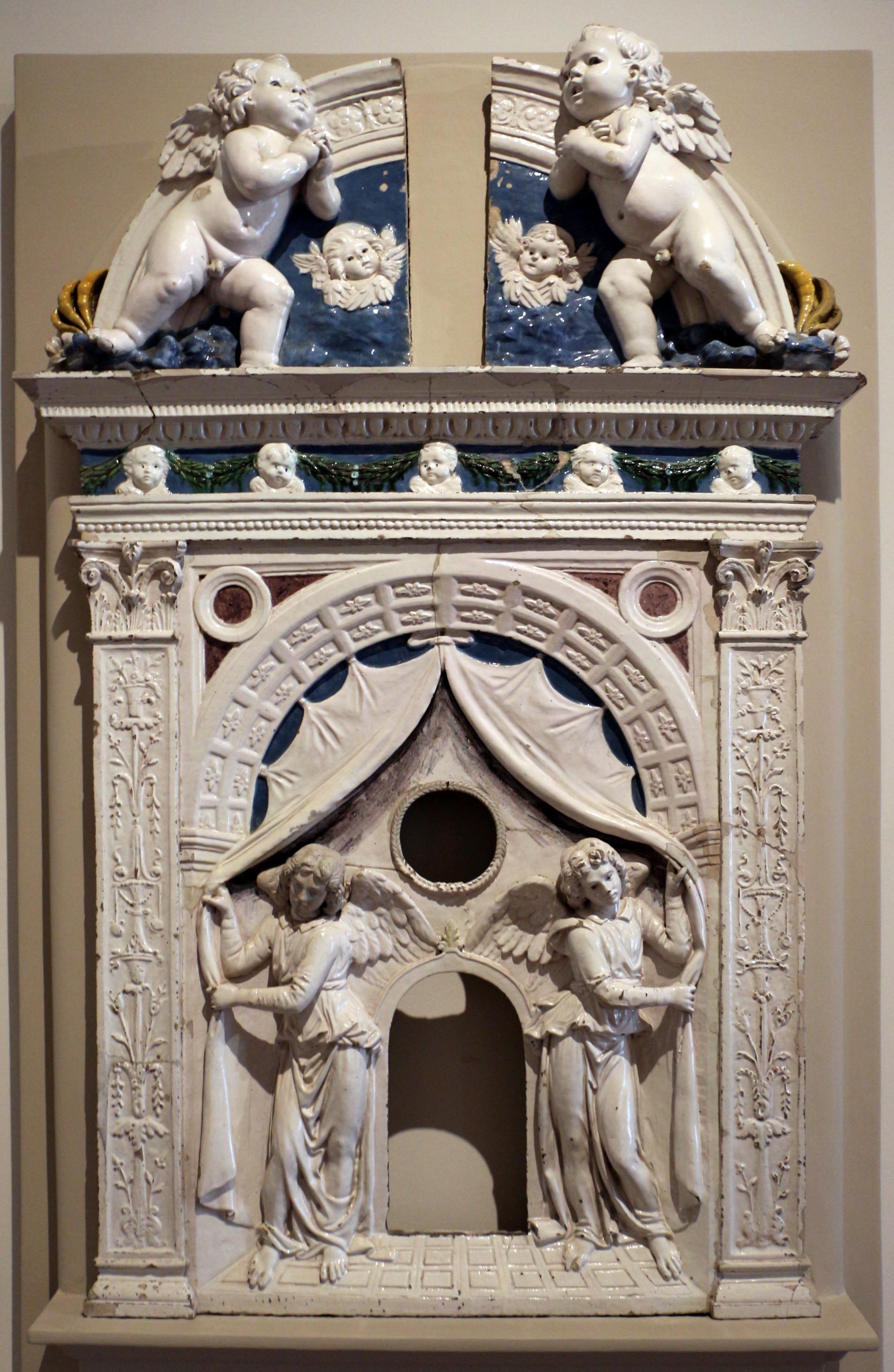
خيمة القربان المقدس - أندريا ديلا روبيا ؛ 1501-25.
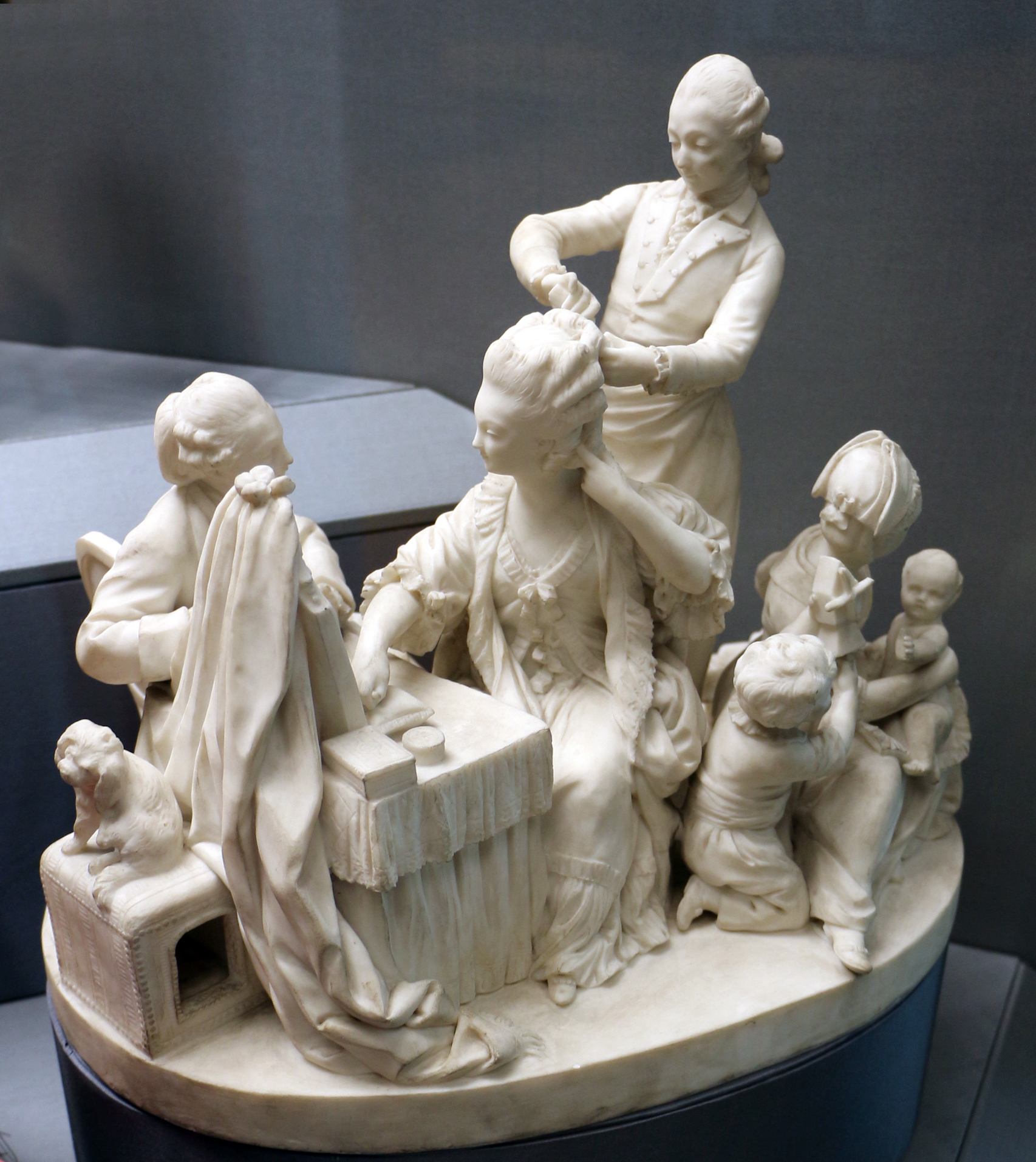
خزف سيفر  [لغات أخرى]‏ 1775.
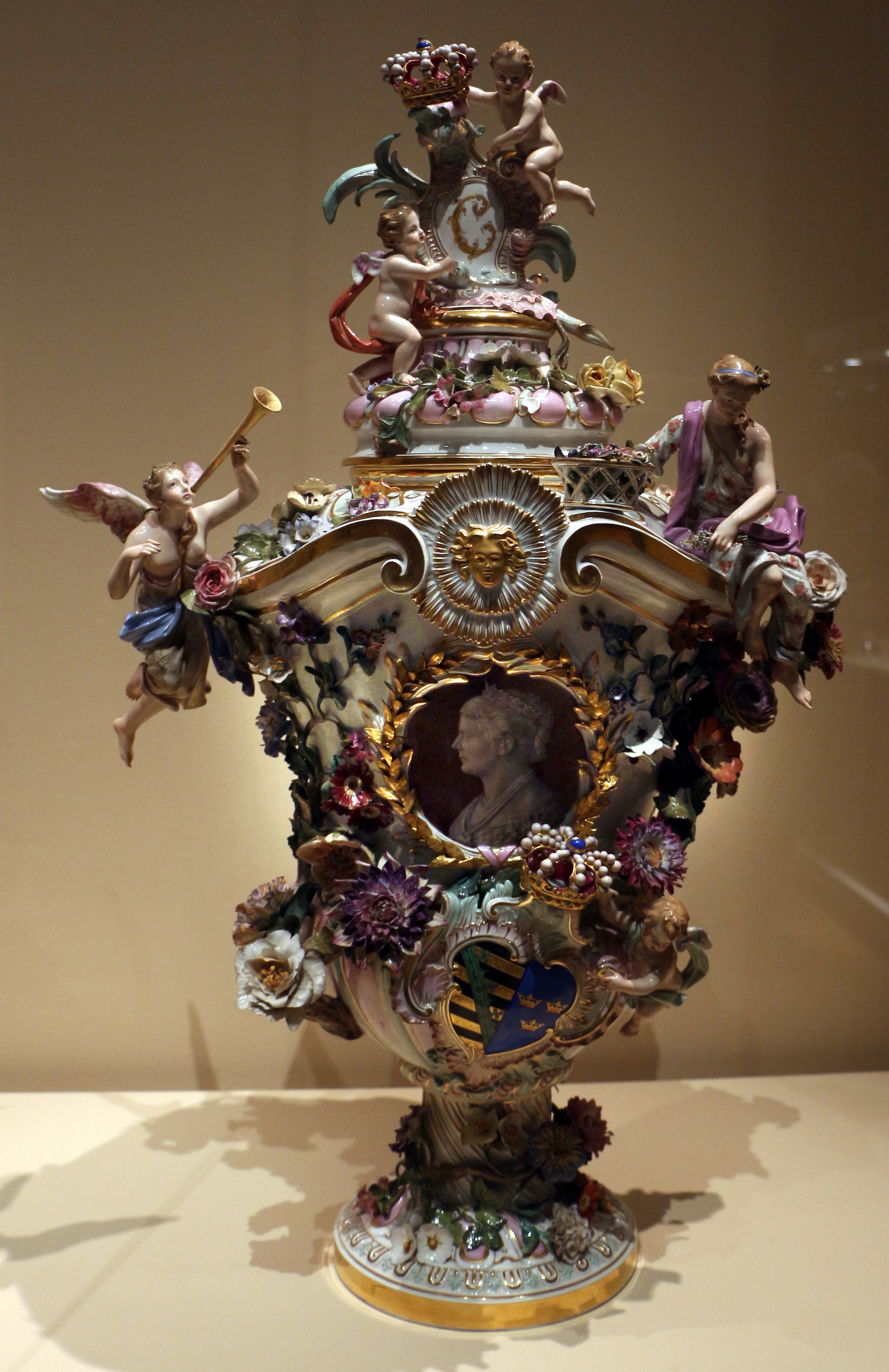
خزف ميسن  [لغات أخرى]‏ ج. 1860-80.
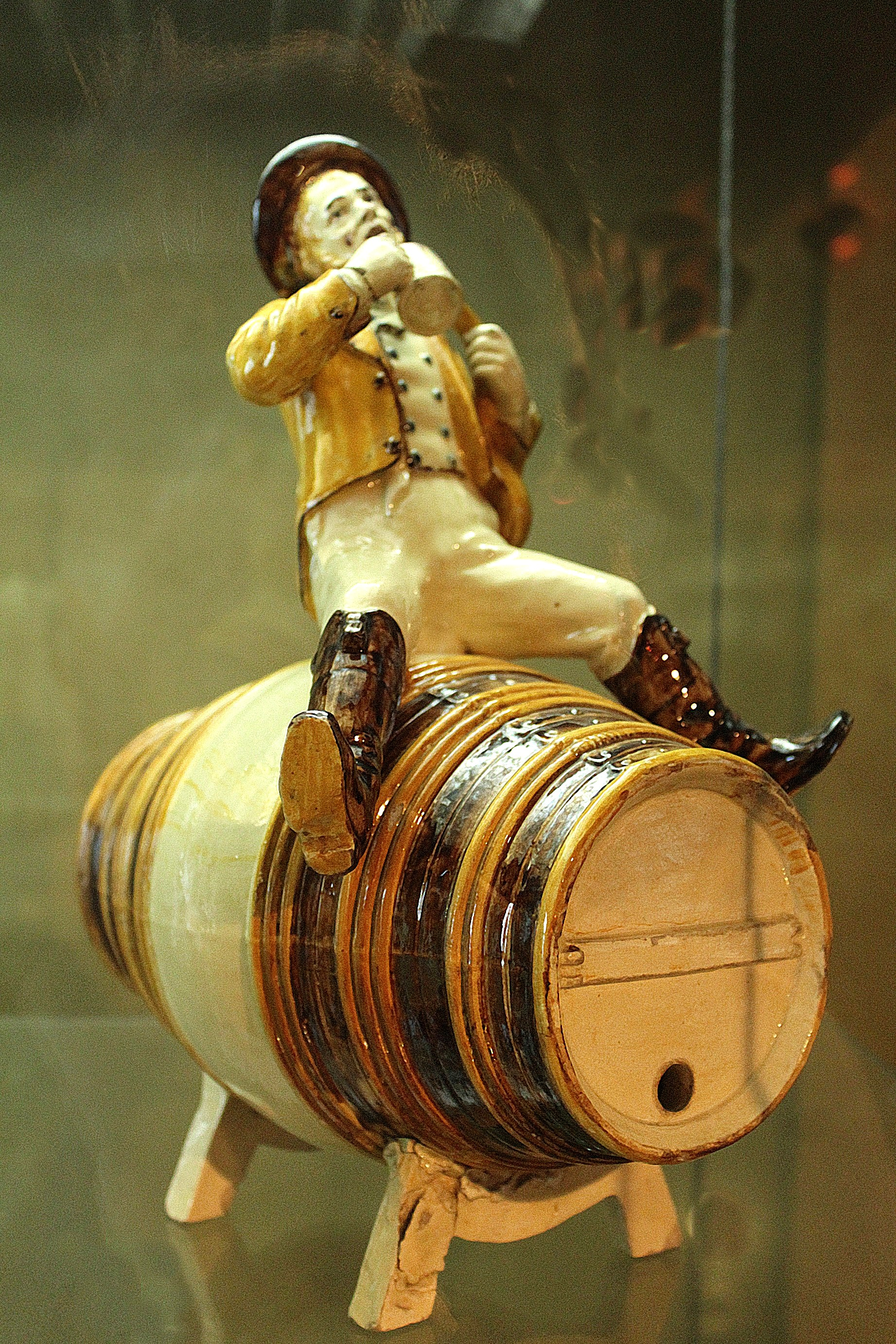
سكير على برميل. القرن ال 19.
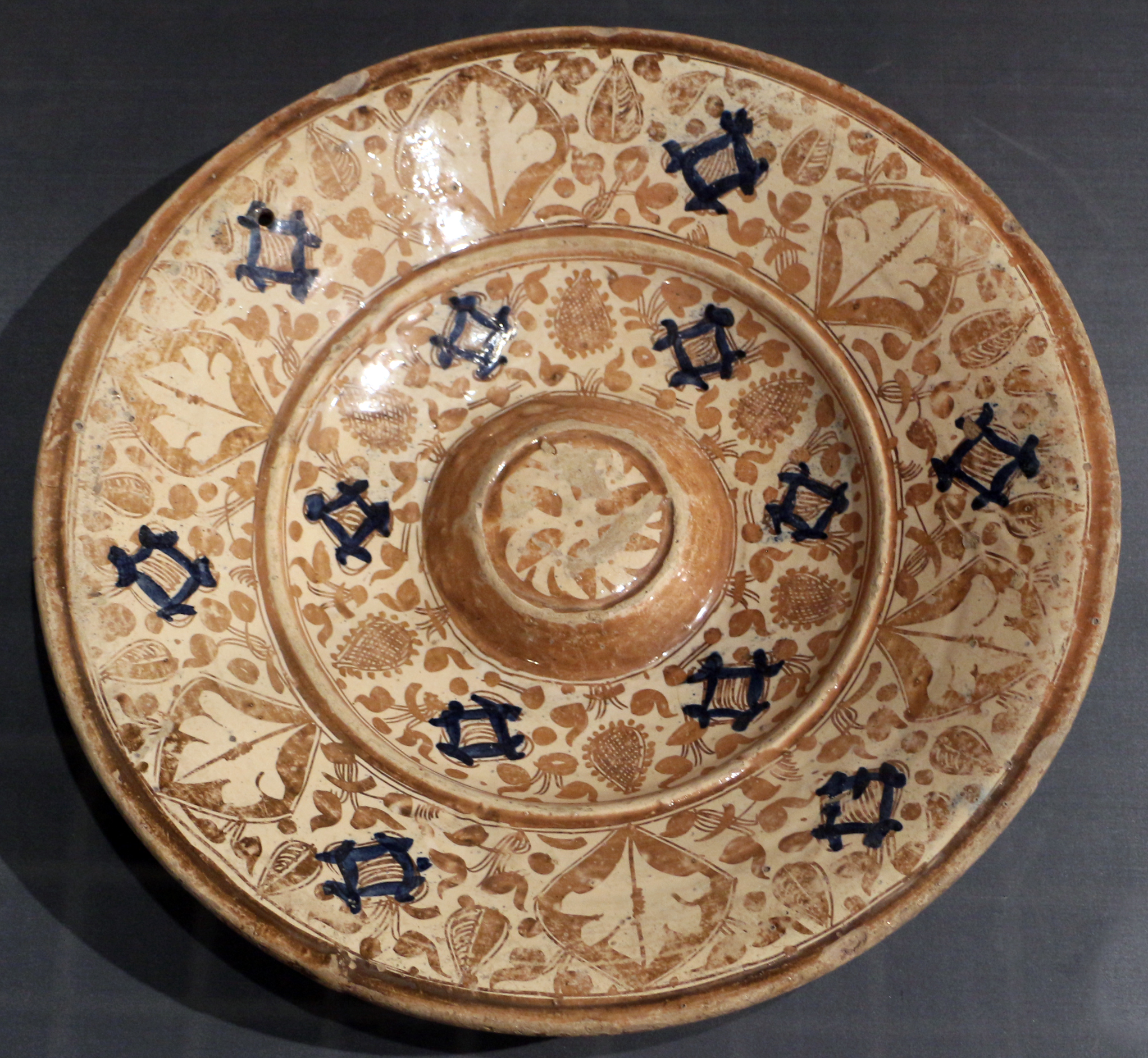
أدوات Hispano-Moresque ج. 1425-50.
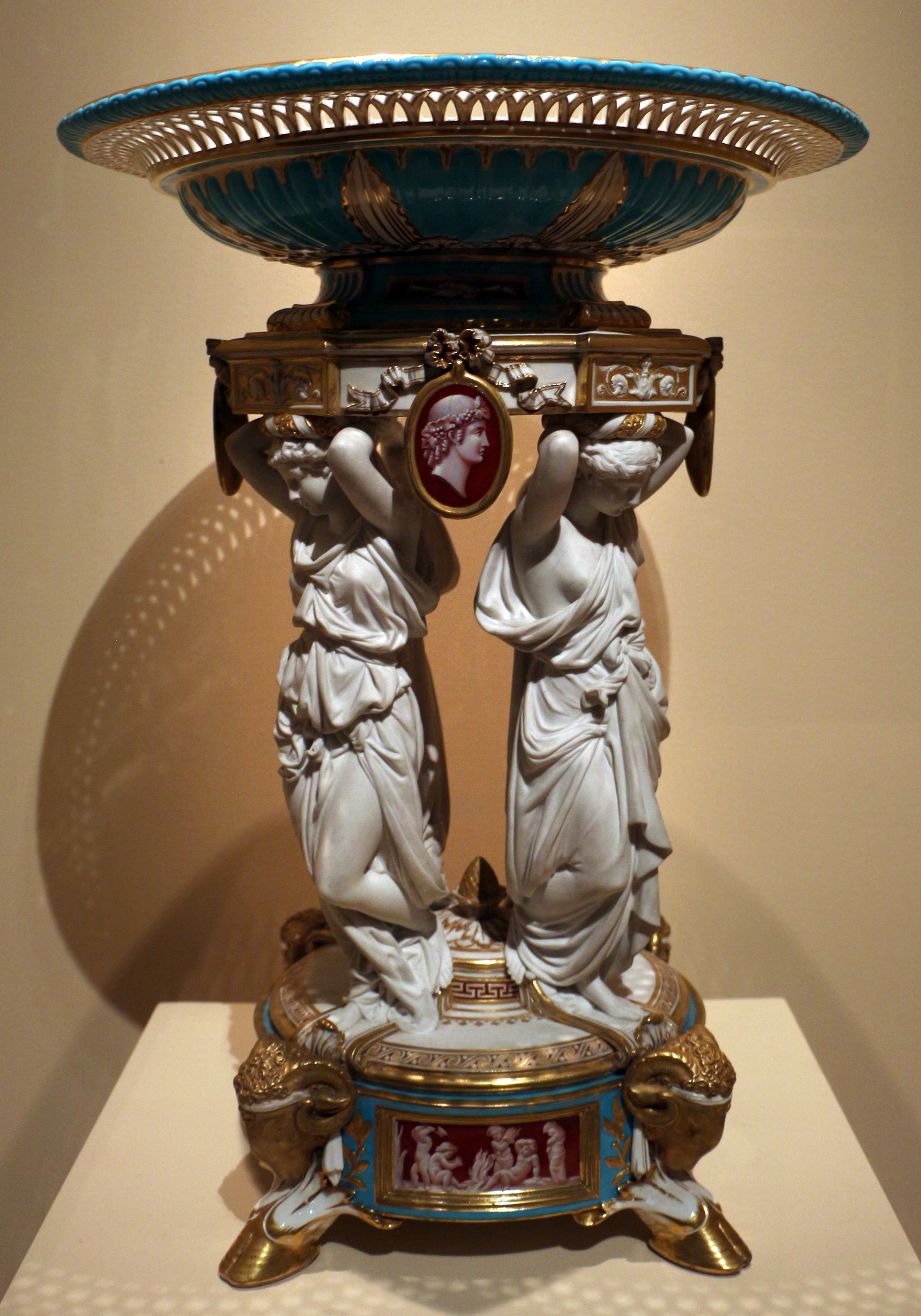
مبخرة القرن ال 18.
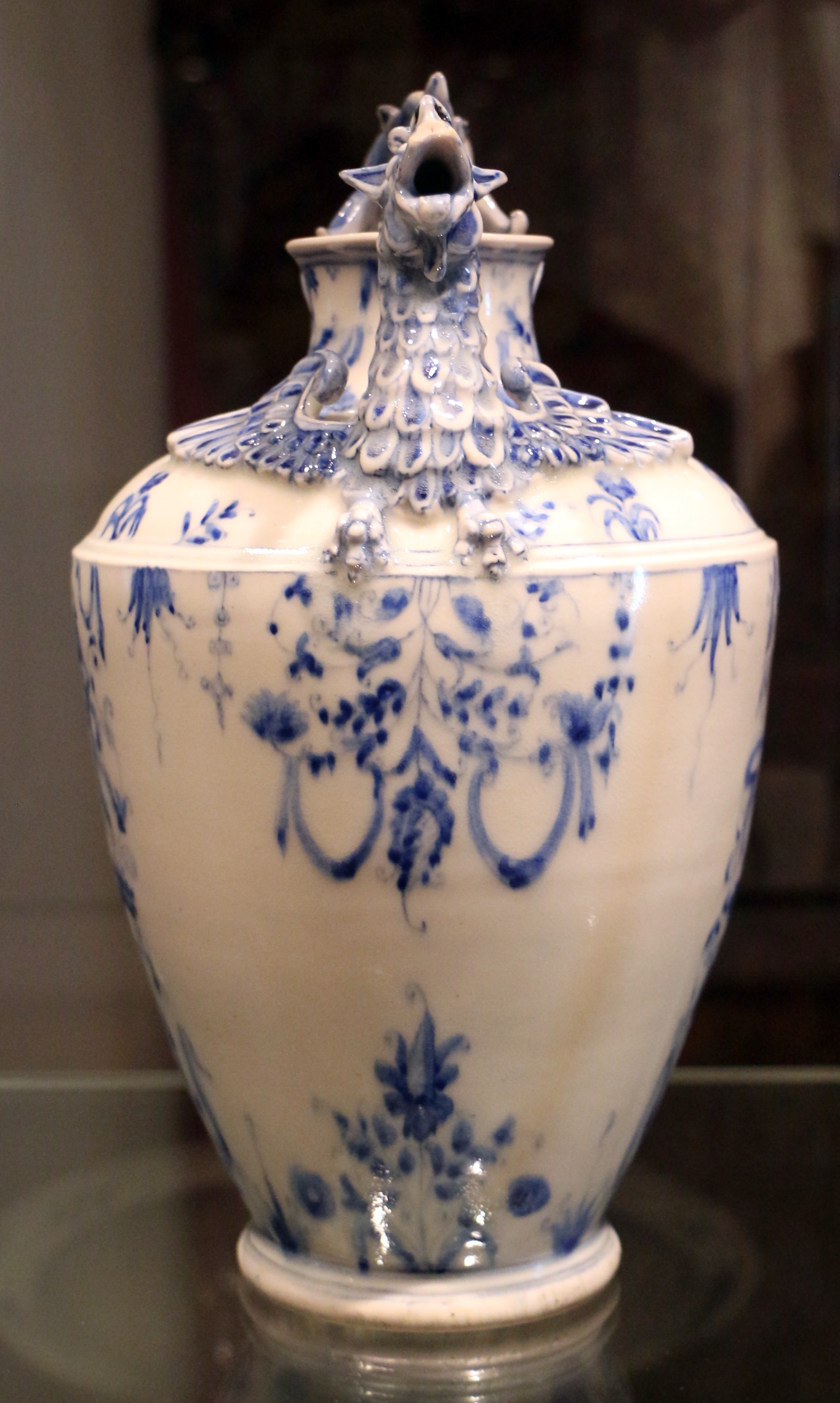
إناء فلورنتين القرن السادس عشر.

## المرجع
1. ↑   http://www.museudearteantiga.pt/como-visitar/mapa-gps. {{استشهاد ويب}}: |url= بحاجة لعنوان (مساعدة) والوسيط |title= غير موجود أو فارغ (من ويكي بيانات) (مساعدة)
2. ↑   http://www.wikilovesmonuments.org.pt/. {{استشهاد ويب}}: |url= بحاجة لعنوان (مساعدة) والوسيط |title= غير موجود أو فارغ (من ويكي بيانات) (مساعدة)
3. ↑  "MNAA 2020" (PDF) (بالبرتغالية). 2018. Archived from the original (PDF) on 2021-08-31.
4. ↑   http://www.museudearteantiga.pt/contacts. {{استشهاد ويب}}: |url= بحاجة لعنوان (مساعدة) والوسيط |title= غير موجود أو فارغ (من ويكي بيانات) (مساعدة)
5. ↑  Museu Nacional de Arte Antiga - About MNAA History نسخة محفوظة 2021-07-11 على موقع واي باك مشين.
6. 1 2 3 4 5  1868 catalog of the Galeria Nacional نسخة محفوظة 19 سبتمبر 2016 على موقع واي باك مشين.
7. 1 2  entry نسخة محفوظة 2012-07-13 على موقع واي باك مشين. at the Arquivo Nacional da Torre do Tombo
8. ↑  José de Figueiredo (1910) O Pintor Nuno Gonçalves.Lisbon: Tip.Annuario Commercial.

## روابط خارجية
- الموقع الرسمي
- المتحف الوطني للفنون القديمة على Google Arts & Culture